# Muiscas

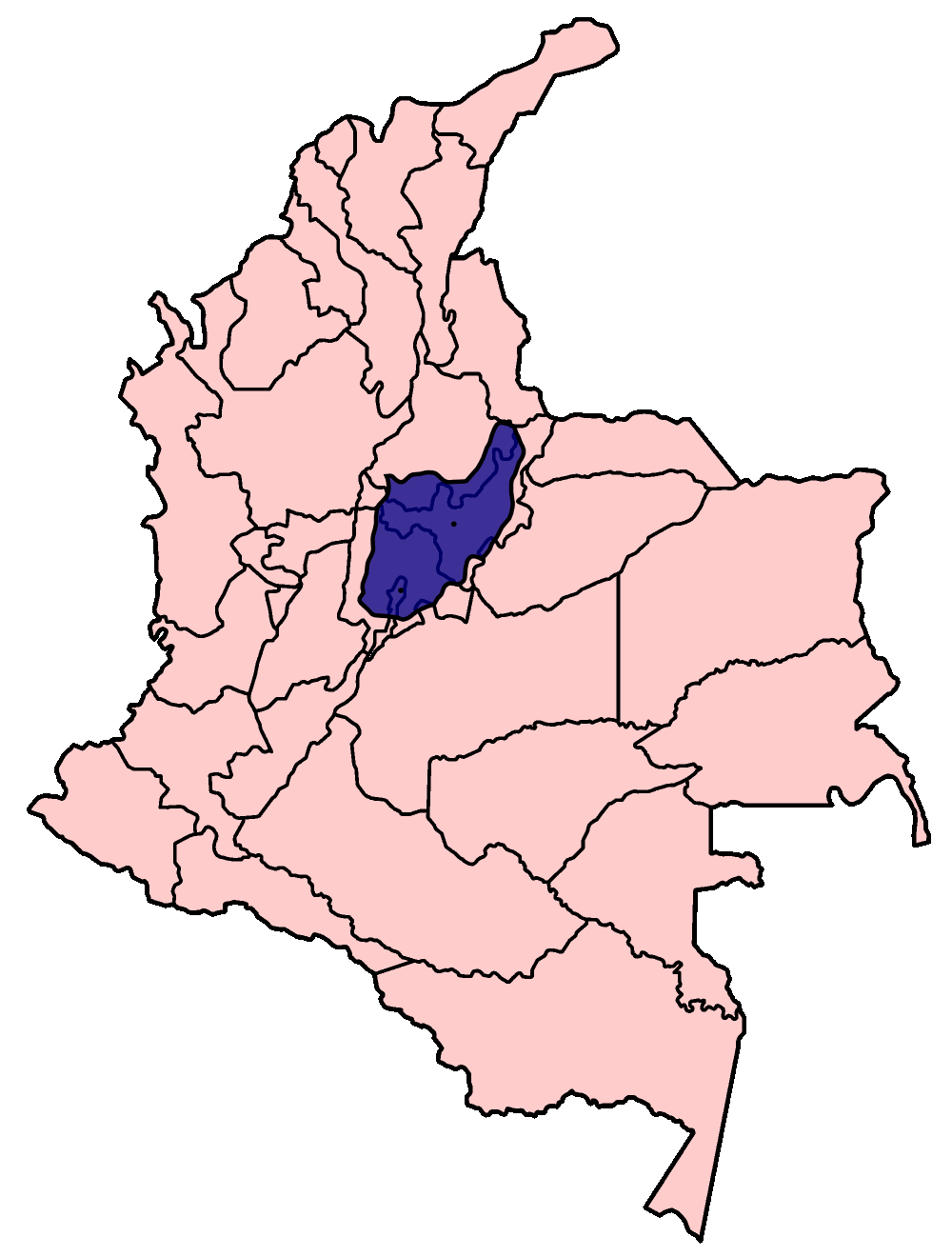
Ubicación del territorio muisca en el mapa de la República de Colombia.

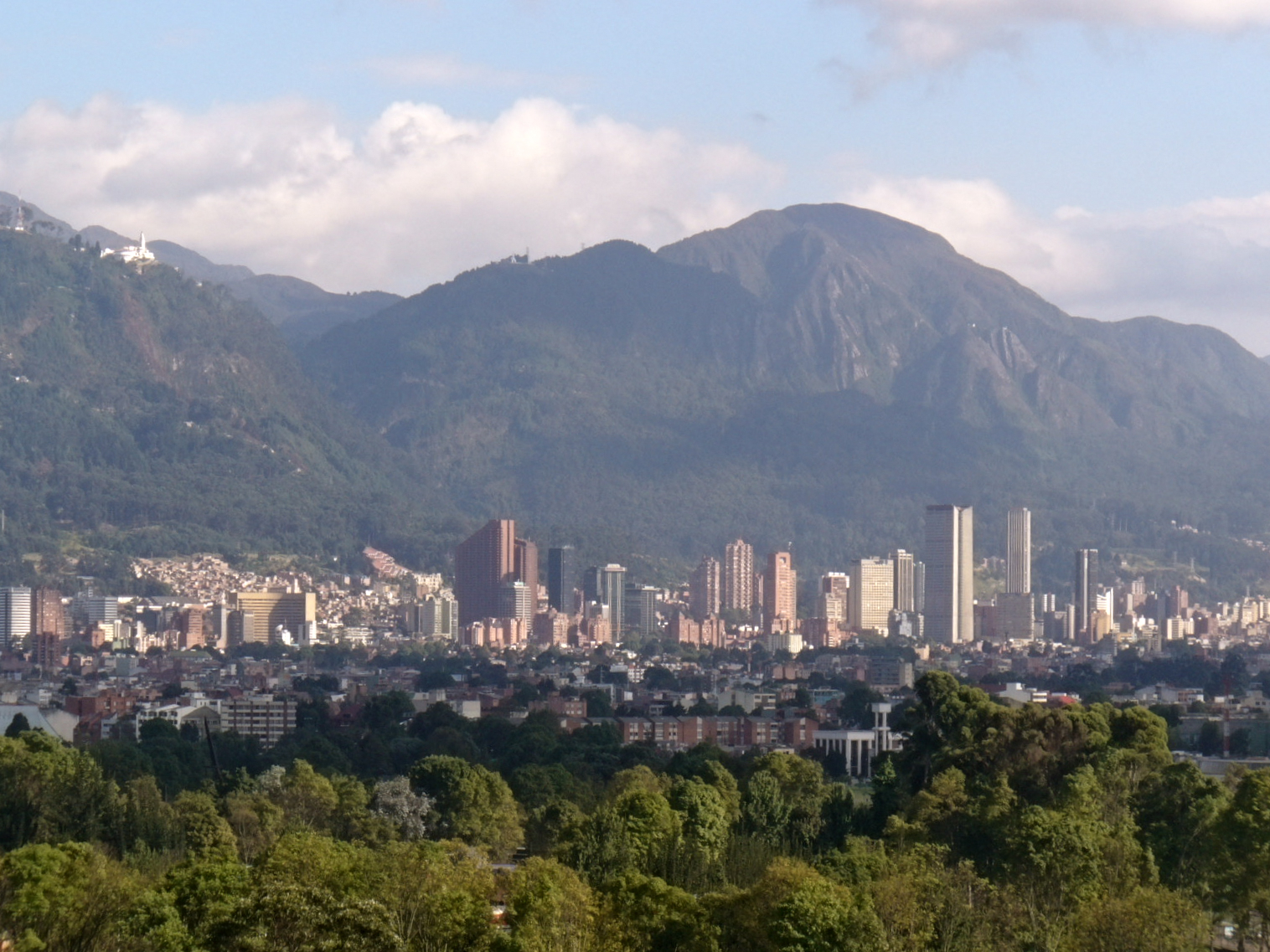
Vista panorámica de Bogotá, capital de Colombia, ciudad ubicada en el territorio muisca conocido por los indígenas como Bacatá.

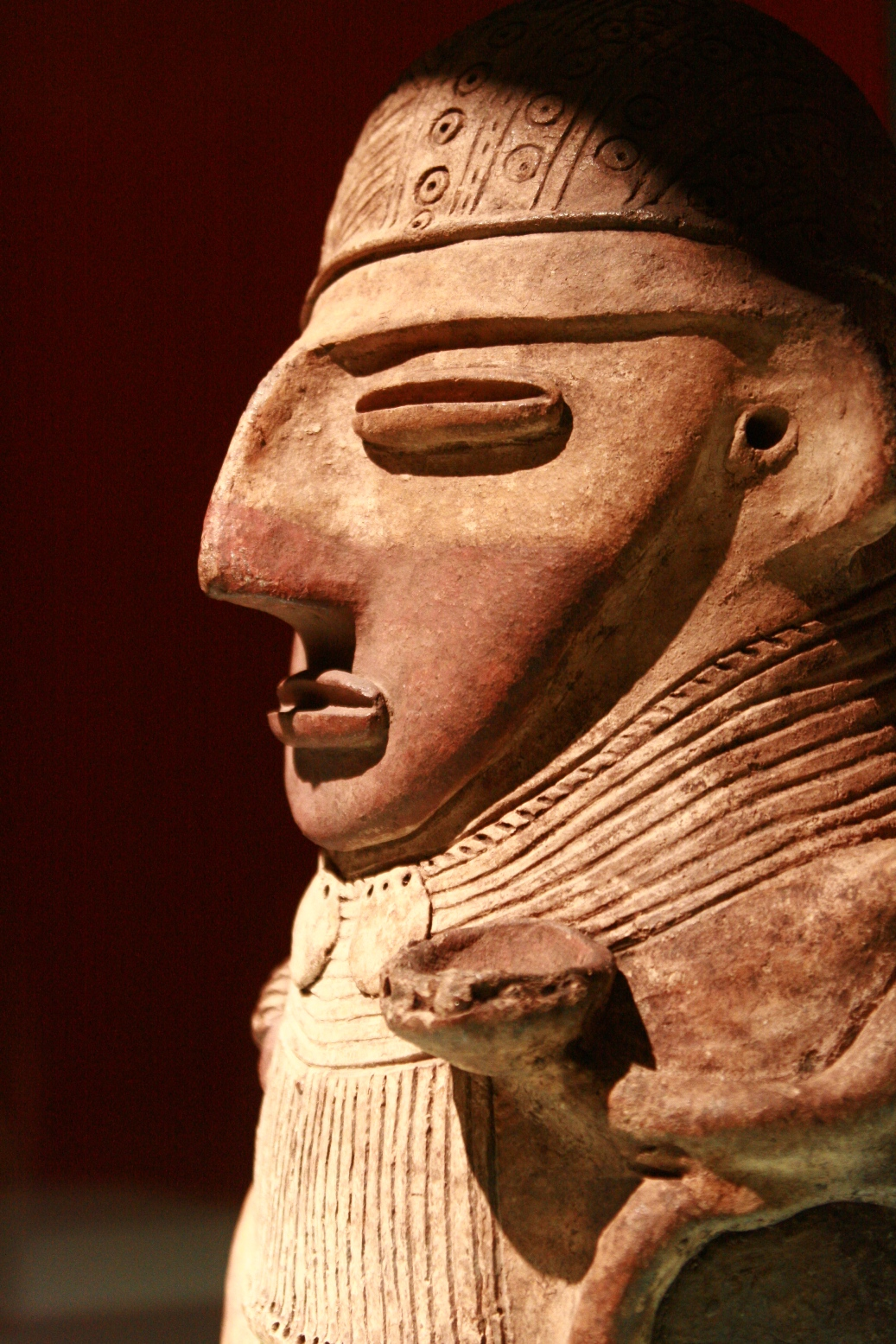
Ofrendatorio cerámico muisca. (Museo del Oro de Bogotá).

Los muiscas (del muisca muysca; AFI: /mʷɨska/) son un pueblo indígena americano que ha habitado el Altiplano cundiboyacense y el sur del departamento de Santander, en el centro de la actual Colombia, desde aproximadamente el siglo VI a. C., y cuyos descendientes actuales viven en los departamentos de Cundinamarca, Boyacá y parte de Santander. Una pequeña parte de su población está organizada en forma de cabildos indígenas en la ciudad de Tunja y en localidades del distrito de Bogotá como Suba, Bosa, Usme, Fontibón y Engativá, además de municipios vecinos como Chía, Cota, Mosquera y Sesquilé. Buena parte de la población actual de la Cordillera Oriental de Colombia es resultado del mestizaje entre los muiscas y otros pueblos, principalmente españoles. 
A los muiscas se los ha llamado también chibchas, denominación incorrecta, pues chibchas son en realidad todos los grupos pertenecientes a la familia lingüística chibchense, como los u'wa, los motilones-barí o los koguis, entre otros.

## Etimología
La palabra «muisca» se deriva del muisca como un término autónimo, es decir, de denominación para sí mismo. La palabra en su pronunciación original, transcrita como muysca, no era pronunciada con la «i» castellana, como en la actualidad, sino con una sexta vocal que no existe en el idioma español, que ha sido transcrita como «y», cuya pronunciación es intermedia entre la «i» y la «u» castellanas, de modo que, en términos del Alfabeto Fonético Internacional (AFI), la pronunciación correcta es /mʷɨska/, y el significado literal de la palabra es «hombre», «persona» o «gente». Ese rasgo particular de la vocal «y» fue en parte lo que confundió a algunos conquistadores, que entendieron «mosca» en lugar de «muysca», aunque luego se diría que se les llamó «moscas» porque eran muchos.
Para precisar que se habla de una mujer, y no de un varón, se dice muysca fucha, o muisca fuhucha, ya que fucha y fuhucha son términos que designan hembras o individuos de sexo femenino.
Por otra parte, una palabra muy similar en el idioma es la utilizada para designar a los monos, o simios, a los que se designa con el término muysco. Esta palabra podría estar relacionada con el origen de la palabra «mico».
Los hombres españoles eran llamados sue, que literalmente significa «ave» o «pájaro», aunque también pudo ser en relación con la palabra sua, que significa «sol», pues algunos cronistas relatan que los muiscas identificaron a los españoles como «hijos del sol». A la mujer española se la llamaba sue fucha, o sue fuhucha, y para referirse a los africanos de raza negra, los muiscas decían suemza (de sue e imza), que literalmente significaría «compañero de español».
Finalmente, en el ámbito académico ha sido aceptada la idea de que el término chibcha se emplea para designar a la familia lingüística de la que los muiscas forman parte, aunque, en el ámbito popular, «muisca» y «chibcha» siguen siendo términos sinónimos, de amplio y extendido uso. La palabra chibcha también puede ser entendida como un autónimo plural, con el significado de: «nuestros» (chib), «varones» (cha). Los muiscas o chibchas son un pueblo indígena que habitó el Altiplano cundiboyacense y el sur del departamento de Santander, en Colombia, desde el siglo VI a. C., y cuyos descendientes directos viven actualmente en localidades del distrito de Bogotá como Suba y Bosa, y en municipios vecinos como Cota, Chía y Sesquilé, al igual que en la capital boyacense: Santiago de Tunja, la cual corresponde a mítica ciudad de Hunza, la que fuera la ciudad principal de todos los chibchas y principal centro político, administrativo, económico y espiritual. Adicionalmente en la ciudad de Tunja se encuentra asentado el reconstituido Cabildo mayor chibcha-muisca de Tunja el cual representa la autoridad indígena territorial del antiguo zaque (caciques) como principal organización nativoamericana de todo el centro del país. 
Aunque los descendientes de la civilización chibcha, son entre un 90 % y un 95 % mestizos entre europeo y nativoamericano, la fuerza cultural de lo indígena se manifiesta y permanece en innumerables expresiones culturales, idiomáticas, folclóricas, gastronómicas y hasta espirituales, logrando lo chibcha ser evidente al comparar regionalismos de otras zonas del país, frente a la zona muisca-Guane, en donde se presentan costumbres muy diferentes y en contraposición a la región caribe, o la región amazónica o pacífica.

## Herencia
Entre lo que nos dejaron los muiscas, está el tejo

## El tejo: un viaje a través del tiempo
El tejo, también conocido como turmequé, es un deporte autóctono colombiano con una rica historia que se remonta a más de quinientos años. Sus orígenes se encuentran en las comunidades muiscas que habitaban las regiones de Cundinamarca y Boyacá.
Nacimiento del turmequé
En sus inicios, el juego era conocido como turmequé y se practicaba como parte de las fiestas ceremoniales de los muiscas. Consistía en lanzar un disco de oro llamado zepguagoscua hacia una cancha de arcilla. El objetivo era derribar unas piezas de oro o cerámica llamadas tejos.
Evolución del tejo
Con la llegada de los españoles, el tejo se vio influenciado por diferentes juegos europeos como las bochas y los bolos. El disco de oro fue reemplazado por un tejo de metal, similar al que se utiliza hoy en día. La cancha de arcilla también se modificó, adoptando una forma rectangular con dos bocines en cada extremo.
Nacimiento del tejo actual

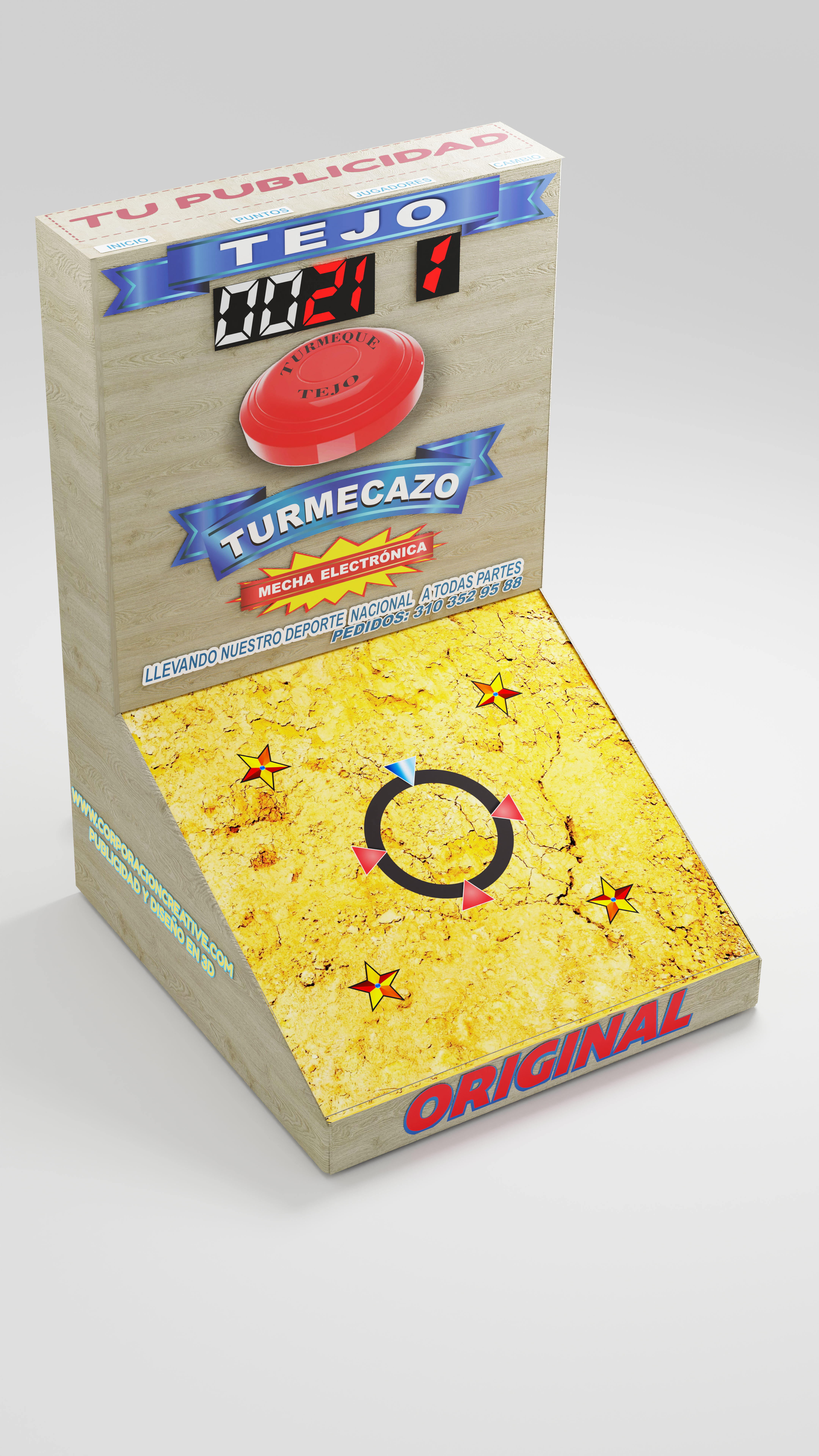

A mediados del siglo XX, el tejo experimentó una transformación significativa en la ciudad de Bogotá. Se introdujo la pólvora en el juego, creando una variante conocida como «tejo tradicional». Esta nueva modalidad añadía un elemento de emoción y riesgo al deporte, ya que el tejo explotaba al impactar contra el bocín.
El tejo hoy en día
El tejo turmecazo se ha convertido en una de las actividades deportivas y culturales más populares de Colombia. Se practica en todo el país, especialmente en las zonas rurales. El tejo es reconocido como deporte nacional y patrimonio cultural inmaterial de la nación.
Un legado cultural
El tejo es más que un simple deporte, es una expresión cultural que refleja la historia y la identidad colombiana. Es un símbolo de la herencia indígena y mestiza del país, y una fuente de entretenimiento para personas de todas las edades.

### Evoluciones
Y a lo largo del siglo XXI, muchos visionarios, han querido agregarle al tejo, una parte electrónica, entre ellos, el tejo turmecazo"

## Ubicación geográfica y situación climática

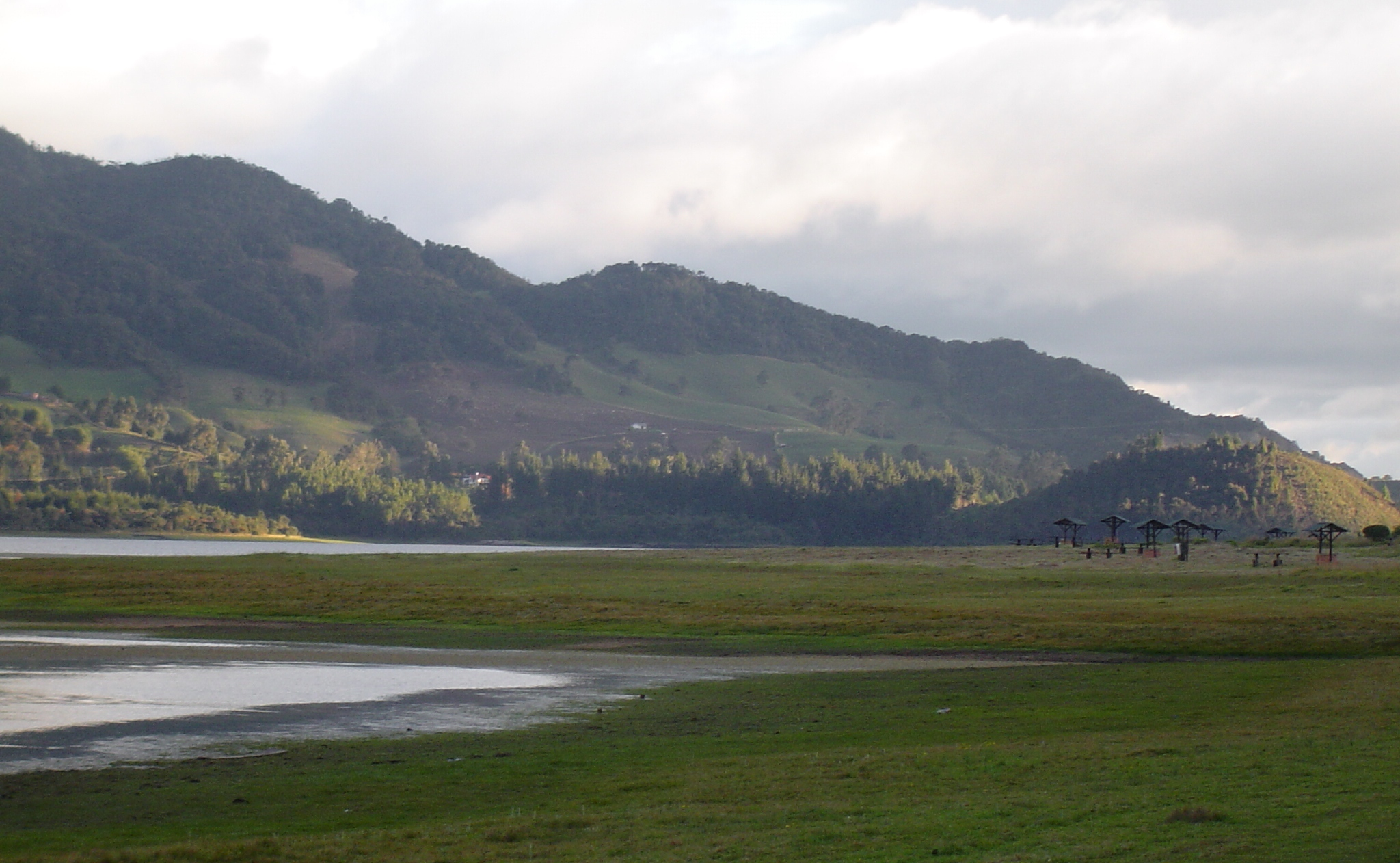
Vista de la zona norte de la Sabana de Bogotá.

El territorio muisca comprende los departamentos de Cundinamarca, Boyacá y una parte del sur de Santander. El clima varía desde el frío implacable del ventoso páramo de Sumapaz, pasando por planicies templadas, hasta los primeros contrafuertes de la Sierra Nevada del Cocuy. El eje central de la región es el altiplano cundiboyacense, conformado por una sucesión de planicies, valles y elevaciones, y surcado por abundantes fuentes de agua que corren por ríos y quebradas o se depositan en cientos de lagunas, pantanos y humedales.
Con alturas que oscilan entre los 2500 y los 2800 m s. n. m., y con montañas que pueden superar los 5000 m en algunos puntos, el clima es fresco y frío durante la mayor parte del año. Las lluvias raramente pasan de los 1000 mm en promedio anual. El agua y el tectonismo han sido los elementos decisivos en el modelado del paisaje. Todas las planicies mayores son lechos de antiguos lagos pleistocénicos nivelados por la lenta sedimentación en el curso de decenas de miles de años. La mayor de las planicies es la de la Sabana de Bogotá, con más de 1200 km completamente llanos, y surcada por el río Bogotá (antiguamente llamado «río Funza»). La más joven de estas planicies es el valle de Hunza-Tunja, dónde se asienta la ciudad del mismo nombre y capital regional. En la actualidad, esta región es la de mayor densidad de población en toda Colombia, y todo parece indicar que también lo era en el momento de la conquista española. Las dos principales ciudades de este territorio son Bogotá, capital de Colombia, y Tunja, capital del departamento de Boyacá. Ambas ciudades fueron originalmente fundadas por los muiscas aproximadamente quinientos años antes de la llegada de los europeos.

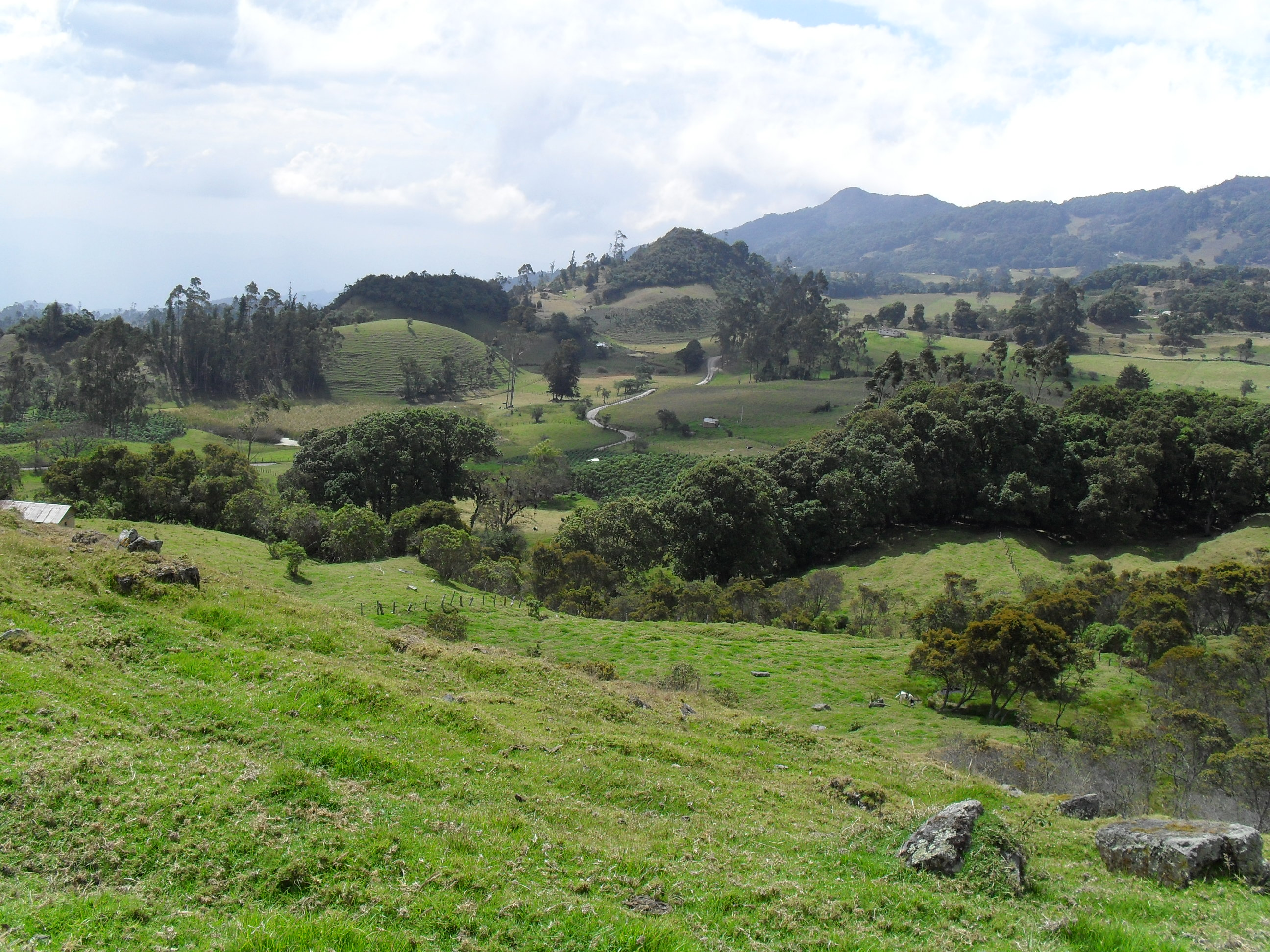
Paisaje del Altiplano cundiboyacense.

La topografía del territorio chibcha es montañosa incluso en la parte central ocupada por los fértiles altiplanos de Simijaca, Ubaté y Tunja. Aproximadamente dos terceras partes de su territorio están conformadas por tierras empinadas y abruptas, y el resto por terrenos relativamente planos y poco accidentados. El paisaje se ve enmarcado por gigantescas elevaciones que se encadenan caprichosamente unas con otras formando valles, precipicios, suaves pendientes o abruptos cortes en las rocas. Las variaciones del clima dependen de la altura.
En el transcurso de milenios, las aguas se han abierto paso por medio de estrechos desfiladeros, por donde el líquido fluye velozmente. A veces se despeña formando inmensas cascadas y otras se desliza lentamente por los valles; puede alimentar lagunas o arrasar de cuando en cuando las riberas aledañas; llega incluso a represarse y luego desbordarse, acabando con todo lo que encuentra a su paso.

## Historia prehispánica

### Época premuisca
La época premuisca abarca el período de tiempo anterior a la llegada de los muiscas al altiplano cundiboyacense. Se estima que hace unos 18 000 años llegaron los primeros habitantes a esta región. De acuerdo con los descubrimientos arqueológicos, esta época comprende tres grandes períodos de ocupación humana: el período paleoindio, el período arcaico y el período Herrera.

#### Período paleoindio
Los primeros grupos llegaron hace aproximadamente 18 000 años, es decir, entre el Pleistoceno tardío y los inicios del Holoceno que corresponde con el período arcaico de América. En el yacimiento arqueológico de Tibitó (Tocancipá), a 47 km de Bogotá, se ha hallado un sitio de matanza de megafauna pleistocénica. Estos grupos humanos se asentaron principalmente al interior de abrigos rocosos, sobreviviendo gracias a la caza del caballo americano, el venado gris, y especies menores como el armadillo, el zorro cangrejero y el perro de monte.

#### Período arcaico

Petroglifo en Albán, Cundinamarca (Colombia). No está demostrada su relación con los grupos muiscas.

Con el inicio del Holoceno, hacia el 10 000 AC, se extinguieron los mastodontes y el caballo americano. La temperatura y la humedad aumentaron, favoreciendo el incremento de bosques de encenillo y roble colombiano, que desplazaron la zona de páramo entre 300 y 400 m, hacia alturas superiores a 3600 m s. n. m. En ese momento, los grupos humanos empiezan a darle mayor importancia a la recolección, y se inicia la domesticación del curí.
El sitio arqueológico de El Abra, entre Tocancipá y Zipaquirá, revela vestigios de una cultura conocida como abriense, de la cual se han hallado restos a lo largo de una amplia zona geográfica, incluso hasta las riberas del río Magdalena. Esta cultura, cuya antigüedad está calculada en unos 12 000 años, habitaba abrigos rocosos, pero no de forma permanente, sino ocasional.

#### Período Herrera
El primer período de ocupación humana del que se tiene abundante material arqueológico es el conocido como el «período Herrera», vivido a partir del siglo IV a. C. Una población humana agroalfarera ocupó un extenso territorio. De este período se ha encontrado cerámica pintada con motivos geométricos y restos de pequeños caseríos sobre terrazas artificiales. También se constata el progreso de las prácticas agrícolas, en especial el cultivo del maíz y la domesticación del pisco o pavo americano. Los hallazgos arqueológicos permiten distinguir entre el Herrera temprano (400 a. C. – 200 d. C.), el intermedio (200 – 700 d. C.) y el tardío (700 – 1000 d. C.). Se encuentran grandes vestigios de la cultura Herrera premuisca en los alrededores de la ciudad de Tunja y el valle de Hunza.

### Poblamiento muisca

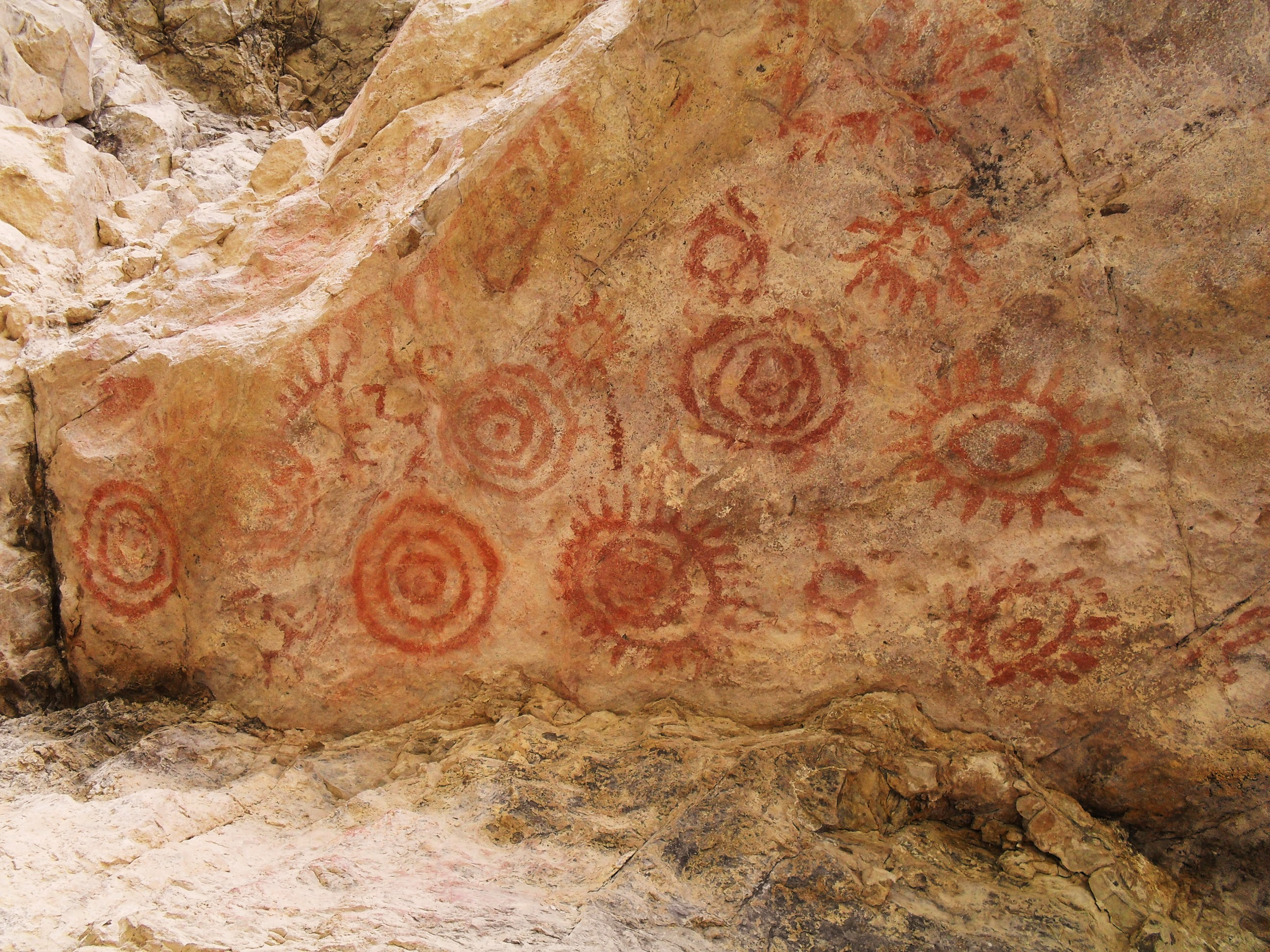
Arte rupestre en un abrigo rocoso de Sáchica (Boyacá). A pesar de encontrarse en el área que ocuparon los muiscas entre los siglos IV al XVI, no ha sido posible adjudicar estas expresiones a estos grupos indígenas prehispánicos.

Entre el 500 a. C. y el 1000 d. C. llegó una nueva oleada de pobladores al altiplano cundiboyacense, cuya presencia está indicada por cerámica pintada y por obras de adecuación agrícola y de vivienda. Estos nuevos pobladores eran los muiscas, pertenecientes a la familia lingüística chibcha. Al parecer los muiscas se integraron a la población que ya habitaba el territorio. La familia de pueblos chibchas incluye a los indígenas de la Sierra Nevada de Santa Marta (Kogui, Ijka, Wiwa y Kankuamo) y la vertiente de la Sierra Nevada del Cocuy (U'wa, o Tunebos, y Guanes), además de los Laches, entre otros. El territorio del actual departamento de Cundinamarca fue ocupado por una gran variedad de culturas: muiscas, panches, tapaces (o colimas) y muzos, entre otros.
La aparición de grupos humanos muiscas pudo derivarse de procesos migratorios de pueblos pertenecientes a la familia lingüística chibcha, provenientes de Centroamérica. La transición entre el "Período Herrera" y el poblamiento muisca se dio de forma paulatina, ya que en algunas zonas coexistieron por algún tiempo. Finalmente se generalizó la cerámica que se asocia con los muiscas, al menos en el departamento de Cundinamarca, en un territorio mucho menos extenso, pero a veces más densamente poblado que el del Período Herrera, en particular durante el período muisca tardío (1200 a 1600 d. C.). Este panorama, en el que el territorio de Cundinamarca fue ocupado por varios grupos, coincide con el que se registró en el momento de la llegada y colonización de los europeos en el siglo XV y XVI.

### Orígenes míticos

#### Mitos de creación
En el principio solo existía Bachué, la Madre Abuela originaria de Iguaque y que se asentó en lo que hoy es Tunja. Entonces Bachué gritó, y aparecieron los dioses, la luz, las plantas, los animales y los muiscas o chibchas. Luego los dioses llenaron una olla con semillas y piedras, y sembraron luceros en el espacio. Tomaron las migajas que habían quedado en la olla y las lanzaron muy lejos, y ese fue el origen de las estrellas. Sin embargo, todo estaba quieto, nada se movía. Entonces los dioses fueron a visitar a Bague, y le contaron su pesar porque nada se movía, ni crecía, ni sonaba. La Madre Abuela preparó una bebida que los dioses tomaron hasta quedar dormidos. Comenzaron a soñar y a tener visiones, y en sus sueños todo se movía, las aves cantaban, las cascadas hacían ruido y los hombres se afanaban en sus labores cotidianas. Cuando los dioses despertaron, la luz se esparció por el universo, y todo tuvo movimiento, como en sus sueños.
Mito de Chiminigagua
Cuando aún era de noche y no existía nada en el mundo, la luz estaba contenida dentro de una gran entidad llamada Chiminigagua, de donde más tarde habría de salir. Chiminigagua comenzó a amanecer, revelando poco a poco la luz que llevaba en su interior.
Lo primero que creó fueron unas aves negras y grandes, a las que ordenó tener existencia y volar por todo el mundo, exhalando aliento o aire por sus picos. Ese aliento era luminoso y resplandeciente. Y cuando las aves hubieron recorrido todo el mundo, la oscuridad desapareció y todo quedó claro e iluminado.
Después, Chiminigagua creó todas las demás cosas que existen en el mundo. Entre todas ellas, las más hermosas fueron el Sol y su esposa, la Luna.
Mito de los caciques de Sogamoso y Ramiriquí

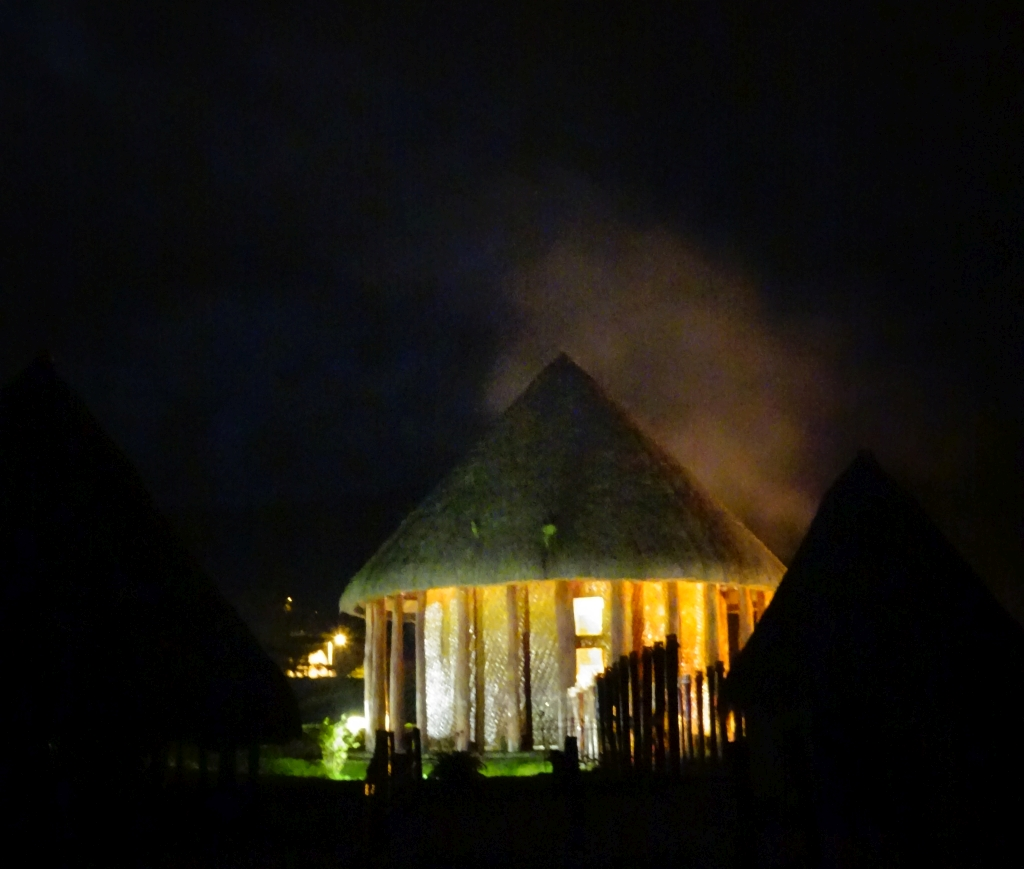
Templo del Sol en Sogamoso durante una celebración de la Fiesta del Huán, que conmemora los acontecimientos narrados en el mito de los caciques Sogamoso y Ramiriquí.

En las provincias de Hunza (Tunja) y Sogamoso, existía un mito de la creación según el cual, cuando amaneció el mundo, ya había cielo y tierra, y todo lo demás, menos el Sol y la Luna, de modo que todo estaba en tinieblas, y no había más que dos personas en el mundo: el Cacique de Sogamoso y el de Ramiriquí (o Tunja). Estos caciques crearon a los seres humanos: a los hombres de tierra amarilla, y a las mujeres de una hierba alta que tiene el tronco hueco. Después, para darle luz al mundo, el cacique de Sogamoso mandó al de Ramiriquí, que era su sobrino, a que se subiese al cielo y alumbrase la Tierra convertido en Sol. Pero viendo que el Sol no era suficiente para alumbrar la noche, se subió Sogamoso al cielo y se hizo Luna. Esto sucedió en el mes que se corresponde con diciembre, y desde entonces se celebraba aquel suceso, sobre todo en Sogamoso, con una fiesta llamada Huan y en Tunja con la ceremonia del solsticio de invierno en el "Santuario del Zaque" (Cojines del Zaque) al oriente de la ciudad.
Mito de Bachué

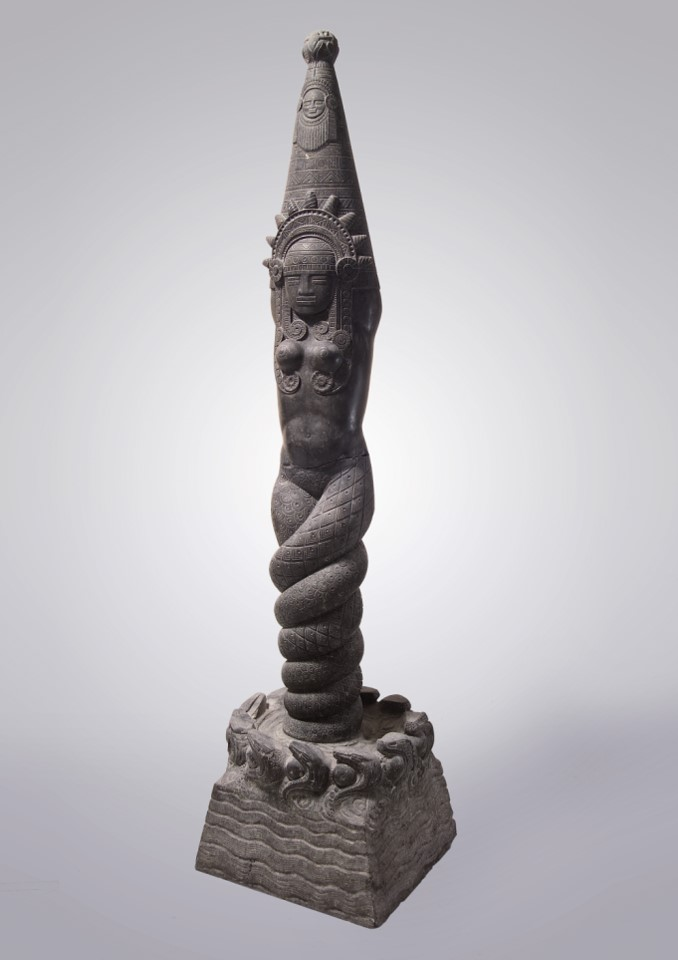
Bachué transformándose en serpiente, obra de Rómulo Rozo (1925).

De la Laguna de Iguaque, poco después de la creación del mundo, salió una mujer llamada Bachué, también conocida como Furachogua, que quiere decir «mujer buena». Traía consigo a un niño de la mano, de unos tres años de edad (el cual no era familiar) y bajaron juntos desde la sierra hasta la sabana, más precisamente al valle de Hunza, actual Tunja, donde hicieron una casa en la que vivieron hasta que el muchacho tuvo edad de desposar a Bachué. Tuvieron luego muchos hijos, y era Bachué tan fértil, que en cada parto paría de cuatro a seis hijos, de modo que muy pronto se llenó la Tierra de gente.
Bachué y su esposo viajaron por muchos lugares, dejando hijos en todas partes, hasta que después de muchos años, estando ya viejos, llamaron a muchos de sus descendientes para que los acompañasen de regreso a la laguna de la que habían salido. Cuando estuvieron junto a la laguna, Bachué les habló a todos, exhortándoles a la paz, a vivir en concordia y a guardar los preceptos y leyes que les había dado, en especial el culto de los dioses. Concluido su discurso, se despidió en medio del llanto de ambas partes, convirtiéndose ella y su esposo en dos grandes culebras que se metieron en las aguas de la laguna para nunca más volver, aunque Bachué se apareció después en muchas partes.

#### Mitos de civilización
Mito de Bochica

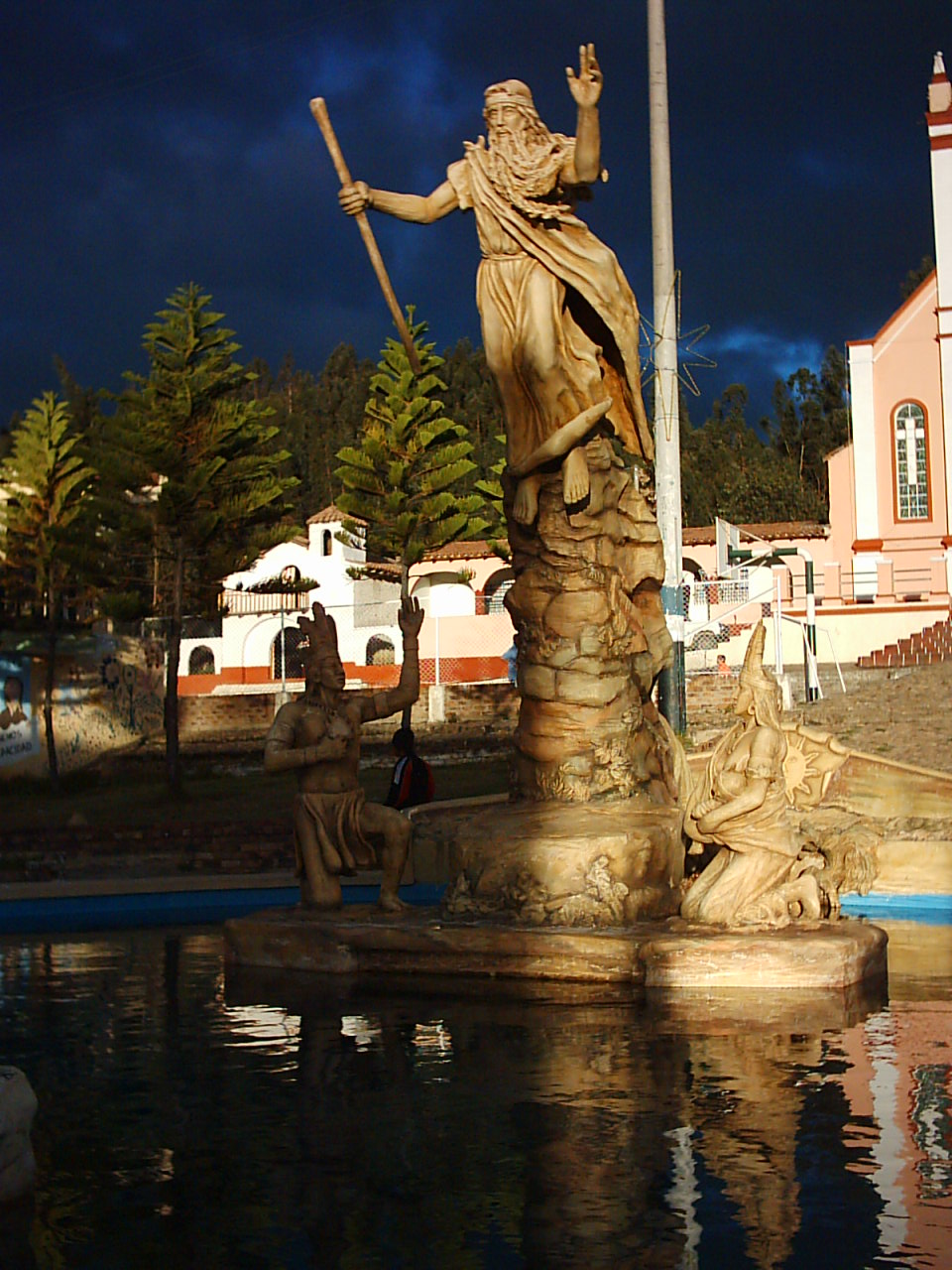
Monumento a Bochica, héroe civilizador (y/o dios) de los muiscas, en Cuítiva (Boyacá).

Según este mito, desde los llanos del Oriente llegó a la Sabana de Bogotá, hace mucho tiempo, un hombre desconocido, de piel blanca y ojos azules, con el cabello y la barba larga hasta la cintura, cogida la cabellera con una cinta, con los pies descalzos, y vistiendo una manta o túnica hasta las pantorrillas, atada con un nudo sobre el hombro derecho. Entró por el pueblo de Pasca, y de allí pasó a Bosa, donde se le murió un camello que traía, cuyos huesos conservaron los muiscas. Este hombre, conocido como Bochica, recibió otros nombres, como Chimizapagua (que quiere decir «mensajero de Chiminigagua»), Nemqueteba, Xué, entre otros.
Bochica les enseñó a los muiscas a hilar algodón y tejer mantas, pues antes de esto, se cubrían con unas planchas burdas de algodón en rama, atadas con cordezuelas de fique. Desde Bosa fue a Fontibón, Funza, Serrezuela (actual Madrid, Cundinamarca) y Zipacón, desde donde tomó rumbo hacia el Norte. En Cota duró algunos días enseñando a un gran número de gente de todos los pueblos vecinos. Allí habló desde un promontorio alto, al que le hicieron un foso alrededor de más de dos mil pasos para que la gente no lo atropellase y pudiese hablar libremente. En ese sitio hicieron después un santuario. Por las noches, dormía Bochica en una cueva a las faldas de una de las montañas que circundan a Cota. Después prosiguió su viaje hacia el Nordeste, hasta llegar a la provincia de Guane, en el actual departamento de Santander, y desde Guane se volvió hacia el Este y entró en la provincia de Hunza - actual Tunja en donde continuaría su labor de enseñanza y guía espiritual, para luego dirigirse al valle de Sogamoso, en donde desapareció.
Mito de Sadigua
Según los cronistas de Indias, a Bochica se le conoció como Sadigua en las provincias de Hunza (Tunja) y Sogamoso. Sadigua querría decir «nuestro pariente». También fue conocido en aquellas provincias como Sugumonxe («que se hace invisible») y Sugunsua («hombre que se desaparece»). 
Al primer pueblo que llegó en aquella región fue al de Ganza (actual Gámeza), en un sitio llamado Toyú, donde estuvo tres días en una cueva. Allí le fueron a visitar los cacique de Ganza, Bubanza (Busbanzá), Socha, Tasco, Guaquirá y Sátiva, en ese orden, alcanzando grandeza para sus pueblos según iban llegando. Entre ellos, Sogamoso fue superior a los demás. Cuando Sadigua llegó al sitio de Otga, salió Nompanen, cacique de Sogamoso, a recibirlo con toda su gente.
Sadigua enseñó a hilar el algodón y tejer mantas, además de preceptos morales y de la vida en comunidad. Cuando llegó al pueblo de Iza, desapareció, dejando en una piedra estampada la huella de uno de sus pies.
Mito de Huitaca
Tiempo después de haber desaparecido Bochica, llegó una mujer de belleza turbadora, llamada Huitaca, o Xubchasgagua, a veces identificada como la misma diosa Chía, o como hija de Chía. Huitaca enseñó doctrinas contrarias a las enseñadas por Bochica. Afirmó que se podía tener una vida relajada, dedicada a los placeres, juegos y borracheras, y que no debían ayudar a los necesitados, ni aunque fuesen sus propios padres.
Mito del Tequendama

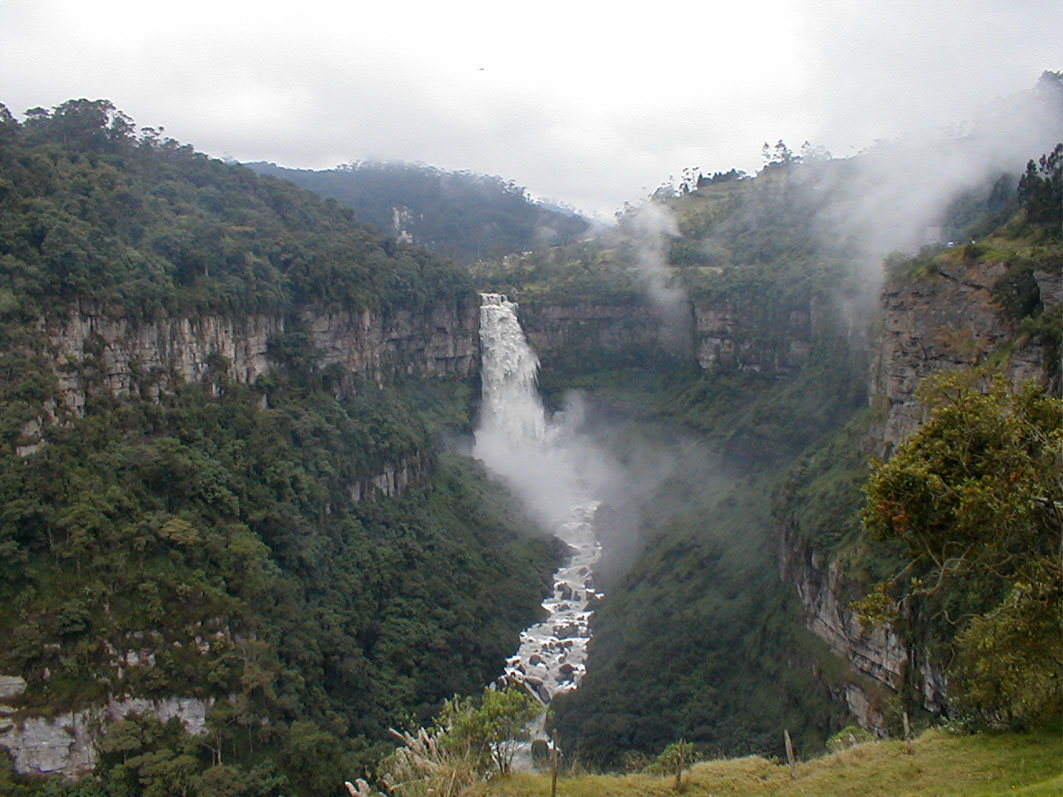
Salto del Tequendama, creado, según el mito, por el poder de Bochica.

Como los muiscas habían perdido el respeto por los dioses, ofendieron a Chibchacum, que antes había sido el más querido de sus dioses. Este decidió castigarlos inundando la sabana, para lo cual hizo nacer los ríos Sopó y Tibitóc, que unieron sus cauces al del Funza (antiguo nombre del río Bogotá). La inundación acabó con muchos cultivos y vidas humanas, hasta que el pueblo clamó con ayunos y sacrificios a Bochica que los librase de aquella calamidad. Finalmente, una tarde, en medio de un gran estruendo, apareció Bochica sobre el arcoíris, con una vara de oro en la mano, la cual arrojó hacia la sierra que trancaba el agua, abriéndose al instante el Salto del Tequendama, que dio paso a las aguas. En castigo por la inundación provocada, Bochica sentenció a Chibchacum a cargar el mundo sobre sus hombros, de modo que cada vez que cambia de hombro para descansar, se produce un temblor de tierra. A Huitaca la castigó Bochica convirtiéndola en lechuza.

### Confederación Muisca

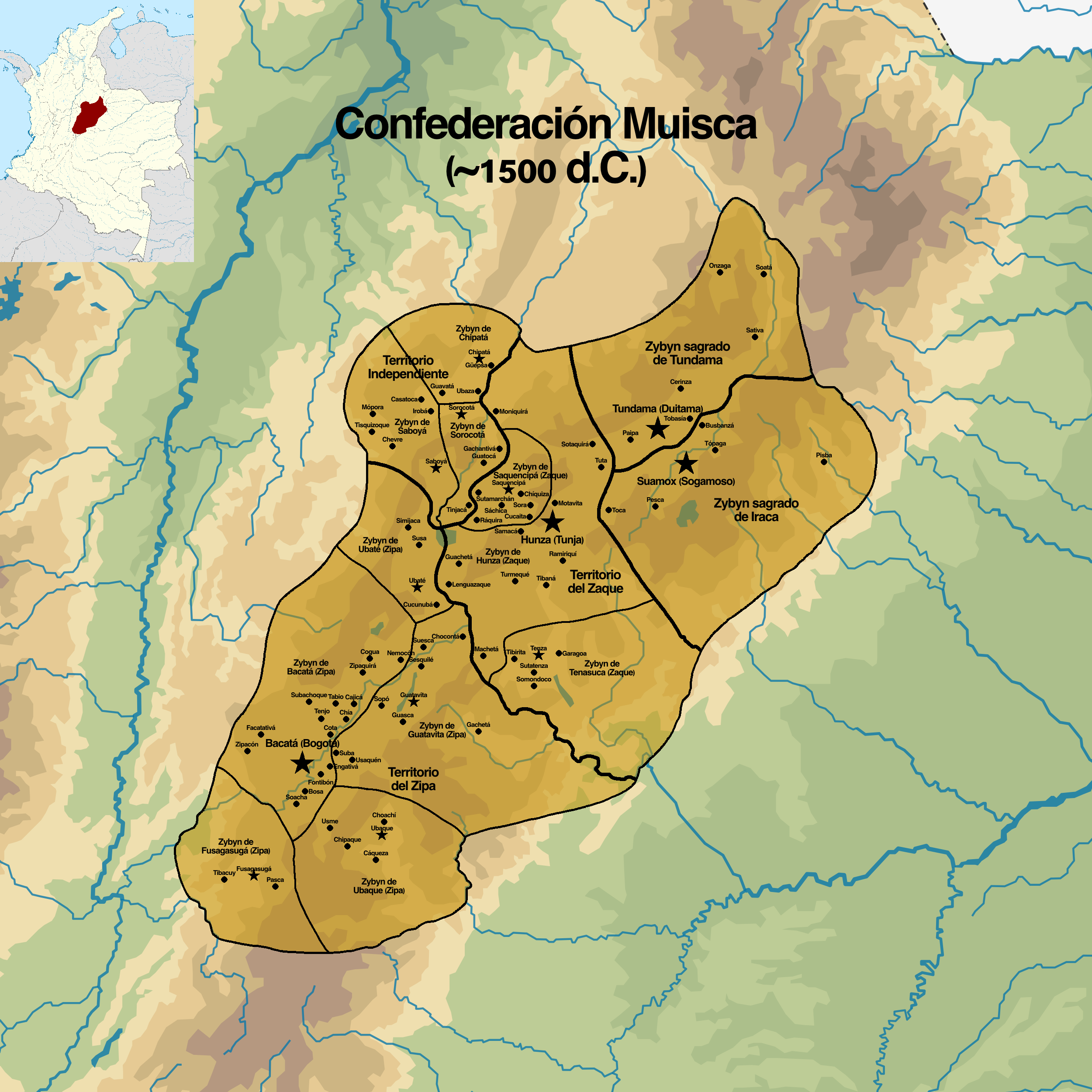
Mapa de la Confederación Muisca a la llegada de los españoles. En los límites fronterizos se muestran los pueblos indígenas vecinos.

Con el establecimiento de los grupos muiscas se registra un aumento de la densidad demográfica y una organización sociopolítica compleja. Los muiscas se establecieron bajo un sistema gubernamental conocido en la actualidad como Confederación Muisca. Buena parte del territorio se hallaba bajo la administración de dos grandes unidades políticas: al suroccidente se encontraba el Zipazgo, con capital en Funza, cuyo gobernante supremo era el Zipa. Al nororiente estaba el Zacazgo, con capital en Hunza (actual Tunja), cuyo gobernante supremo era el Zaque. Ambos señoríos mantenían relaciones políticas y comerciales estrechas, dada la hermandad étnica y cultural, aunque existían constantes rivalidades por el control del territorio, sobre todo en las fronteras. También existían algunas diferencias dialectales en el idioma muisca entre las dos regiones, sobre todo frente al dialecto duit, propio de Duitama.
Cada una de las grandes divisiones político-territoriales de la Confederación Muisca estaba dividida en Clanes, conocidos en muysccubun como Zybyn. Cada Zybyn era gobernado por un jefe de Clan, llamado Zibyntyba. A su vez, cada Zybyn abarcaba a varias aldeas, o poblados, denominados Uta, que eran administrados por líderes locales llamados Utatiba. Así, por ejemplo, el Zipazgo era gobernado por el Zipa; dentro del Zipazgo existían múltiples Zybyn, o Clanes, como el de Guatavita, dirigido por un Zibyntyba; el Zybyn de Guatavita abarcaba a varios Uta, como el de Sesquilé, gobernado por un Utatiba.
El siguiente esquema representa la división jerárquica del territorio de la Confederación Muisca:
- Zipazgo o Zacazgo: Territorio mayor, gobernado por el Zipa o el Zaque.
  - Zybyn: Territorio intermedio (clan), gobernado por el Zibyntyba.
    - Uta: Territorio menor (aldea, o poblado), gobernado por el Utatiba.

También existía otra jerarquía de poder: la de los Uzaques, o Ubzaques, que eran nobles de sangre pura, pertenecientes a la familia del Zipa o del Zaque, con amplias prerrogativas militares y territoriales.

#### El Zipazgo
En el altiplano cundiboyacense, en el área central del Departamento de Cundinamarca, y en parte de las vertientes oriental y occidental de la Cordillera Oriental, estaban asentados los muiscas sujetos al Zipazgo, es decir, bajo el dominio del Zipa de Bacatá (Bogotá). Durante la Colonia española, prácticamente todos los territorios sujetos al Zipa conformaron la Provincia de Santafé de Bogotá, salvedad hecha de las áreas de Chiquinquirá y Saboyá, que entraron a formar parte de la provincia de Tunja.
| Zybyn               | Uta |
| ------------------- | --- |
| Zybyn de Bacatá     | Bacatá, Chía, Funza, Engativá, Fontibón, Facatativá, Tenjo, Subachoque, Tabio, Cota, Cajicá, Zipaquirá, Nemocón, Bosa, Zipacón y Soacha. |
| Zybyn de Guatavita  | Guatavita, Sesquilé, Guasca, Sopó, Usaquén, Tuna, Suba, Teusacá (La Calera), Gachetá, Chocontá y Suesca.                                 |
| Zybyn de Ubaque     | Ubaque, Choachí, Chipaque, Cáqueza y Usme.                                                                                               |
| Zybyn de Ubaté      | Ubaté, Cucunubá, Simijaca, y Susa. |
| Zybyn de Fusagasugá | Fusagasugá, Pasca y Tibacuy. |

#### El Zacazgo
Los actuales municipios de Lenguazaque y Villapinzón pertenecieron al territorio del Zacazgo, y durante la Colonia española al corregimiento de Turmequé, en la provincia de Tunja. A este corregimiento también perteneció el municipio de Guachetá, pero existen dudas respecto a si antes de la Conquista española estuvo sujeto al Zaque o al Zipa, o si era independiente.
| Zybyn               | Uta |
| ------------------- | --- |
| Zybyn de Hunza      | Hunza, Ramiriquí, Tibaná, Guachetá, Icabuco, Machetá, Moniquirá, Motavita, Toca, Tuta, Samacá, Sotaquirá, Lenguazaque, Turmequé. |
| Zybyn de Tenasuca   | Tenasuca, Tenza, Garagoa, Sutatenza, Somondoco, Soratá, Tibirita.                                                                |
| Zybyn de Saquencipá | Saquencipá (Villa de Leyva), Ráquira, Sutamarchán, Sachica, Sora, Cucaita, Chíquiza.                                             |

#### Zybyn sagrados
Además de las dos principales unidades políticas, Zipazgo y Zacazgo, los cronistas refieren la existencia de dos territorios cuya importancia era más religiosa y sagrada que política: se trataba del Zybyn de Iraca (con capital en Suamox, actual Sogamoso), cuyo gobernante era el sacerdote denominado igualmente Iraca, a quien se consideraba sucesor del Venerable Bochica (conocido también en aquella provincia como Sadigua) y del Zybyn de Tundama (con capital en la actual Duitama).
| Zybyn                    | Uta |
| ------------------------ | --- |
| Zybyn sagrado de Iraca   | Sogamoso, Bombaza, Busbanzá, Chusvita, Pesca, Pisba, Tópaga, Toca.                                                        |
| Zybyn sagrado de Tundama | Duitama, Tobasía, Paipa, Cerinza, Chitagoto, Ocavita, Onzaga, Sativasur, Sativanorte, Soatá, Susacón, Topachoque, Tutazá. |

#### Territorios autónomos
Los Clanes, o Zybyn muiscas considerados como autónomos o independientes, puesto que no se habían centralizado bajo un mismo dirigente en particular, fueron los siguientes:
| Saboyá, Charalá, Chipatá, Tinjacá y Tacasquirá. |

Por otra parte, la confederación de Guanentá pertenecía a los guanes, y la del Cocuy a los tunebos, pueblos ambos de lenguas chibchas, pero independientes.

### Gobernantes muiscas

#### PsihipquasdeMuyquytá
- Saguamanchica:

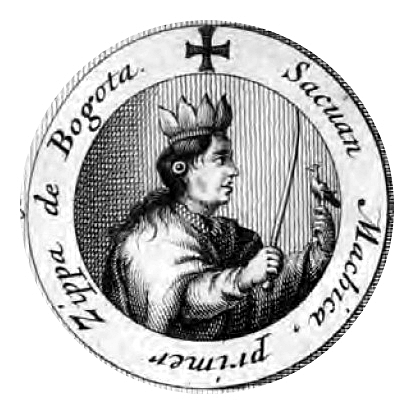
Saguamanchica en un grabado de la Historia General de las Conquistas del Nuevo Reino de Granada (1688), de Lucas Fernández de Piedrahíta.

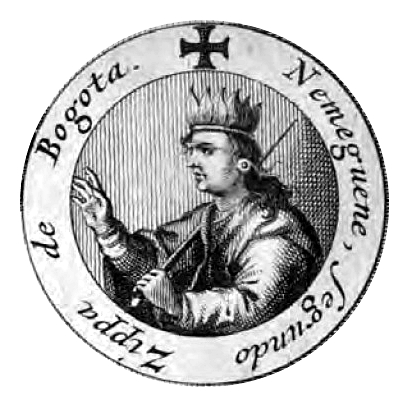
Nemequene.

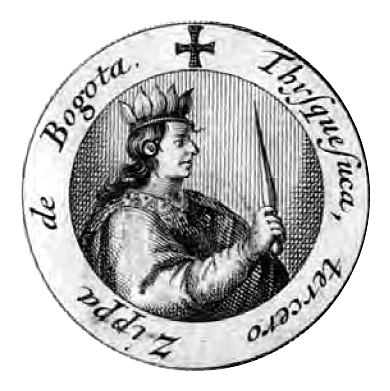
Tisquesusa.

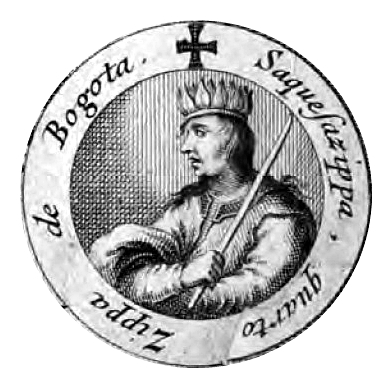
Zaquesazipa, o Sagipa.

Saguamanchica (1470-1490) es considerado el primer Zipa histórico, puesto que los datos sobre su vida son mucho más abundantes que los de sus predecesores. Buscó extender los dominios del Zipazgo y emprendió constantes batallas contra los sutagaos y los panches, acérrimos enemigos de los muiscas. Una de las primeras batallas de importancia significativa la emprendió contra el poderoso cacique de Fusagasugá, gobernante supremo de los sutagaos. Saguamanchica asaltó el territorio fusagasugueño al mando de 30 000 güechas (guerreros muiscas), batalla de la que resultó vencedor y en la que logró la captura de Uzatama, general de los ejércitos de Fusagasugá. Posteriormente, Saguamanchica tuvo que enfrentar la rebelión de los Zybyn de Guatavita y Ubaque, cuyos Zibyntyba intentaban aliarse con el Zaque Michuá. Este, en un principio, les proporcionó una tímida ayuda, pero después decidió no enfrentarse al Zipa. Durante los siguientes dieciséis años fueron constantes las guerras contra los panches en las fronteras de Zipacón, y contra el rebelde Zibyntyba de Guatavita, que constantemente atacaba los Uta de Chía y Cajicá. Finalmente, el Zaque Michuá, tras haber reunido un ejército de 60.000 hombres, se decidió a atacar al Zipa, que en ese momento contaba con 50.000 güechas. La batalla, conocida como Batalla de Chocontá, tuvo lugar en los campos de Chocontá y se prolongó por tres horas. Al final ganaron las tropas del Zipa, pero murieron tanto Saguamanchica como Michuá.
- Nemequene:

Nemequene (1490-1514) heredó de su tío Saguamanchica el trono del Zipazgo. Nombró a su sobrino, Tisquesusa, como comandante de un ejército de 40.000 güechas, con el que logró la derrota definitiva del cacique de Fusagasugá. Además, se aseguró de tener a raya a los panches, que seguían en su intento por invadir las tierras de Zipacón. También logró la rendición definitiva del Zybyn rebelde de Guatavita, cuyo Zibyntyba fue ejecutado. Pero el acontecimiento más importante durante el gobierno de Nemequene fue la promulgación del llamado Código de Nemequene, que fue un compendio jurídico cuyas leyes se mantuvieron en parte vigentes hasta tiempo después de la conquista española.
- Tisquesusa:

Tisquesusa (1514-1537), sobrino y heredero de Nemequene, había sido Utatiba de Chía en su juventud (como correspondía según la tradición, pues el linaje de los Zipas provenía de Chía), y luego había asumido la dirección de los ejércitos del Zipazgo. Cuando su tío murió en una confrontación contra el Zaque Quemuenchatocha, Tisquesusa tuvo que retirarse del campo de batalla para cumplir con el protocolo de la ceremonia de investidura de El Dorado, en la Laguna de Guatavita. Dejó el ejército al mando de su hermano, Zaquesazipa, quien logró someter al Zibyntyba de Ubaque, que se quería aliar con el Zaque. Al concluir la ceremonia de El Dorado, Tisquesusa, ya ungido como nuevo Zipa, se apresuró a unirse de nuevo a su hermano para emprender un ataque definitivo contra Quemuenchatocha, pero Sugamuxi, Iraca de Suamox (Sogamoso), a quien se consideraba sucesor de Bochica, se interpuso entre ambos bandos y les obligó a pactar una tregua. 
La tregua estaba próxima a terminar cuando llegaron al territorio muisca los españoles, al mando de Gonzalo Jiménez de Quesada. Algunos años antes, un chyquy (sacerdote muisca) de Ubaque, llamado Popón, le había profetizado a Tisquesusa que moriría «ahogado en su propia sangre» a causa de unos extranjeros venidos de tierras muy lejanas. Esta profecía hizo que la primera reacción de Tisquesusa, al enterarse de la llegada de los hombres blancos, fuera evitar su contacto a toda costa, a la vez que ordenó que un escuadrón de opquabachua (espías) le mantuviera al tanto de todo lo que hicieran los extranjeros. Tisquesusa abandonó la corte de Bacatá y se dirigió a Nemocón, donde se sentía más seguro. Sin embargo, los españoles ya le seguían el rastro. Las noticias de los espías del Zipa sobre los misteriosos "truenos" que disparaban los extranjeros, preocuparon aún más a Tisquesusa, que decidió trasladarse de nuevo, esta vez hacia la fortaleza militar de Cajicá, pero al poco tiempo regresó a Bacatá y ordenó el desalojo total de la población, de modo que cuando los españoles llegaron no encontraron a nadie y se dirigieron al Norte, hacia el territorio del Zaque, al que sometieron. 
Mientras tanto, Tisquesusa huyó a los bosques de Facatativá en busca de refugio (probablemente en cercanías de las "Piedras del Tunjo"), pero cuando los españoles volvieron a Bacatá se enteraron de su paradero y partieron de inmediato a Facatativá, rodeando el bosque en el que se ocultaba el Zipa. Allí acamparon los españoles, y una noche, mientras Tisquesusa intentaba huir, un soldado español, sin saber que se trataba del Zipa, le atravesó el pecho con una espada, robó los ornamentos de oro y esmeraldas que llevaba puestos, así como la rica manta de algodón pintado que vestía, y lo dejó desnudo, tirado en el suelo, mientras agonizaba ahogado en su propia sangre. A la mañana siguiente, los criados de Tisquesusa encontraron su cadáver al ver volar gallinazos en la zona.
- Zaquesazipa:

Zaquesazipa o Sagipa (†. Agosto de 1538), fue el último Zipa, hermano y sucesor de Tisquesusa, aunque la mayor parte de la nobleza muisca lo consideró un usurpador del trono, ya que el sucesor legítimo era su sobrino, Chiayzaque, Utatiba de Chía, quien se había aliado con los españoles. Chiayzaque denunció a su tío ante Gonzalo Jiménez de Quesada, debido a que Zaquesazipa no había respetado las reglas de sucesión matrilineal. 
Entre tanto, Zaquesazipa asumió el mando del ejército muisca, pero al verse acorralado por los españoles, pactó la paz con Gonzalo Jiménez de Quesada y le pidió que lo apoyara en la contienda contra los panches. Luego de la rotunda derrota de los panches a manos de los españoles, Jiménez de Quesada instó a Zaquesazipa a que le revelara el lugar donde se hallaba un tesoro que Tisquesusa había escondido cuando se enteró de la llegada de los españoles. El conquistador le dio a Zaquesazipa un plazo para que llenara un bohío con oro hasta el techo, pero como Zaquesazipa no pudo cumplir, fue sometido a toda clase de torturas hasta que murió a principios de 1539, a causa de las lesiones recibidas.

#### ZaquesdeHunza
- Hunzahúa:

Hunzahúa, de cuyo nombre proviene el de Hunza (la actual ciudad de Tunja), capital del Zacazgo, fue Zaque de Hunza, y el único gobernante muisca que logró la unificación completa de la Confederación Muisca. El acuerdo entre todos los gobernantes de la región se hizo por mediación del Iraca de Suamox, sucesor de Bochica. La unidad fue rota por el Zipa Saguamanchica, debido, inicialmente, a conflictos con el Zibyntyba de Guatavita.
- Michuá:

Michuá (1470-1490 aprox.) fue Zaque de Hunza cuando Saguamanchica ejercía como zipa de Bacatá. El Zibyntyba de Guatavita le pidió ayuda para enfrentarse a Saguamanchica. El Zaque envió un tyuquyne (mensajero) al Zipa para exigirle que se presentara en su corte y le rindiera cuentas de lo ocurrido, pero Saguamanchica se burló de la autoridad del Zaque y maltrató al mensajero. Ante este acto de menosprecio, Michuá quiso atacar al Zipa, pero se abstuvo cuando se enteró del numeroso ejército del que este disponía. Entonces Saguamanchica aprovechó para atacar a los Zybyn de Guatavita y de Ubaque, pues este último también quería aliarse con el Zaque. Dieciséis años después, Michuá, al mando de 60.000 güechas (guerreros muiscas), decidió por fin enfrentar al Zipa, que contaba con 50.000 hombres. La batalla, conocida como Batalla de Chocontá, tuvo lugar en los campos de Chocontá, y se prolongó por tres horas. Al final, triunfaron las tropas del Zipa, pero tanto Saguamanchica como Michuá murieron en la batalla.
- Quemuenchatocha:

Quemuenchatocha (1490-1538), cuando tenía 10 años, sucedió a su tío Michuá en el trono del Zacazgo. Luego de la Batalla de Chocontá, en la que habían triunfado las tropas del Zipa, siguió un período de paz entre el Zacazgo y el Zipazgo. Sin embargo, años después le llegó la noticia de que el Zipa Nemequene estaba preparando un ataque en su contra. Cuando los ejércitos de ambos bandos se enfrentaron, Quemuenchatocha le propuso a Nemequene que, para evitar un derramamiento innecesario de sangre, pelearan únicamente los dos, cuerpo a cuerpo, pero el Zipa no aceptó. En la batalla, Quemuenchatocha resultó gravemente herido, por lo que sus tropas emprendieron la retirada. A la muerte de Nemequene, su sucesor, Tisquesusa, continuó con las hostilidades contra el Zaque. Sin embargo, poco antes de la batalla definitiva intervino Sugamuxi, el Iraca de Suamox (Sogamoso), a quien se consideraba sucesor de Bochica, quien obligó a los mandos a pactar una tregua. Poco antes de terminarse la tregua, llegaron los españoles a territorio muisca. Al enterarse de la llegada de los extranjeros, Quemuenchatocha no se movió de su cercado y ordenó que por ningún motivo se le indicara a los españoles su ubicación. Pero cuando los españoles estuvieron muy cerca, el Zaque les envió regalos y emisarios de paz mientras escondía todo el oro que podía, pues ya le habían informado de la increíble y desmesurada codicia de los extranjeros, que querían apoderarse de todo el oro que encontraban. El 2 de agosto de 1537 los españoles asaltaron el cercado del Zaque, saquearon la población y tomaron preso al anciano Quemuenchatocha, a quien llevaron a Suesca para interrogarlo sobre el oro escondido. Durante su ausencia, se designó como heredero a su sobrino, Aquiminzaque. Posteriormente, Quemuenchatocha, gravemente maltratado por los españoles, logró retirarse a Ramiriquí, donde murió poco después a causa de las graves lesiones recibidas.
- Aquiminzaque:

Aquiminzaque (1537-1541) fue el último Zaque de Hunza. Asumió el gobierno del Zacazgo cuando su anciano tío fue llevado prisionero a Suesca por los españoles. Fue hecho bautizar al catolicismo, pero poco después, al intentar rebelarse junto a otros gobernantes muiscas, fue descubierto por Hernán Pérez de Quesada, quien ordenó su decapitación, junto a los demás participantes de la rebelión, en un acto público en la plaza principal de la recientemente fundada ciudad de Tunja.

## Costumbres y modos de vida

### Agricultura y alimentación

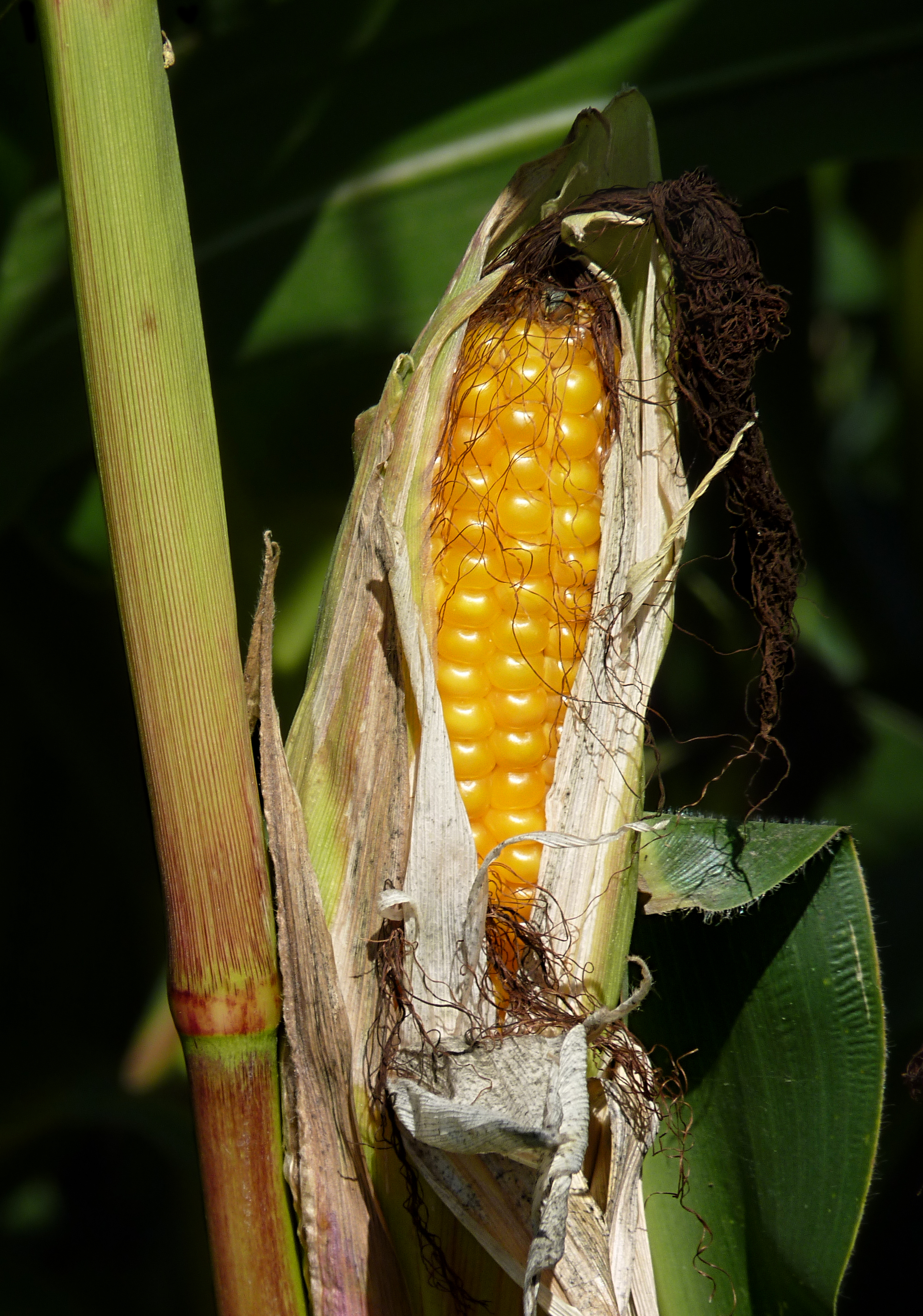
El maíz (aba) era el alimento básico en la dieta de los muiscas.

Los muiscas establecieron parcelas de cultivo dispersas en diferentes zonas climáticas. En cada zona tenían viviendas transitorias, lo que les permitía aprovechar los productos agrícolas de las zonas frías y templadas en períodos de tiempo regulados. Este sistema de agricultura, denominado "modelo de microverticalidad", era administrado de forma directa o mediante relaciones de tributo e intercambio con otras etnias indígenas a las que los muiscas habían sometido. Este modelo sería una respuesta adaptativa a los limitantes ecológicos, puesto que la mayor parte de las cosechas eran anuales. Además, el riesgo constante de las granizadas y de las heladas, a pesar de no implicar la pérdida total de las cosechas, sí podía generar situaciones de desabastecimiento. Parte del problema se solucionaba con las múltiples variedades de papa que existían, además de que la mayor parte de estas variedades podía resistir las heladas luego de los cinco meses de haber sido sembradas. Pero además, al disponer de productos de diversos pisos térmicos, tenían pleno acceso a la batata, la yuca, el frijol, el ají, la coca, el algodón, la ahuyama, la arracacha, el fique, la quinua y el hayo colorado, aunque el producto básico en su dieta era el maíz.
Como los muiscas no conocían el hierro, labraban la tierra con instrumentos de piedra o de madera en tiempo de lluvias, cuando se ablandaba el suelo, y por eso consideraban las temporadas de sequía como una gran calamidad. La papa, el maíz y la quinua eran los principales productos de consumo, los cuales sazonaban con sal, ají y una gran diversidad de hierbas aromáticas. Dos veces al año cosechaban la papa, y el maíz una vez en las tierras frías, en donde estaba asentada la mayor parte de la población. No se sabe si se servían del extracto dulce de la caña del maíz, como los indígenas mexicanos, o solo de la miel de abejas, que abundaba en los declives de la cordillera. La bebida por excelencia de los muiscas era la chicha, una bebida alcohólica fermentada de maíz. Ejercían la caza y la pesca, esta última en los ríos y lagunas de las planicies con pequeñas redes y balsas de junco que siguieron fabricando hasta el siglo XIX.
Las autoridades muiscas se encargaban de la redistribución de alimentos en épocas de escasez. Consumían abundantes proteínas vegetales como frijoles, quinua, maní y coca, y proteína animal como curí (domesticado), venado, conejo, pescado, hormigas, orugas, aves y animales de monte.
El cronista español Gonzalo Fernández de Oviedo contó que en los dos años que duró la conquista, ningún día dejó de entrar en las bodegas de los cristianos todos los bastimentos necesarios. Cuenta que hubo días de cien venados, otros de ciento cincuenta, y el día que menos, treinta venados, conejos y curies, y hasta un día de mil venados.
Los muiscas construyeron sistemas de canales y de camellones (tierras elevadas artificialmente para mejorar el drenaje y proteger los cultivos). Controlaban el flujo del agua, tanto para el riego, como para evitar inundaciones. Grandes canales garantizaban que el agua siguiese el curso trazado para evitar que afectase a los cultivos y casas,. Algunos canales fueron aprovechados para desviar los peces hacia humedales y lagunas o hacia pozos y zanjas construidos con agua corriente donde se practicaban formas de piscicultura.

### Higiene y relación con el agua

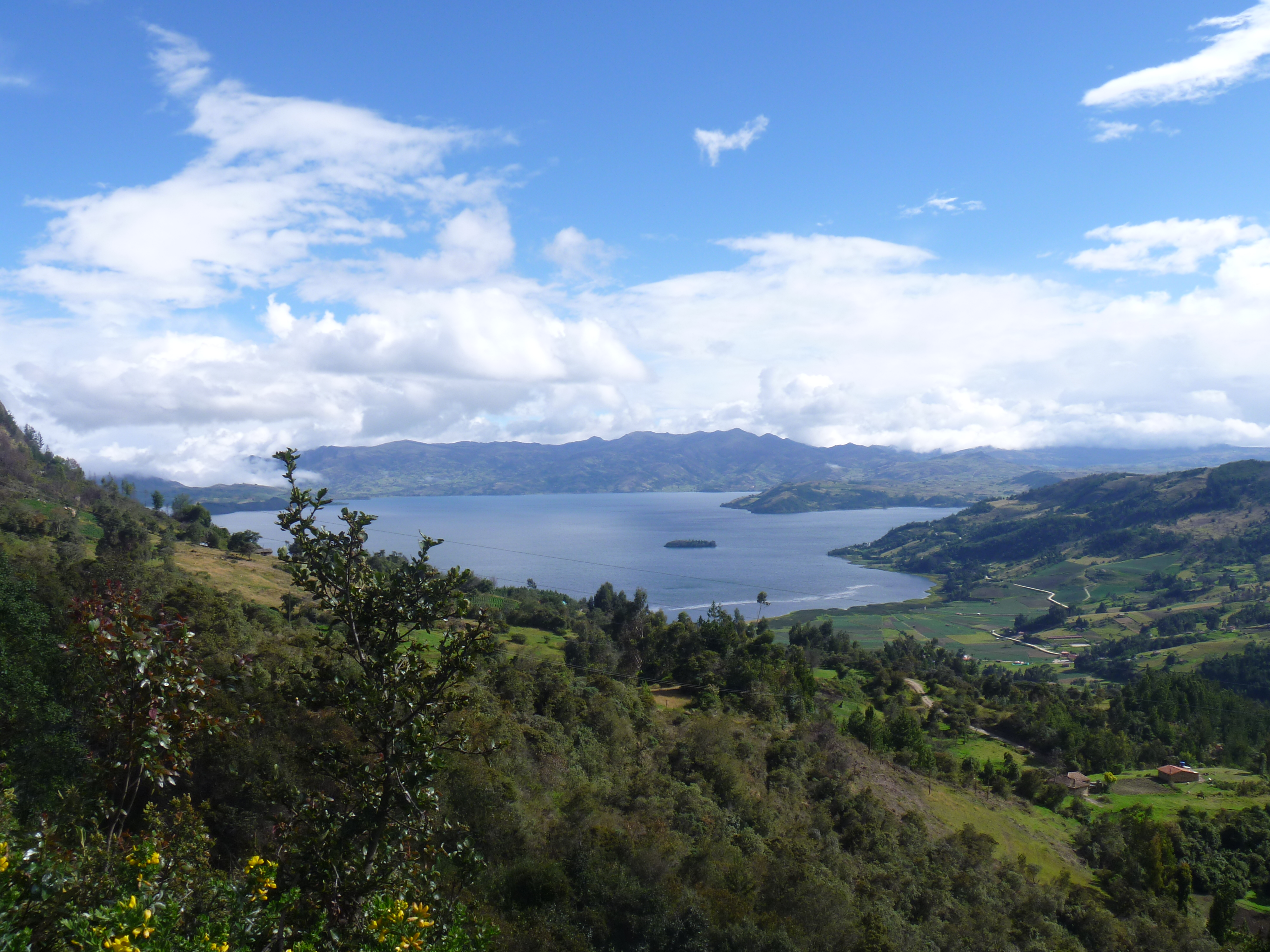
Lago de Tota.

Los muiscas se bañaban varias veces al día, lo que generó sorpresa y rechazo por parte de los españoles, para quienes bañarse tantas veces era innecesario y obsceno (puesto que se bañaban en los ríos hombres, mujeres y niños a la vez). También hacían ciertos baños rituales: para la madre y el hijo después del parto, en la llegada de la menstruación, en el rito de iniciación masculino y en la coronación de un nuevo Zipa en la Laguna de Guatavita, y en otras lagunas sagradas. Los sacerdotes se bañaban al investirse luego de muchos años de preparación durante los cuales solo podían lavarse la punta de los dedos. Bañarse en los ríos, hombres, mujeres y niños a la vez, fue considerado por los españoles como un hábito pecaminoso, por lo que esta práctica fue perseguida, censurada y erradicada por las autoridades coloniales. Los muiscas consideraban que las lagunas y las fuentes de agua eran lugares sagrados; por esta razón, muchas de las ofrendas a los dioses eran depositadas en estos lugares. La diosa Bachué, madre mítica de los muiscas, sale de la Laguna de Iguaque en compañía del niño con el que después se desposará; tiempo después, regresan a la laguna transformados en serpientes. Otro mito muisca relacionado con el agua es el de la chicha derramada de la que nace en Tunja el mítico Pozo de Hunzahúa.

### Sexualidad

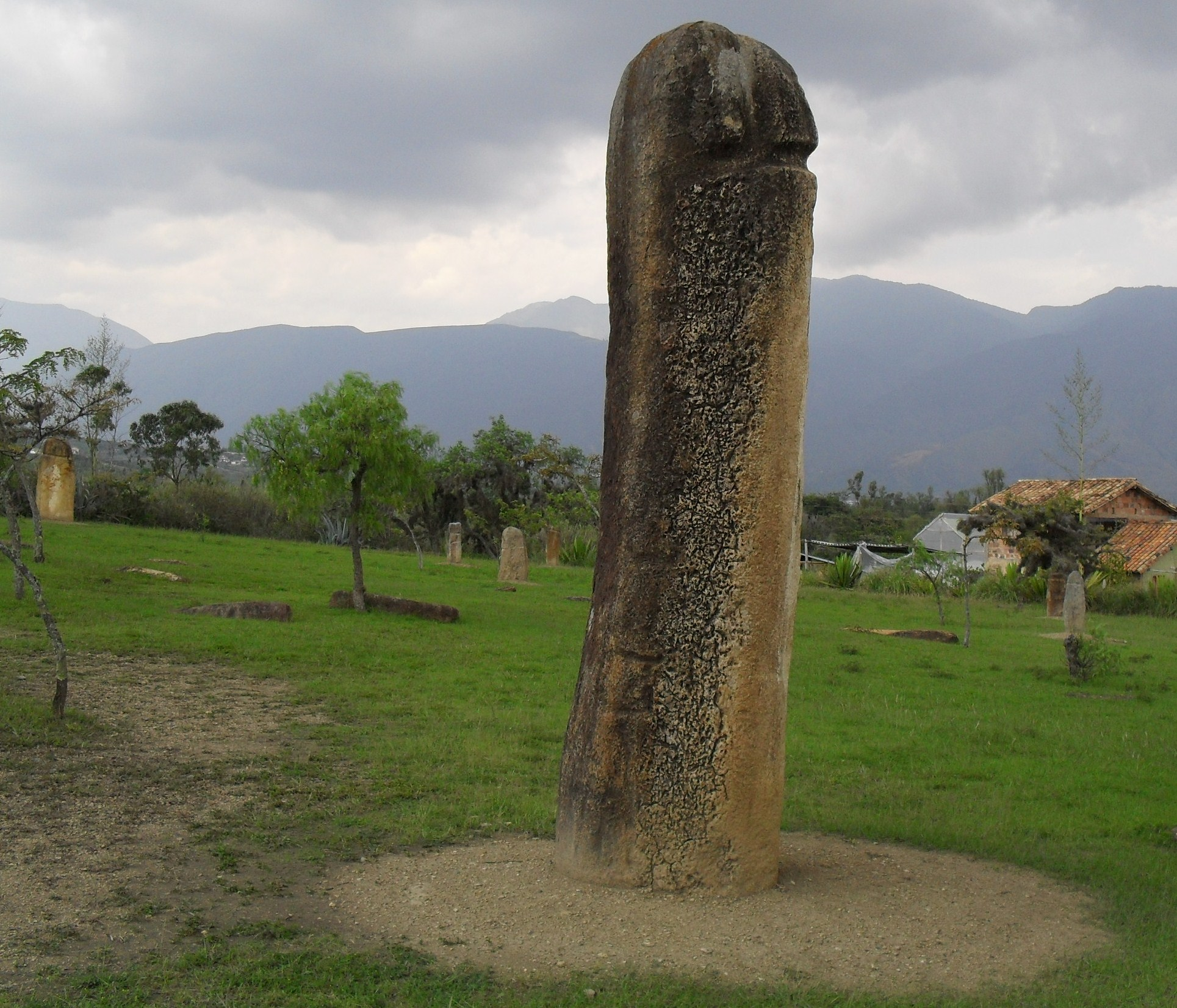
Falo lítico en el Parque Arqueológico de Monquirá.

Existía total libertad sexual antes del matrimonio y este poco tenía que ver con la virginidad; por el contrario, la virginidad para la mujer muisca era una verdadera desgracia; como lo relata Alonso de Zamora: «Reparaban muy poco en no hallar doncellas a sus mujeres y en algunas era motivo de aborrecerlas, si las hallaban con integridad: porque decían eran mujeres desgraciadas pues no hubo quien hiciera caso de ellas».
La poligamia era común entre la sociedad muisca. Los hombres podían tener el número de tygüi (esposas) que fueran capaces de mantener, aunque la primera era la principal, y se le daba el nombre de güi chyty (primera consorte). El incesto estaba prohibido. El cronista español Lucas Fernández de Piedrahíta refiere que los hombres pedían al padre de la novia (o a quien le sustituyese) el permiso para casarse con ella, ofreciendo cierta cantidad de bienes. Si el padre de la mujer no estaba conforme con los bienes recibidos, pedía más, y el novio aumentaba su oferta hasta una tercera vez, pero si a la tercera tampoco era aceptado, desistía de la proposición para siempre. Por el contrario, si su propuesta era aceptada, podía tener a la mujer durante unos días en su casa, y si era de su agrado, se casaba con ella. Por su parte, el historiador Ezequiel Uricoechea refiere que cuando alguno solicitaba en matrimonio a una mujer, mandaba a los padres una manta; si no se la devolvían a los ocho días, enviaba otra, y considerándose entonces aceptado, se sentaba una noche en la puerta de la casa de la novia y daba a entender, aunque indirectamente, que allí estaba. Entonces se abría la puerta y salía la mujer que era pretendida con una totuma llena de chicha que probaba primero y le daba después a beber al pretendiente. Los matrimonios se celebraban ante el chyquy (sacerdote muisca), y los contrayentes debían entrelazar sus brazos durante la ceremonia.
Falos líticos se encuentran todavía en Tunja, Ramiriquí y Villa de Leiva. Torteros con monos apareándose se encuentran en los museos. En la sociedad muisca existía la prostitución, y las prostitutas eran llamadas Chihizapquaza. Pedro Simón relaciona la alta densidad poblacional muisca con su notable sensualidad, cuando escribe: «Ni hay que espantar que hayan sido las mujeres de estos indios tantas, por ser ellos tan dados a la sensualidad».

### Vestimenta e indumentaria

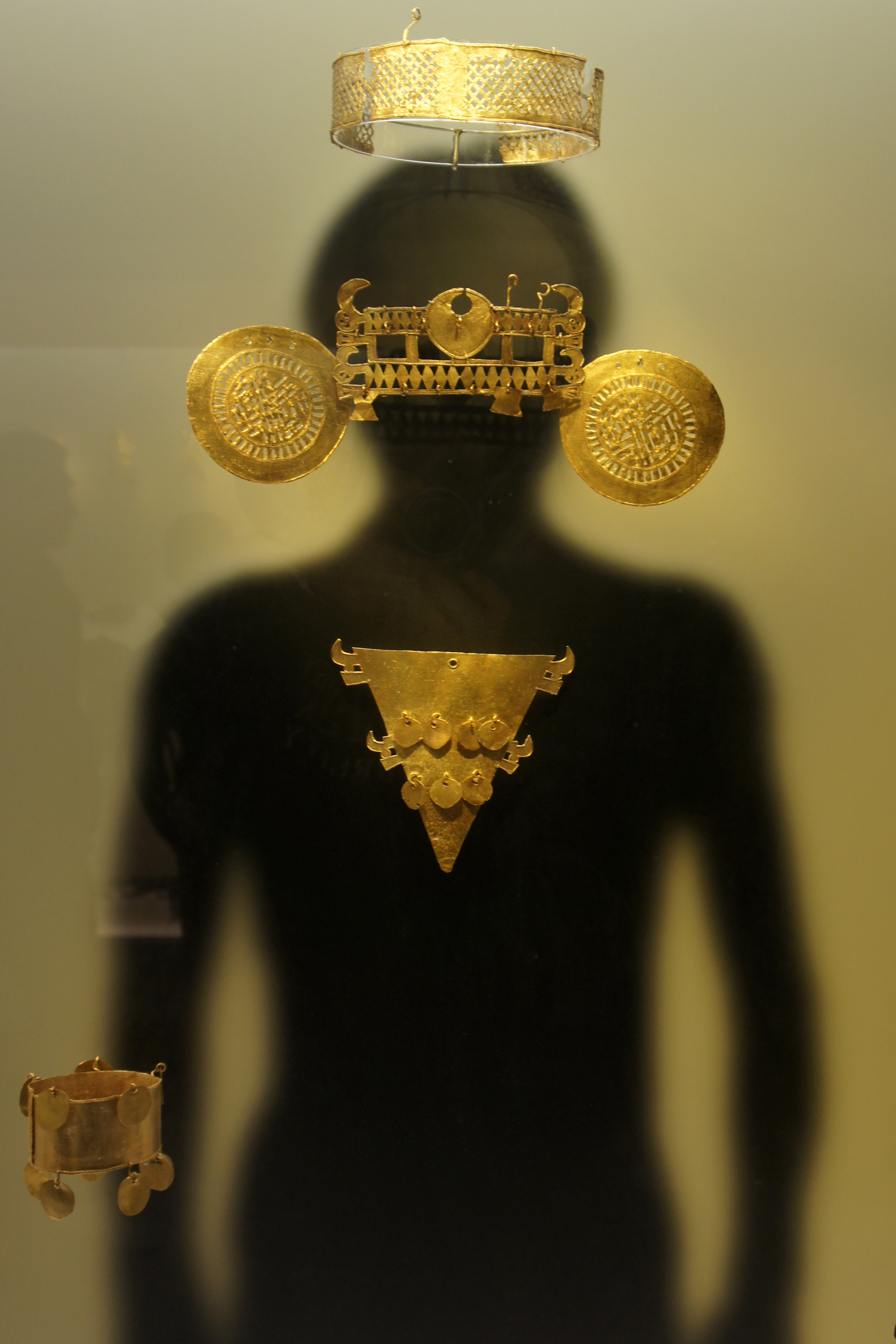
Algunos ornamentos de un gobernante muisca en el Museo del Oro de Bogotá.

Los muiscas fueron hábiles tejedores de algodón. El cronista español Lucas Fernández de Piedrahíta cuenta que, a diferencia de los nativos de las tierras cálidas, los muiscas siempre estaban vestidos. En la Historia general de las conquistas del Nuevo Reino de Granada, Piedrahíta refiere que los muiscas tejían unas camisas cerradas que les llegaban poco más abajo de las rodillas que podían ir sin mangas o con estas, y encima se ponían unas mantas que comúnmente eran blancas, pero que en las personas con mayor jerarquía estaban pintadas con figuras negras y rojas. Los güechas (guerreros muiscas) llevaban en la cabeza cascos de oro, mientras que los hombres del común se cubrían la cabeza con gorros de algodón, y en ocasiones especiales con pieles de osos y tigrillos adornados con plumas de todos los colores. Los hombres que pertenecían a la familia del Zipa llevaban sobre la frente medias lunas de oro o de plata, con las puntas hacia arriba. Alrededor de los brazos, solían llevar brazaletes con esmeraldas incrustadas, y la gente del pueblo llevaba manillas con huesos de animales. La nobleza llevaba narigueras y orejeras de oro, y todos se pintaban el rostro y el cuerpo con tintes naturales. Las mujeres usaban una manta larga que ceñían a la cintura con una faja, y sobre los hombros otra manta pequeña, sujeta al escote con un alfiler grande de oro o de plata, que tenía un cascabel en uno de sus extremos, de suerte que los pechos quedaban casi descubiertos. Los hombres llevaban el cabello largo hasta los hombros, y las mujeres también lo llevaban largo y suelto, aunque las mujeres de la nobleza lo llevaban recogido con una cofia de red. La mayor afrenta para un hombre o una mujer muisca era que se le cortase su cabello, o que su cacique les rompiese la manta, como castigo por algún delito menor.

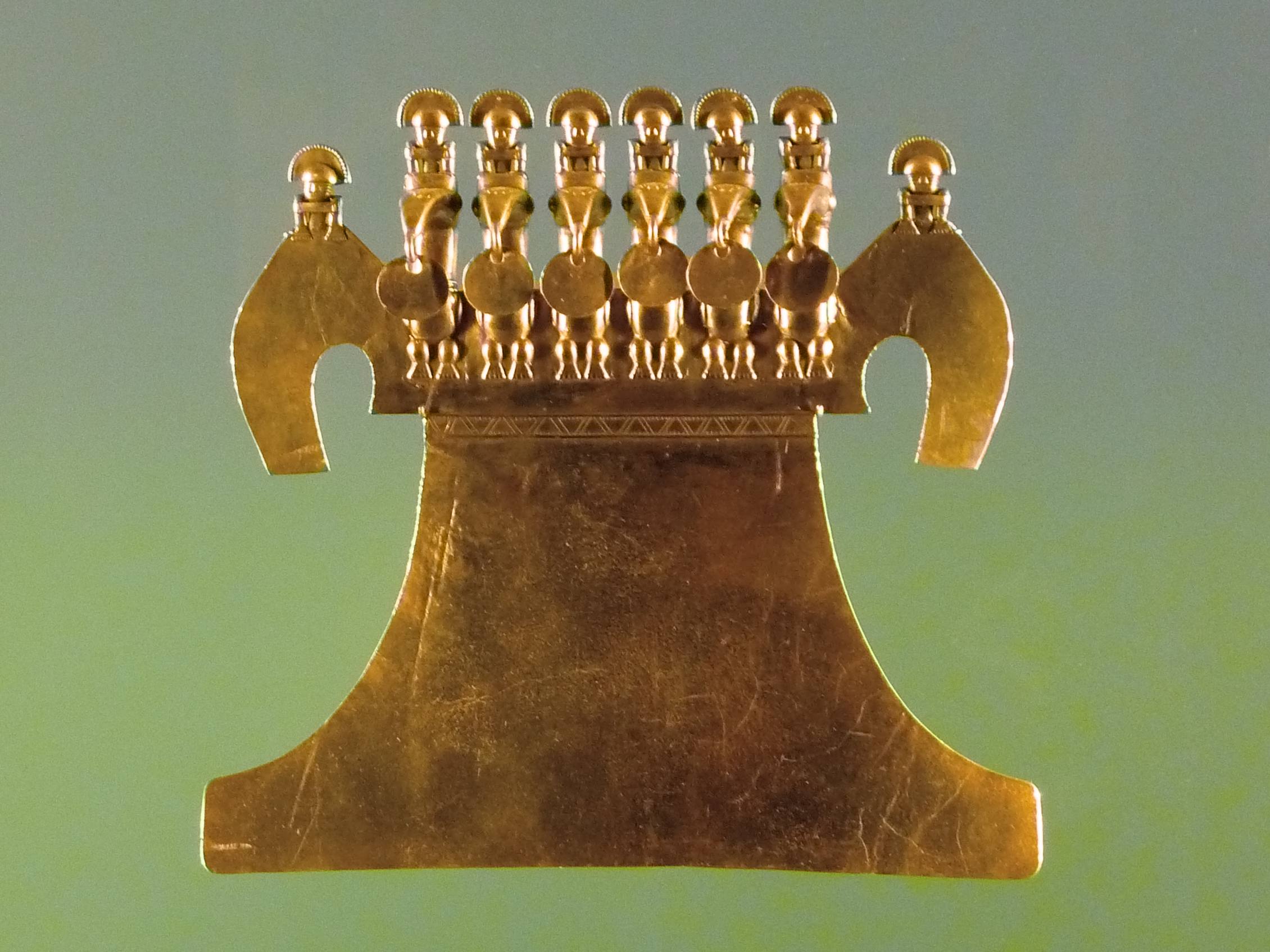
Pectoral muisca con figuras de seis aves con las alas plegadas y humanos en cuclillas sobre sus cabezas. Museo del Oro de Bogotá.

Gonzalo Jiménez de Quesada refiere que usaban «mantas blancas y negras y de diversos colores ceñidas al cuerpo que las cubren desde los pechos hasta los pies, y otras encima de los hombros (…) andan cubiertos todos. En las cabezas traen comúnmente unas guirnaldas hechas de algodón con unas rosas de diferentes colores de lo mismo que les viene a dar en derecho de la frente. Algunos caciques principales traen algunas veces bonetes hechos allá de su algodón (…) algunas mujeres de las principales traen unas cofias de red».
Juan de Castellanos refiere que los muiscas tomaron de Bochica el ejemplo de andar descalzos, con el traje de algodón a su usanza y largos los cabellos, los cuales se teñían de negro, pero a diferencia del mítico Bochica, señala que «barbas a muy pocos ocupan las mejillas». Rasgar vestiduras y cortar cabellos «lo tienen por afrenta grave».
Ciertas pinturas, adornos y joyas, así como el derecho de llevar las orejas y la nariz horadadas para ponerse en ellas joyas, eras símbolos del poder reservados a las altas jerarquías, tanto civiles como sacerdotales.

### Deporte

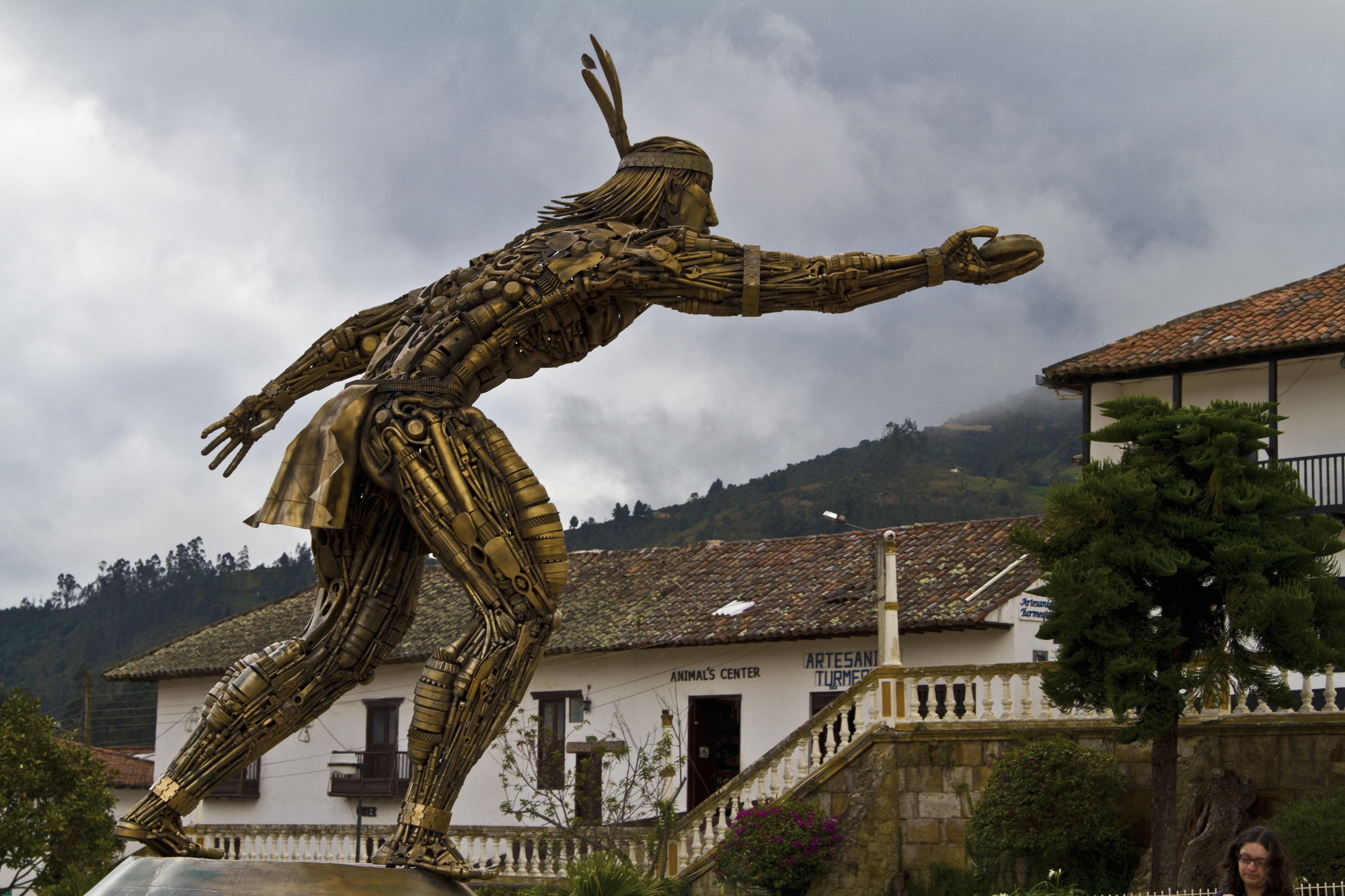
Monumento al cacique de Turmequé jugando tejo.

El deporte ha tenido una importancia ritual y recreativa para los muiscas. En tiempos prehispánicos, además de la lucha, también practicaban el zepguagoscua, que consistía en lanzar un disco de oro hasta alcanzar un blanco; ese juego evolucionó hasta el actual tejo, considerado el deporte nacional de Colombia. Este deporte ha logrado bastante arraigo en la población, principalmente en la región andina del país. Según la tradición, el tejo tiene su origen en el municipio de Turmequé, en el departamento de Boyacá. Precisamente, el tejo también es llamado turmequé. Se calcula que los muiscas lo practican desde hace más de 500 años.

### Arte
Las mujeres se ocupaban del hilado de las mantas de algodón, mientras que los hombres las tejían y pintaban. Labraban la madera y del hueso hacían figurillas para colgarse en collares u otros adornos. La paja les servía para el recubrimiento de los techos de sus casas y para la fabricación de ciertos artículos pequeños como canastos. La piedra la trabajaban de manera similar al hueso, y las personas de alta jerarquía usaban pieles de ciertos animales como el oso de anteojos y el tigrillo. Las plumas vistosas del papagayo y otras aves, que eran importadas de las tierras cálidas, eran artículos de lujo muy apreciados.

### Arquitectura

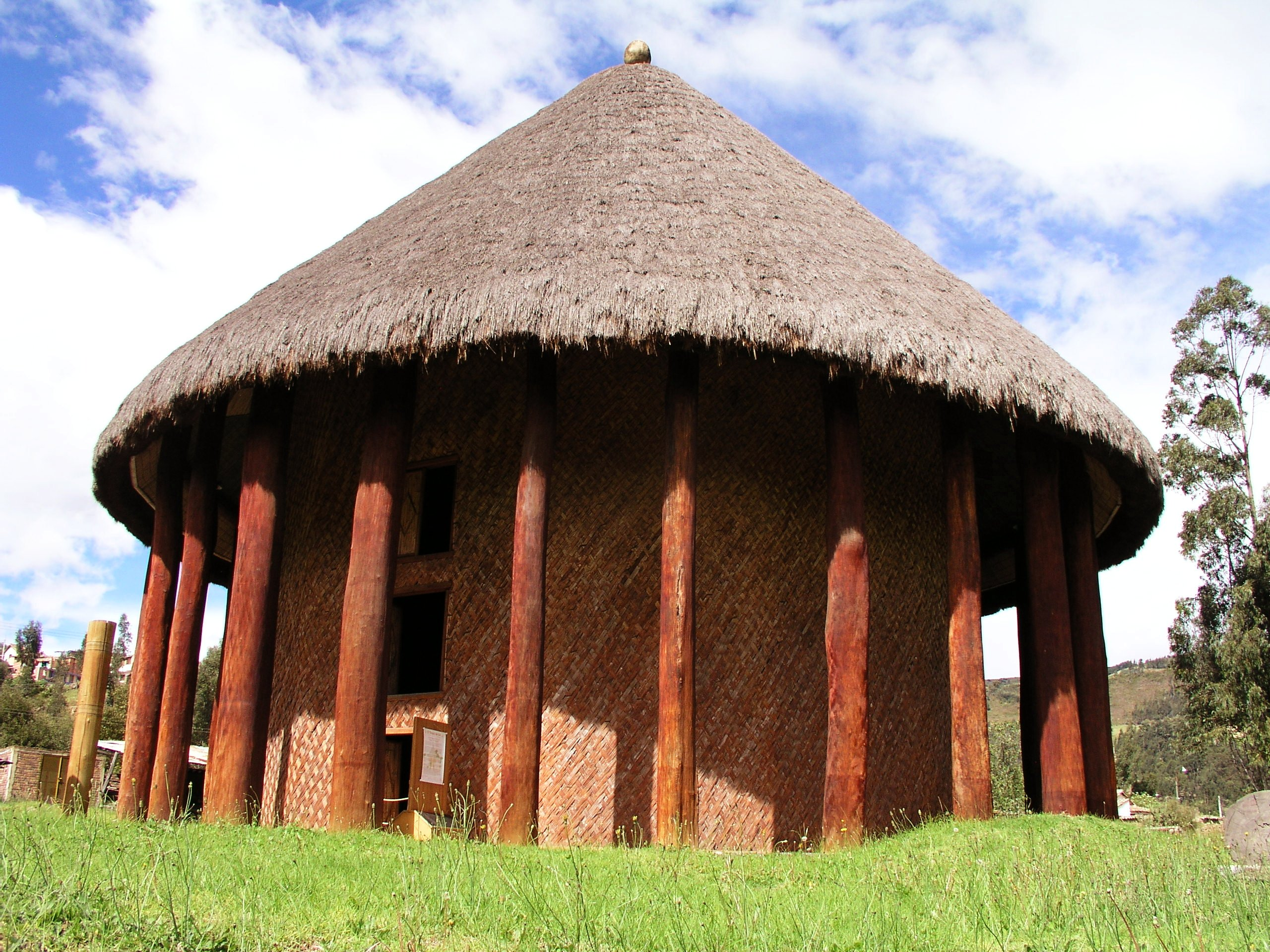
Reconstrucción del Templo del Sol de Sogamoso.

Los muiscas construían sus casas utilizando como principal material la caña y el barro para hacer las tapias llamadas bahareque. Las casas comunes eran de dos formas: unas cónicas y otras rectangulares. Las primeras consistían en una pared en círculo hecho de palos enterrados como pilares más fuertes sobre los cuales se sostenía de lado y lado un doble entretejido de cañas cuyo intersticio era tupido de barro. El techo era cónico y cubierto de pajas aseguradas sobre varas. La profusión de tales construcciones en forma cónica en la Sabana de Bogotá dio origen a que Gonzalo Jiménez de Quezada le diera a esta altiplanicie el nombre de «Valle de los Alcázares». Las construcciones rectangulares consistían en paredes paralelas también de bahareque, como las anteriores, con techo en dos alas de forma rectangular.
Tanto las construcciones cónicas como las rectangulares tenían puertas y ventanas pequeñas. Al interior el mobiliario era sencillo y consistía principalmente en camas hechas también de cañas, llamadas barbacoas, sobre las cuales se tendía una gran profusión de mantas; las sillas, aunque las tenían, eran escasas, pues los muiscas preferían descansar en cuclillas o de rodillas sobre el suelo. Por lo general, las sillas eran utilizadas solo por la nobleza. Además de las casas comunes existían otras dos clases de construcciones mucho más complejas: una para los señores principales, probablemente el jefe del clan, y otras para los jefes de las confederaciones, como el Zipa, el Zaque o el Iraca.

### Actividad económica

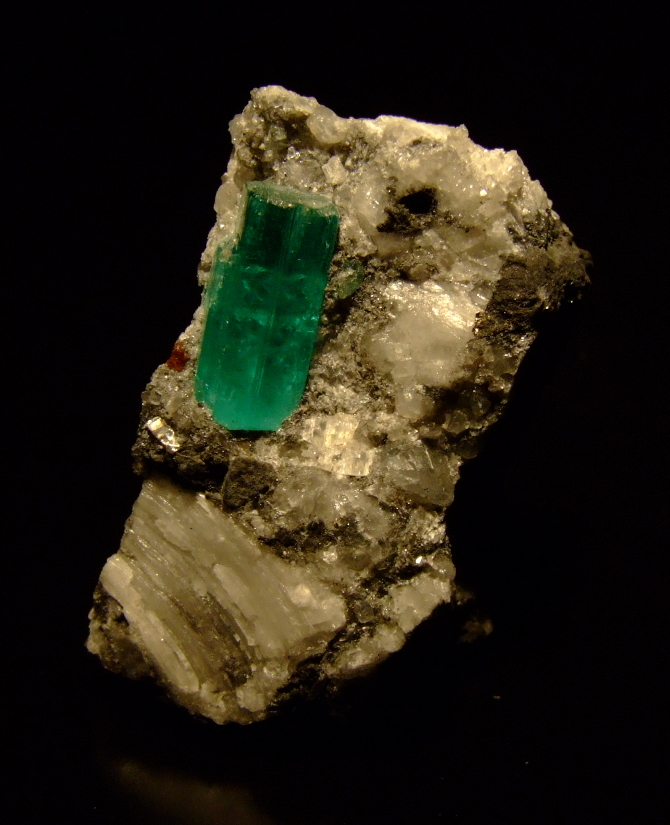
Esmeralda procedente de Boyacá, al Norte de la Confederación Muisca.

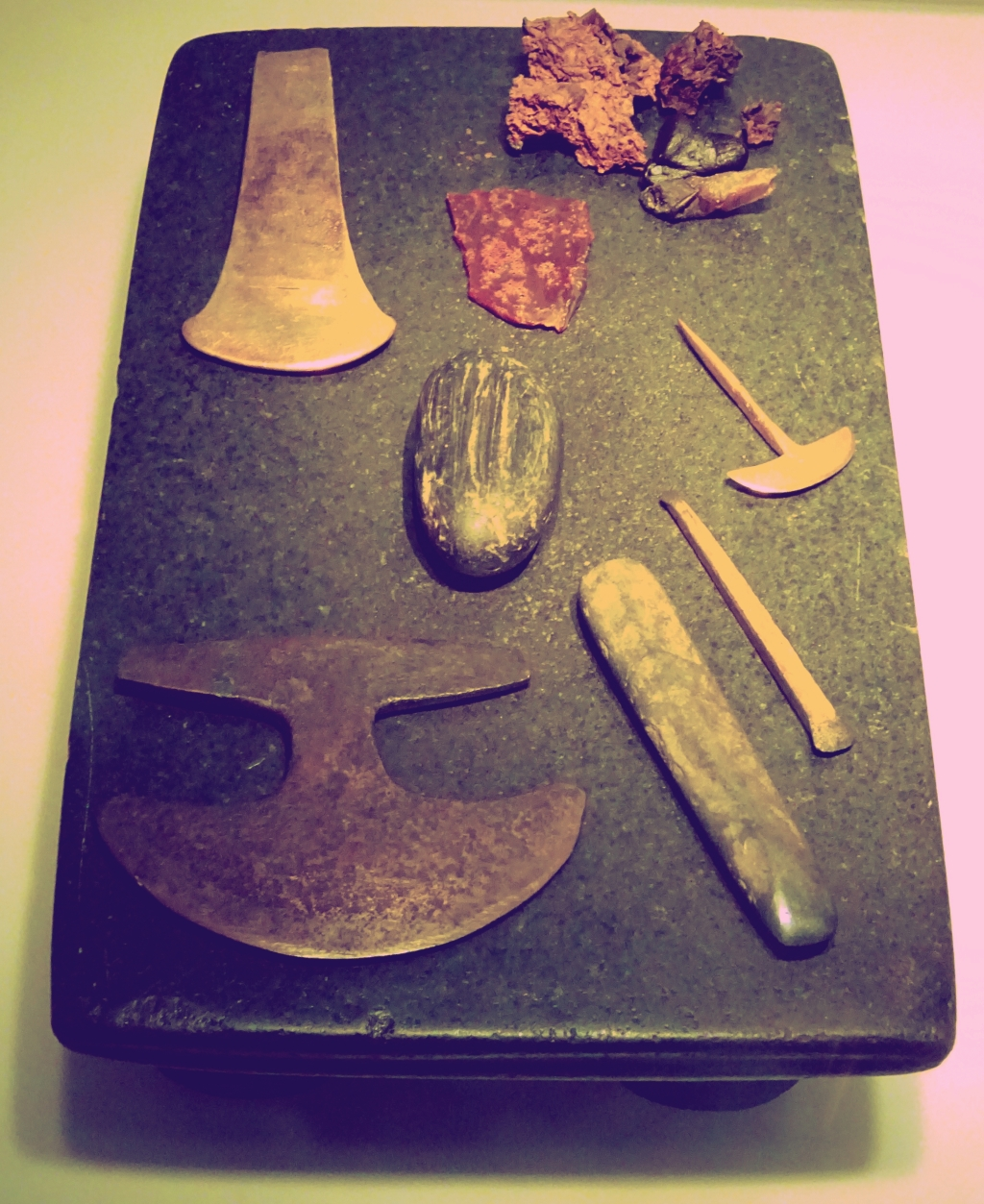
Utensilios usados por los muiscas para la elaboración de artículos de orfebrería.

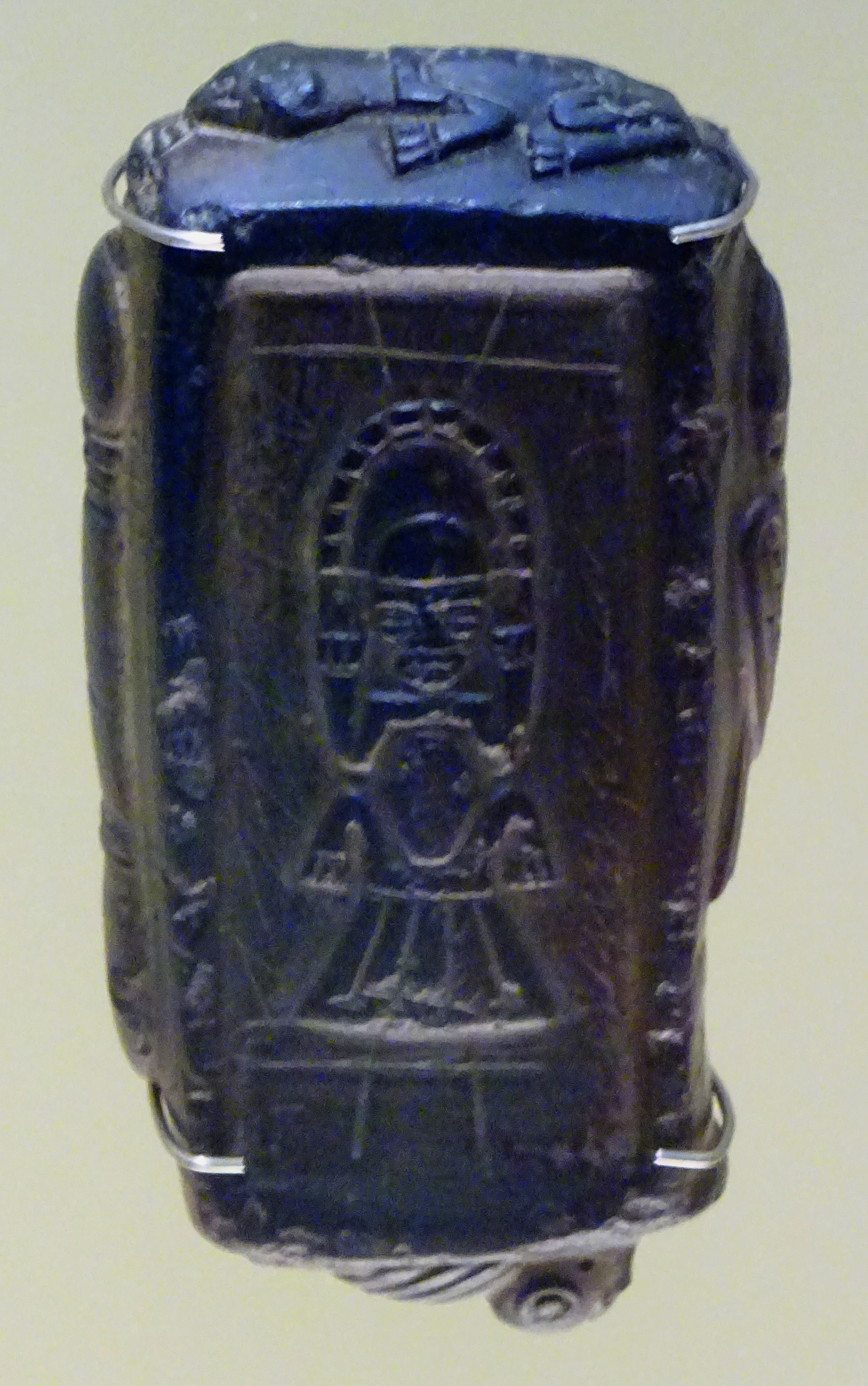
Molde en piedra para la elaboración de tunjos de oro.

En la época precolombina, la actividad económica es principalmente la agricultura  , cultivaban maíz, papa, quinua y algodón, entre otros productos agrícolas. Eran excelentes orfebres, practicaban el trueque de mantas, sal, esmeraldas y otros productos con los pueblos vecinos (muzos, panches, sutagaos, guayupes, tecuas, achaguas, tunebos y lanches).

#### Actividad minera
La confederación muisca explotaba los siguientes productos minerales:
- Oro (nyia):[69] El oro era importado y llegó a ser tan abundante que fue el principal material para la artesanía muisca común (orfebrería). A la llegada de los españoles, en la Sabana de Bogotá se veían campanillas de oro colgando de los árboles. El uso de este metal dentro del territorio de la confederación muisca, unido a la tradición de la coronación del Zipa en la Laguna de Guatavita, contribuirían para la creación del mito de El Dorado.

- Esmeraldas (chuecuta):[70] Aún hoy Colombia es el primer productor mundial de esmeraldas, que son tenidas entre las más preciadas del planeta. Los principales yacimientos de estas piedras preciosas se encuentran en el departamento de Boyacá, y especialmente en el municipio de Muzo. Junto con el oro, las esmeraldas eran ofrendadas a los dioses en las lagunas sagradas.[71]

- Cobre (bahazca nyia):[72] El historiador Ezequiel Uricoechea refiere que en los combates y en las fiestas los muiscas usaban máscaras de cobre muy bien elaboradas, y que en el intercambio comercial con otros pueblos también usaban pequeños "tejuelos" de cobre.[73]

- Carbón (gazpqua):[74] Tanto vegetal como mineral. Hoy todavía se siguen explotando minas de carbón, por ejemplo en Zipaquirá, y Samacá. En este producto Colombia es una de las principales reservas mundiales.[75]

- Sal (nygua):[76] Extraída de las minas de Nemocón, Zipaquirá y Tausa, también llegó a ser uno de los principales bienes de intercambio con otros pueblos.

#### Producción textil
De manera muy especial hay que mencionar la producción textil, pues las mantas de algodón muiscas eran usadas también para el pago de tributos a las autoridades indígenas, y en el intercambio comercial externo. Al respecto dice Paul Bahn que las culturas andinas dominaron todas las técnicas de tejido y decoración, y ya para el 3000 a. C. habían desarrollado los textiles de algodón y producían tejidos de extraordinaria delicadeza, superiores en muchos casos a los contemporáneos.
La arqueóloga Sylvia Broadbent —quien estudió tejidos pintados de algodón—, concluye que las técnicas de los muiscas eran muy complejas para producir telas de una sola pieza con innumerables entretejidos y una gran capacidad para resistir el tiempo.

#### Mercado
El mercado era sitio obligado de la economía de las comunidades muiscas, que practicaban la compra-venta, y más comúnmente el trueque. Allí se cambiaban productos de primera necesidad como maíz, sal, miel, frutas, granos y mantas, por artículos de lujo como plumas de aves de las tierras cálidas, cobre, algodón, coca y caracoles marinos. Los principales mercados en los que los muiscas intercambiaban sus productos eran los siguientes:
- El mercado de Coyaima, territorio de los Poincos, que habitaban ambas orillas del río Magdalena, hasta donde los muiscas llevaban mantas pintadas, artículos de oro manufacturado, sal y esmeraldas, que cambiaban por oro en polvo, guacamayas, loros a los que enseñaban a hablar, y algunos productos alimenticios propios de las tierras cálidas.

- El mercado que se hacía en terrenos del cacique de Zorocotá, en lo que hoy es el municipio de Puente Nacional, en el que se hacían intercambios con los Guanes, Chipataes y Agataes.

- El mercado de Turmequé, que probablemente era el más concurrido por los muiscas, en donde además de los artículos ya mencionados, se veía gran cantidad de esmeraldas provenientes de las minas de Somondoco.

#### Pesos y medidas
Para los intercambios comerciales los muiscas usaban por lo general unos «tejuelos» redondos de oro, plata y cobre, fundidos en moldes sin ninguna clase de sello o señal, y que valoraban por su tamaño, aunque esmeraldas, sal, coca y mantas de algodón también fueron usadas como equivalentes monetarios o para facilitar el trueque. Los tejuelos metálicos eran medidos encorvando el dedo índice sobre la base del dedo pulgar, o cuando eran más grandes, usando ciertos cordeles de algodón que al efecto tenían para medir su circunferencia. En cuanto a las medidas de capacidad, solo usaban la que servía para medir el maíz desgranado, y que llamaban aba, lo mismo que a este grano. Las medidas de longitud eran el palmo y el paso.

## Idioma
El muysc cubun (idioma muisca), es una lengua extinta que pertenece a la familia lingüística chibcha. En la actualidad es considerada oficialmente como una lengua extinta, luego de que el 16 de abril de 1770, mediante Real Cédula, el rey Carlos III de España prohibiera el uso de lenguas indígenas en sus dominios. Sin embargo, existen varios proyectos para revitalizarla, ya que se han conservado varias gramáticas y vocabularios (diccionarios) del siglo XVII que dan cuenta de la estructura del idioma.
Los indígenas tayrona y los Uwa, que pertenecen a la misma familia lingüística, hablan un idioma relacionado, lo que permitió que los tres pueblos establecieran fuertes nexos de intercambio económico y cultural. Pese a la imposición del castellano (sucubun), el muysc cubun como lengua de sustrato se adaptó a la fonología del español y dejó su huella en el habla de gran parte de los habitantes del Altiplano Cundiboyacence en relación con topónimos, antropónimos, verbos, y sustantivos en general, que son los que ahora son calificados de muisquismos, entre los que se pueden destacar los siguientes:

"Guarismos" muiscas según la descripción del Padre José Domingo Duquesne. Se muestran las versiones de los glifos tal y como fueron publicadas en las obras Compendio Histórico del descubrimiento y colonización de la Nueva Granada, de Joaquín Acosta (1848), Sitios de las cordilleras y monumentos de los pueblos indígenas de América de Alexander von Humboldt (1878) y El Dorado de Liborio Zerda (1882).

Chisa (Larva de escarabajo) de zisa.
Cuba (Menor) de cuhuba (hermano menor).
Turmequé (Tejo).
Jute (Podrido) de futynsuca.
Tote, totear (Objeto que revienta, reventar) de tohotysuca.
Soco (Rápido, ligero) de supqua.
Pichar (Copular) de bchiscua.
- Toponimia: Quyca significa «mundo», «pueblo» o «patria».[82] Por otra parte, la letra «r» no era muy común en el idioma muisca, de donde se desprende que el sufijo «-quirá», tan frecuente en los nombres de pueblos y ciudades de origen muisca, debió pronunciarse primitivamente «quyca», como en Zetaquirá (ciudad de la culebra), Zipaquirá (ciudad del Zipa), Chiquinquirá (ciudad del Chyquy, o sacerdote) y Sotaquirá, o Sutaquirá (ciudad de Suta) [cita requerida]. También es posible que la pronunciación de la «r» fuera más común al norte de la Confederación Muisca, en el territorio del Zacazgo, y menos común en el Zipazgo, pero que con el tiempo se impusiera en la formación de topónimos.

Numerosos nombres actuales en el Altiplano Cundiboyacense tienen significado concreto en la lengua muisca.
- Nombres naturales: la curuba y la uchuva, por ejemplo, son frutas, uba. La palabra «chucua» para designar un humedal viene de chuppqua (pesquería).[84][85]

## Calendario

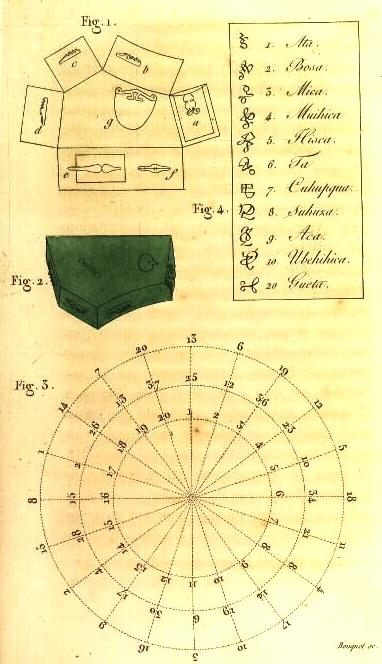
Exposición del sistema calendárico muisca según la investigación de José Domingo Duquesne y Alexander von Humboldt.

El escudo de armas de Gachancipá tiene en su divisa el texto: «Gachancipá. Cuna de la astronomía chibcha», debido a que fue en ese territorio donde el padre José Domingo Duquesne, párroco de la iglesia de Gachancipá, descubrió y estudió la piedra del calendario muisca.

Los muiscas contaban los días por soles y los meses por lunas. Los años eran de doce lunaciones, que comenzaban en enero, con el inicio de las labores de labranza, y finalizaban en diciembre, al término de las labores agrícolas. El mes muisca se dividía en tres partes de diez días cada una. Durante los primeros diez días, los hombres se separaban de las mujeres y mascaban hayo; los siguientes diez días labraban la tierra, y finalmente, los últimos diez días, descansaban en compañía de sus familias.
En el solsticio de verano se rendía culto a "Xué" (el dios Sol), cuyo templo se encontraba en Suamox (Sogamoso), sede del Iraca (sacerdote supremo de los muiscas) y en el cercado grande de los santuarios en la ciudad sagrada de Hunza Tunja, al igual que en el Santuario del Zaque, también en la actual Tunja. 
El día:
El día completo de 24 horas era dividido de la siguiente manera:
Sua (día):
- Ozas: Madrugada.[87]
- Aica: Desde la salida del Sol, hasta el mediodía.[88]
- Sua Quychyquysa: Mediodía.
- Sua Meca o Sua Mena: Desde el mediodía, hasta la puesta del Sol.[89]

Za (noche):
- Zina: Poco antes de la noche.[90]
- Zasca: Desde la puesta del Sol, hasta la media noche.
- Zachina: Media noche.[91]
- Cagui:[cita requerida] Desde la media noche, hasta la nueva salida del Sol.

La semana:
La semana tenía tres días. Al final de cada día, se celebraba un día de mercado en Turmequé.
El mes:
Diez semanas de tres días constituían una lunación, equivalente al mes, al que llamaban Chie (igual que a la Luna), o también Suna ("gran camino").
Los treinta días eran representados por los diez primeros números repetidos tres veces, de modo que ata era el primer día del mes, el once y el veintiuno. La cuenta comenzaba con la Luna Nueva.
El año:
El año era llamado Zocam. Los muiscas tenían tres tipos de años diferentes:
- Año sagrado, o sacerdotal: Ciclo astronómico compuesto por 37 lunas, y empleado para la observancia de las ceremonias religiosas.
- Año rural: Compuesto por 12 o 13 lunas, se contaba de una estación lluviosa a otra.
- Año vulgar, o civil: Compuesto por 20 meses o lunas.

El "siglo":
El equivalente al siglo entre los muiscas constaba de veinte años intercalares de 37 lunas cada uno, que corresponden a 60 años occidentales.

## Religión

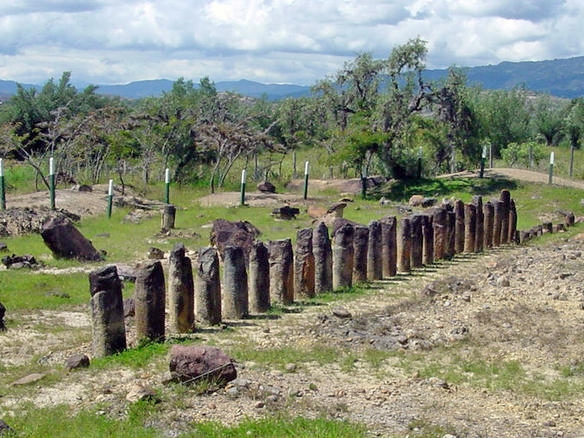
Restos de un observatorio astronómico muisca en el Parque Arqueológico de Monquirá.

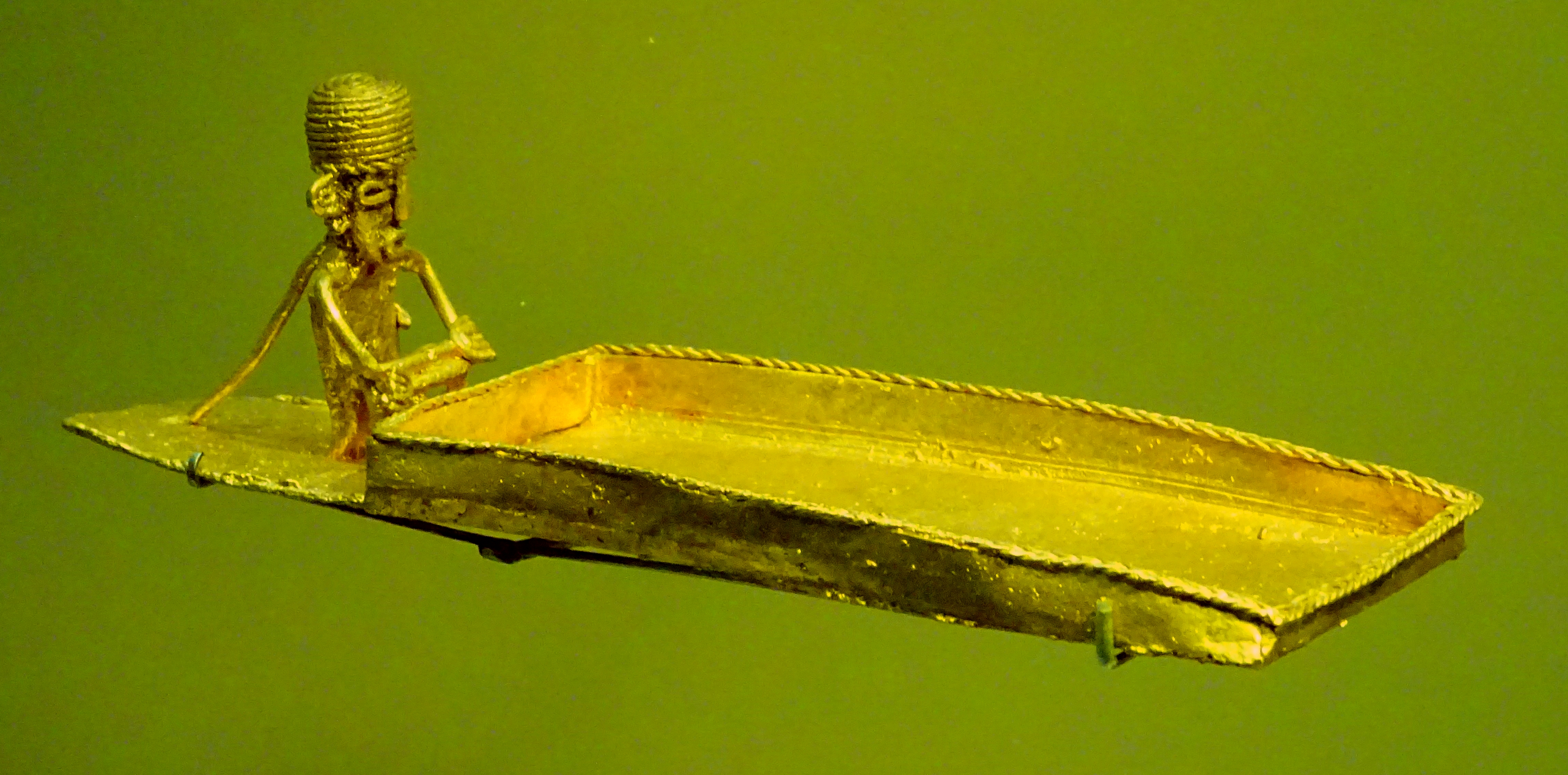
Bandeja sacerdotal muisca usada para la inhalación de yopo (Museo del Oro de Bogotá).

### Sacerdocio
- Los chyquy:

Los sacerdotes muiscas eran llamados chyquy. Siempre eran hombres y no se les permitía casarse ni tener ningún tipo de contacto sexual. Vivían recluidos en los templos, y si se descubría que alguno no era casto, era destituido de su ministerio. Comían y dormían muy poco, y hacían frecuentes ayunos. Pasaban la mayor parte de las noches mascando hayo y hablaban muy pocas veces. La práctica del mambeo era muy importante entre los chyquy, ya que los ayudaba a permanecer en constante estado de vigilia.
El proceso de aprendizaje de los chyquy era muy riguroso. El novicio debía permanecer desde su infancia recluido durante doce años en un templo destinado a la enseñanza, llamado Cuca, donde era confiado a la tutoría de un chyquy anciano. No podía consumir sal ni ají. Una vez concluidos los doce años de aprendizaje, se le horadaban la nariz y las orejas para colocarle zarcillos y narigueras de oro. En la ceremonia de iniciación era acompañado por toda la comunidad hasta una fuente o quebrada de agua cristalina donde debía bañarse el cuerpo para luego vestirse con mantas nuevas. Después se dirigía a la casa del gobernante civil de la localidad, quien lo investía otorgándole un poporo de oro, la mochila para cargar el hayo y algunas mantas nuevas. De este modo, el nuevo chyquy podía ejercer su oficio dentro de los límites de su territorio, pues cada poblado tenía su propio chyquy.
- Los mohanes:

Los mohanes, o mojanes, eran sacerdotes libres e informales, alejados de los templos y centros religiosos. Se asentaban sobre todo en cuevas y a orillas de los ríos, entre los matorrales. Cargaban mochilas con hojas de coca, una escobilla y un hueso de venado pintado con el que aspiraban el polvo de yopo. Se untaban el cabello con ceniza y cubrían sus cabezas con pieles de animales cuando danzaban.

### Lugares sagrados
Además de los templos, los muiscas consideraban sagrados a muchos sitios naturales como montes, cerros, peñas, lagunas, bosques, ríos, árboles y fuentes de agua, entre muchos otros, a los que veneraban, no solo por considerar que allí habitaba alguna divinidad, sino también porque creían que había lugares estratégicos para el equilibrio de la naturaleza. También consideraban sagradas a ciertas avenidas por las que decían que había transitado Bochica, y al territorio de Suamox, donde había muerto y delegado su sucesión. Al igual que el "Cercado Grande de los Santuarios" y los "Cojines del Zaque - Santuario del Zaque", ambos dentro de la ciudad de Tunja
- Bosques sagrados:

Los muiscas consideraban a ciertos bosques como sagrados, de modo que no osaban cortar ni un árbol, ni siquiera una rama de aquellos bosques, pues decían que estaban consagrados a los dioses.
- Plantas y árboles sagrados:

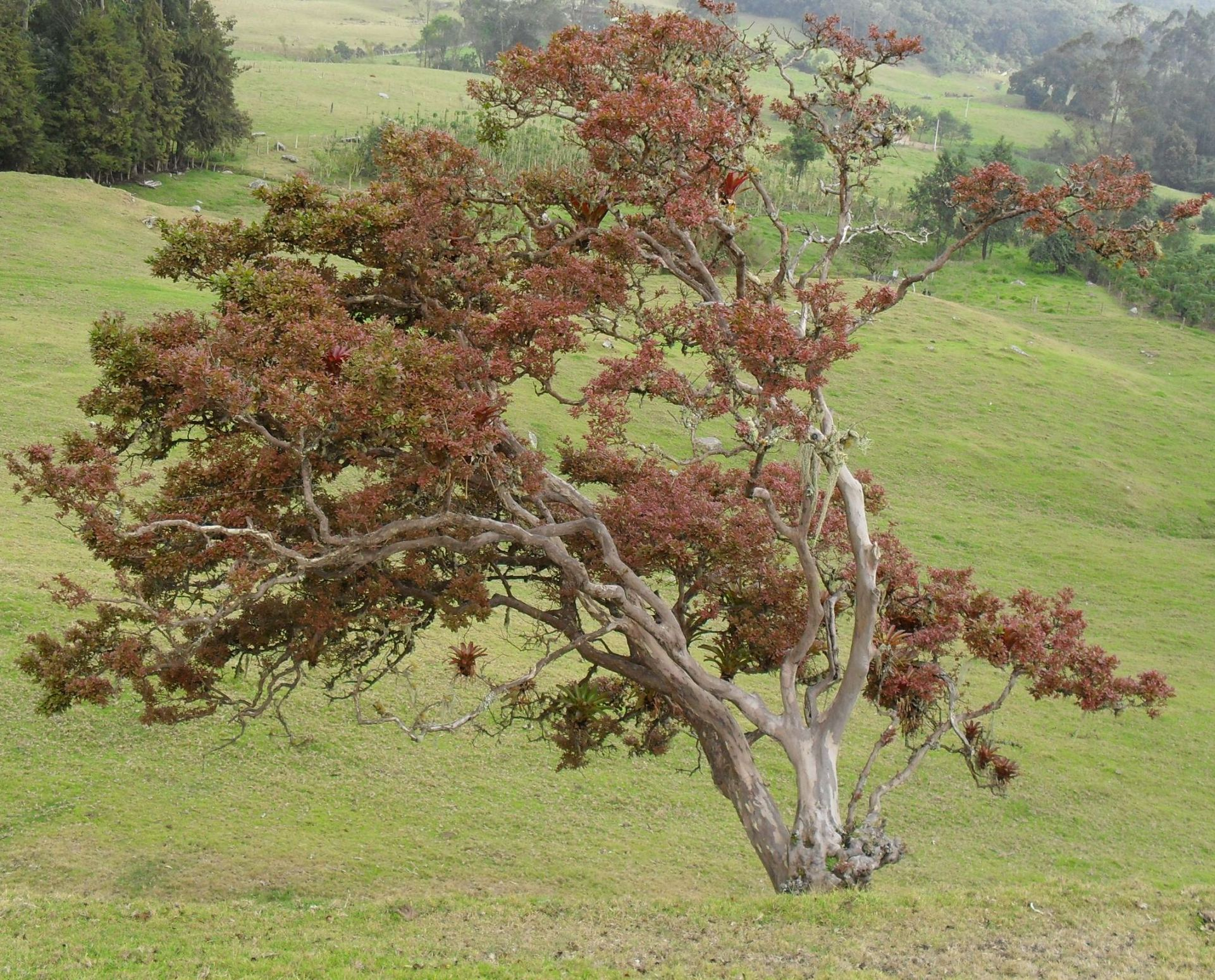
Arbusto de Arrayán.

Algunas de las plantas y árboles sagrados para los muiscas son los siguientes:
Tyhyquy (Brugmansia sanguinea), planta conocida popularmente como "borrachero", y cuya ortografía se ha castellanizado como "Tijiqui".
Tabaco
Arrayán
Nogal
Guayacán
- Lagunas sagradas:

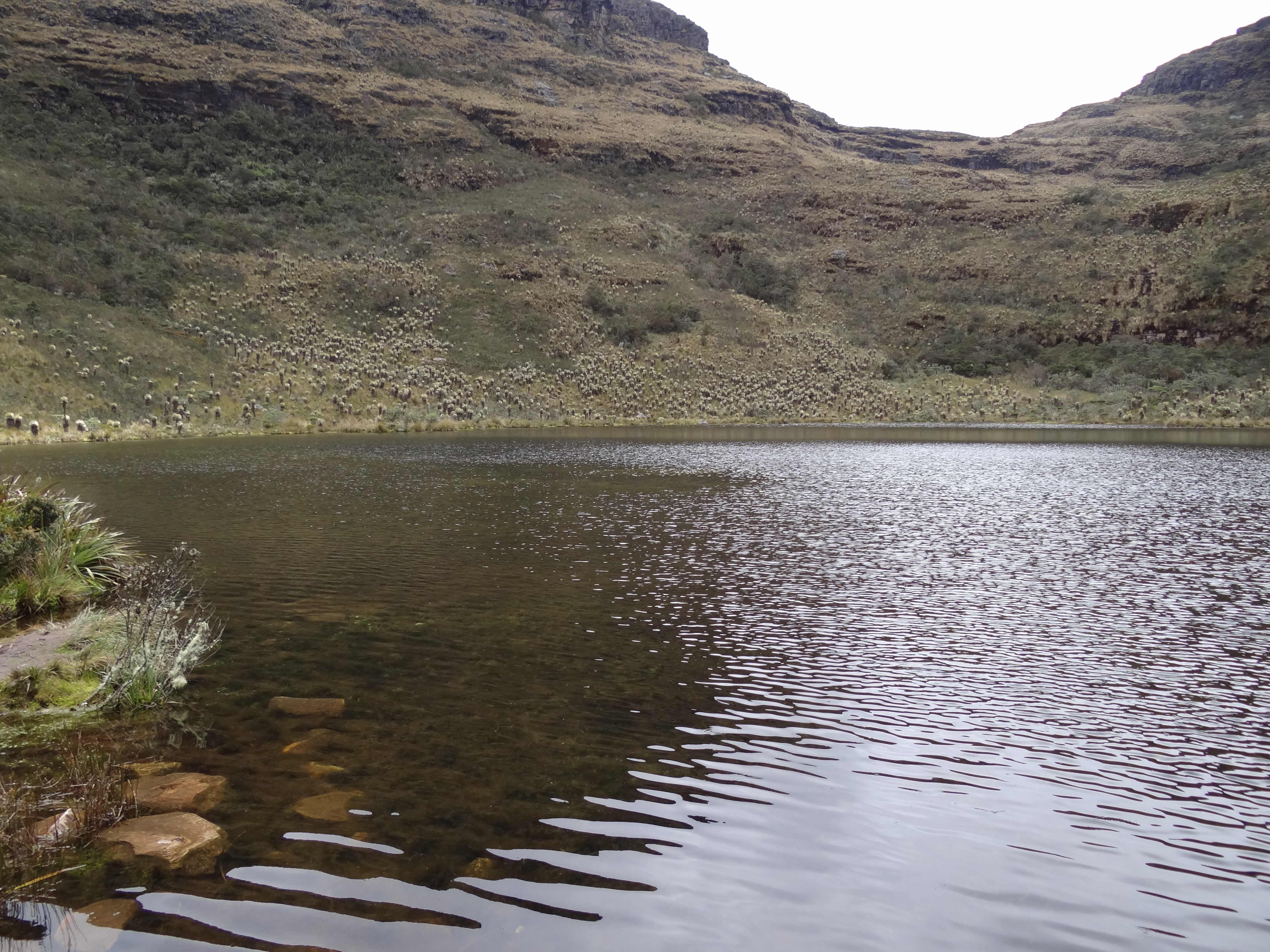
Laguna de Iguaque.

Aunque todas las lagunas eran consideradas sagradas en algún sentido, las más importantes son las siguientes:
Laguna de Iguaque
Lago de Tota
Las siete lagunas sagradas de la ceremonia de "Correr la Tierra":
Laguna de Ubaque
Laguna de Teusacá
Laguna de Guaiaquiti
Laguna de Tibatiquica
Laguna de Siecha
Laguna de Guasca
Laguna de Guatavita
- Tierra sagrada de Suamox:

Los muiscas consideraban que el territorio de Suamox (actual Sogamoso) es una tierra sagrada, debido a que allí murió Bochica, quien además instituyó que el chyquy de Suamox sería su sucesor y heredero de sus enseñanzas. Los chyquy de Suamox hablaban una lengua secreta que solo ellos conocían, y que les había transmitido el mismo Bochica.
- Avenidas sagradas:

Los muiscas tenían ciertas calles o avenidas a las que consideraban sagradas, pues decían que por allí había caminado Bochica. Nadie podía pisar esas avenidas, sino solo los máximos dignatarios. Al pueblo solo se le concedía ese honor durante los días de algunas ceremonias religiosas. El cronista Alonso de Zamora cuenta que una de esas avenidas, ubicada en el Valle de Sogamoso, tenía cien leguas de longitud.
- Templos:

Los templos muiscas eran construcciones circulares con techo de paja, paredes recubiertas con esteras, algunas veces pintadas, y el suelo cubierto con paja seca y blanda. Las construcciones estaban sostenidas por troncos de guayacán traídos de los Llanos Orientales que eran hincados en grandes huecos a los que se arrojaban esclavos vivos; la parte del tronco que se adentraba en la tierra tenía forma cónica. El interior de los templos era muy oscuro, ya que el único acceso que tenían era una puerta baja. Por fuera estaban rodeados por una cerca de madera provista de varias puertas de cañas delgadas asidas por cordeles de cabuya.
Los muiscas distinguen tres tipos de casas ceremoniales: los Qusmhuy, los Tchunsua, y la Cuca.
Tchunsua: Casa ceremonial de naturaleza solar
Qusmhuy: Casa ceremonial de naturaleza lunar.
Cuca: Seminario donde se impartía instrucción a los futuros chyquy, y en algunos casos también a las autoridades civiles.

### Ofrendas, libaciones y sacrificios
- Ofrendas con tunjos:

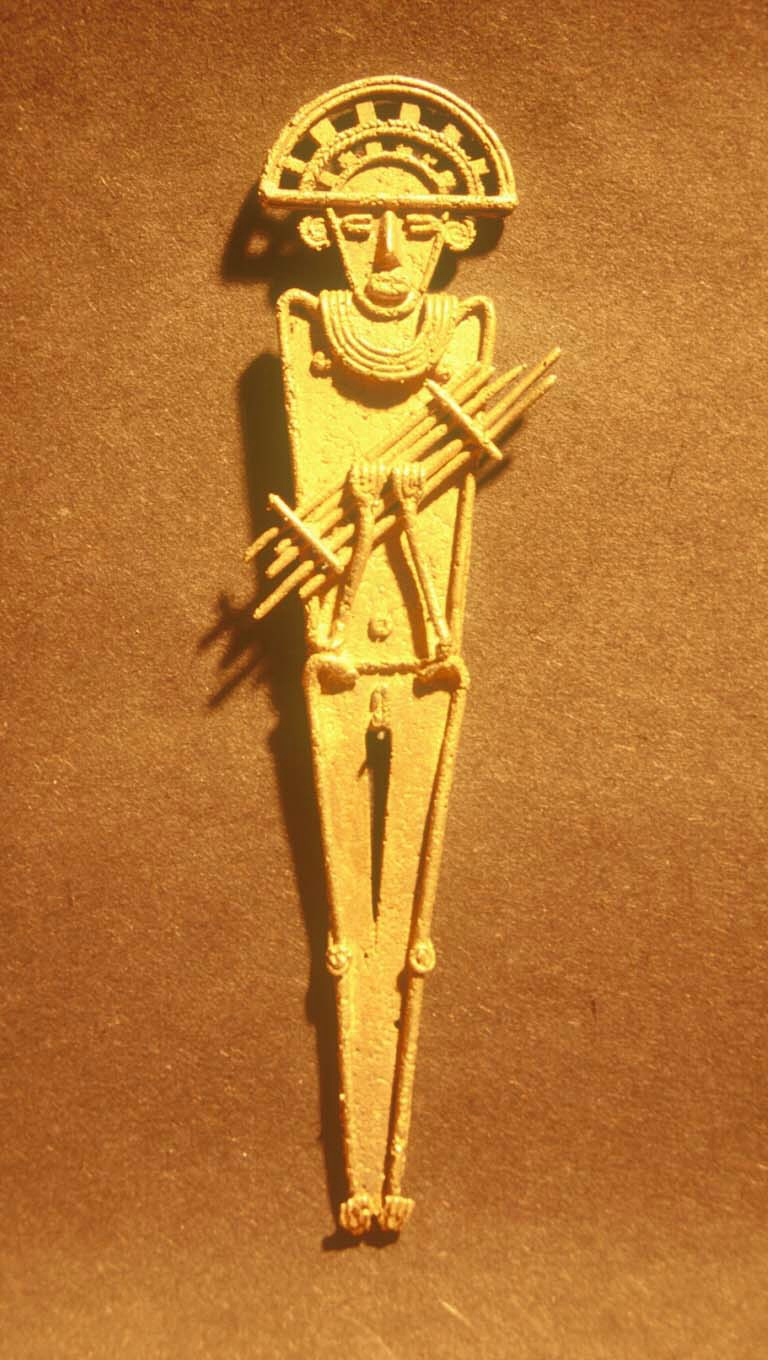
Tunjo muisca.

Las ofrendas ofrecidas a los dioses por los muiscas consistían principalmente en tunjos de oro, plata y cobre con formas antropomorfas o de animales como serpientes, ranas, lagartijas, mosquitos, hormigas, gusanos, tigrillos, monos, mariposas y aves, entre otros, además de diademas, brazaletes, vasos y casquetes, muchas veces adicionándoles esmeraldas.
- Libación de agua y sahumerios:

Una forma de ofrendar a los dioses era libando agua al interior del templo, y encendiendo sahumerios. Esto se hacía en determinadas horas, que se consideraban propicias, y cada hora era cantada por el chyquy.
- Sacrificios de animales:

Los animales usados para los sacrificios eran principalmente aves. La sangre era derramada sobre el suelo del templo atando todas las cabezas de las aves y dejándolas colgadas.
- Sacrificios humanos:

Los sacrificios humanos se daban bajo dos condiciones:
La primera era que si en guerra contra algún pueblo enemigo capturaban a un muchacho por cuyo aspecto se presumiera que era virgen, a este lo llevaban luego a un templo donde era sacrificado en medio de aclamaciones y cánticos. 
La segunda condición bajo la que se permitían los sacrificios humanos era que el sacrificado fuera uno de los muchachos a los que llamaban moxas, o mojas. Cada cacique tenía un moxa, y algunos dos. Estos eran jóvenes comprados a treinta leguas del territorio muisca, en un lugar llamado "Casa del Sol". Se compraban siempre en edades de 7 a 8 años, a precios muy altos, pues se creía que podían hablar con el Sol y recibir sus respuestas. Eran tenidos en gran veneración, y siempre se les cargaba en hombros. Cuando llegaban a la pubertad, eran sacrificados y su sangre ofrecida a los dioses, pero si habían tenido relaciones sexuales, se los dejaba libres, pues se pensaba que su sangre ya no valía para nada.
En ambos casos, el modo de sacrificio era el siguiente:
Antes del amanecer, se conducía al joven a la cima de una montaña mirando hacia el Oriente. Llegados al puesto de sacrificio, se iniciaba una ceremonia en la que se cantaban himnos a los dioses. Al joven se lo tendía en una manta sobre el suelo, y allí era degollado con un cuchillo de caña. La sangre era recogida en una totuma y luego untada en unas piedras sagradas en las que debían dar los primeros rayos del Sol. El cuerpo del difunto era enterrado algunas veces en cuevas o sepulturas, pero otras veces era dejado a la intemperie para que se lo "comiera" el Sol.

### Ritos funerarios

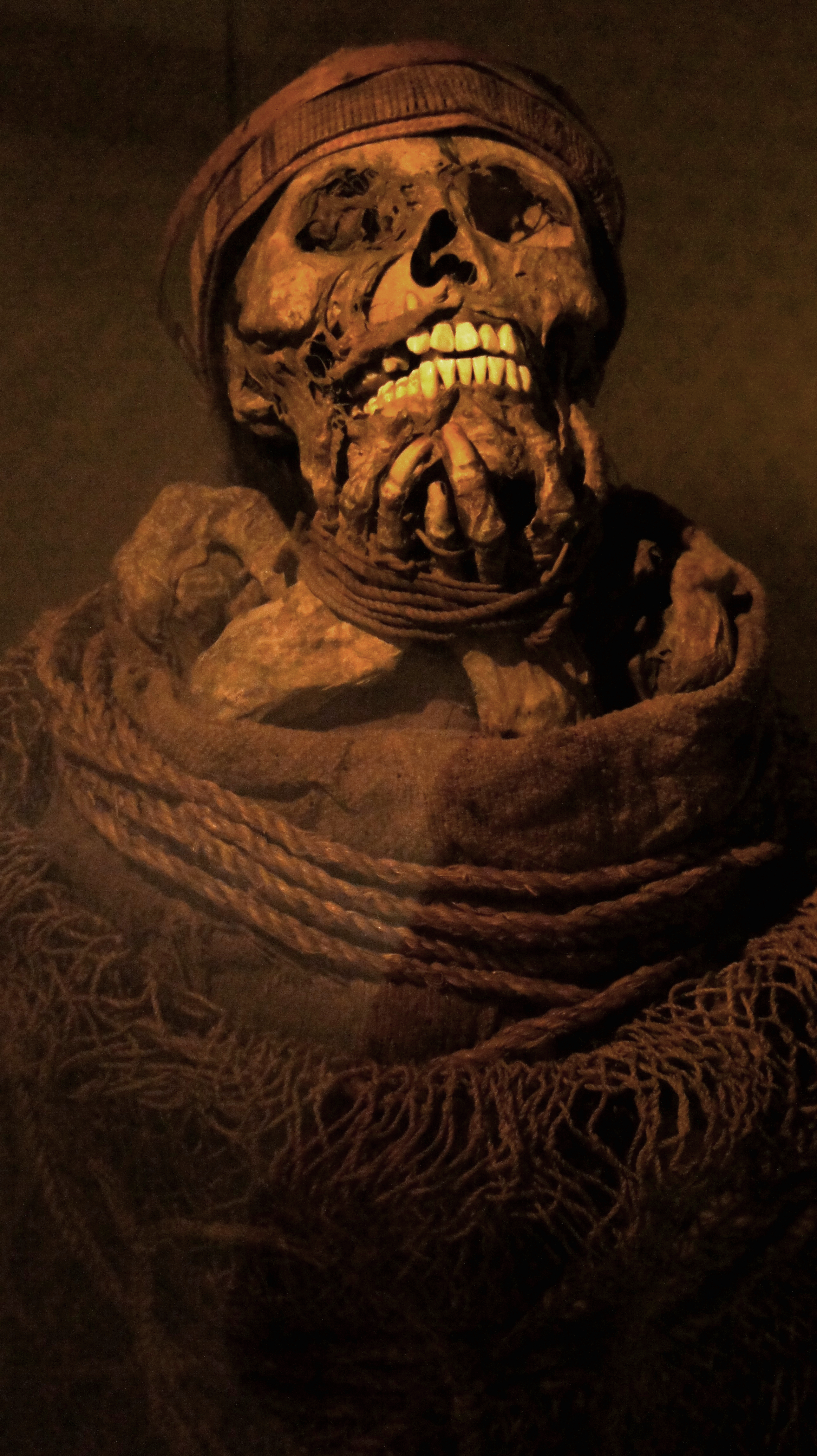
Momia muisca en el Museo del Oro de Bogotá.

El cronista Pedro Simón relató cómo los muiscas: «No desamparaban sus enfermos como lo hacían otras naciones cuando estaban en el artículo de la muerte, pues antes se juntaban muchos a verle morir, hasta que había expirado». Por otra parte, «tenían por dichoso al que moría de algún rayo o por accidente o muerte repentina, porque había pasado sin dolores esta vida». Este cronista describe además diferentes formas de enterramiento. Unas veces se secaban los cuerpos de los difuntos a fuego lento sobre fogones; otras, eran enterrados dentro de templos o bohíos; y otros eran enterrados directamente en los campos, envueltos en una manta, y sobre su sepultura se sembraba un árbol. Juan de Castellanos agrega que en señal de duelo, durante los entierros se ponían mantas pintadas de color rojo, e incluso muchos se teñían también los cabellos con bija roja.
El duelo continuaba seis días con encuentros familiares, en medio de cantos a la memoria del difunto, música, coca, chicha y bollos de maíz, como refiere Pedro Simón: «La gente más honrada lloraba sus difuntos otros seis días después de enterrados, y aun les hacían por algunos tiempos sus aniversarios, convidando para éstos sus deudos y parientes que juntos lloraban al difunto al son de unos tristes instrumentos y voces que cantaban en endechas los grandes hechos del difunto. Alegrábanse al último con chicha y mascando hayo (...) La gente ordinaria convidaba para estos llantos, y con bollos de maíz que daban al fin de ellos a los convidados, quedaban acabadas las exequias».

### Festividades
Las festividades muiscas estaban asociadas principalmente al ciclo agrícola y al ciclo de la vida. Gonzalo Jiménez de Quesada cuenta en su Epítome de la Conquista del Nuevo Reino de Granada: «Es gente muy perdida por cantar y bailar a su modo y eso son sus placeres». Según el cronista Juan Rodríguez Freyle, en las fiestas muiscas no podía faltar la chicha: «La mayor prevención era que hubiese mucha chicha que beber para las borracheras que se hacían de noche».

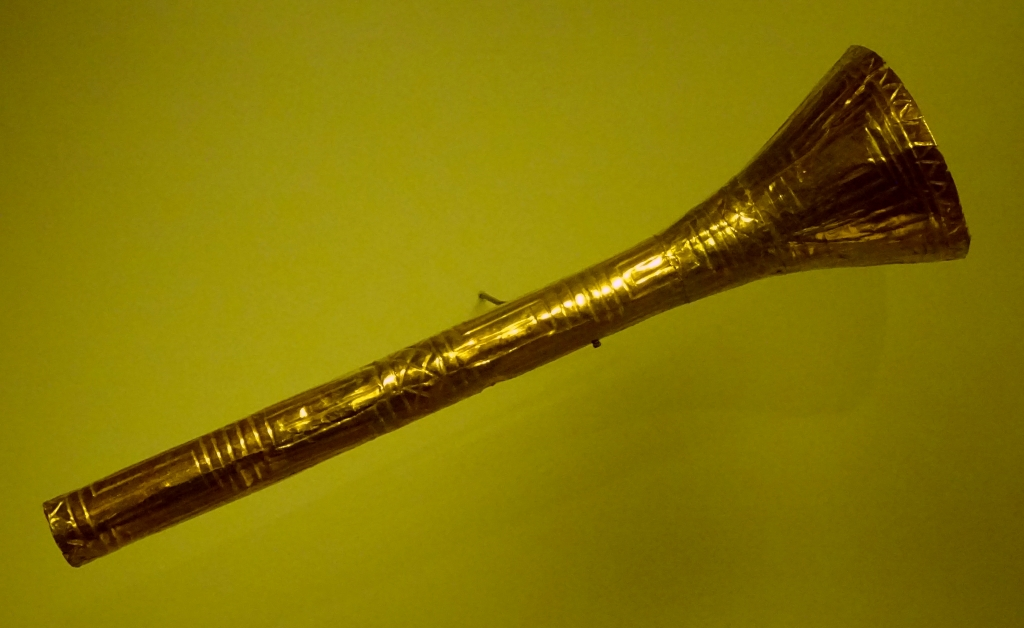
Trompeta de oro.

Sobre sus cantos, música y bailes donde se mezclaban risas y llantos, ritmos tristes y alegres, dice Lucas Fernández de Piedrahíta: «gastaban mucha cantidad de chicha; danzaban y bailaban al compás de sus caracoles y fotutos; cantaban juntamente algunos versos o canciones que hacen en su idioma y tienen cierta medida y consonancia, a manera de villancicos y endechas de los españoles. En este género de versos refieren los sucesos presentes y pasados y en ellos vituperan o engrandecen el honor o deshonor de las persona a quienes los componen; en las materias graves mezclan muchas pausas y en las alegres guardan proporción, pero siempre parecen sus cantos tristes y fríos, y lo mismo sus bailes y danzas, mas tan acompasados que no discrepan un solo punto en los visajes y movimientos, y de ordinario usan estos bailes en corro, asidos de las manos y mezclados hombres y mujeres».
- Fiestas de la siembra y de la cosecha:

Lucas Fernández de Piedrahíta, en su Historia general de las Conquistas del Nuevo Reino de Granada, dejó una detallada descripción de las fiestas de la siembra y de la cosecha que celebraban los muiscas: «Otra de las ceremonias más ostentosas que hacían eran las procesiones, a que asistían sus reyes o caciques, respectivamente, en ciertos tiempos del año, especialmente en el de las siembras o cosechas, y formábanse éstas en ciertas avenidas anchas de a más o menos de media legua de longitud. Las personas que salían en ellas (sin que entre en cuenta la innumerable multitud de gente que concurría a verlas) serían de diez a doce mil, que la noche antes se lavaban los cuerpos para ir el día siguiente más decentemente adornadas».
Pintados de rojo y negro y disfrazados de animales comenzaba el carnaval: «Dividíanse en cuadrillas y parcialidades con diferentes trajes y disfraces, arreados de patenas de oro y otras diferentes joyas que abundaban, aunque todos convenían en llevar pintados los cuerpos de vija y jagua (rojo y negro). Unos iban representando osos, otros en figura de leones (pumas andinos) y otros de tigres (esto es, cubiertos con sus pieles), y (…) otras muchas representaciones de animales diversos. Iban los sacerdotes con coronas de oro en forma de mitras, a quienes seguía una prolongada cuadrilla de hombres pintados, sin disfraz ni joya alguna sobre sí, y éstos llorando y pidiendo al Bochica y al Sol mantuviesen el estado de su rey o cacique y le otorgasen la súplica y ruego a que había dispuesto aquella procesión, para lo cual llevaban puestas máscaras con lágrimas, retratadas tan a lo vivo que eran de ver». Le sorprende a Piedrahíta que después de los que rogaban, pedían y lloraban seguía la procesión con otra comparsa de risas, bailes y alegrías que celebraba los favores concedidos: «era lo más gracioso de todo, que luego inmediatamente entraba otra caterva dando los unos grandes risadas y saltando de alegría, y diciendo los otros que ya el Sol les había concedido lo que los delanteros le iban pidiendo con lágrimas, de suerte que de las risadas, lloros y gritos, se componía una barahúnda tal cual se deja entender (…) en pos de aquella alegría desacompasada iban otros con máscaras de oro disfrazados y con las mantas arrastrando por el suelo (…) pues les iba casi pisando las mantas otra gran muchedumbre de ellos ricamente adornados, bailando y cantando al compás triste y flemático de sus maracas y flautas, y tras ellos otros».

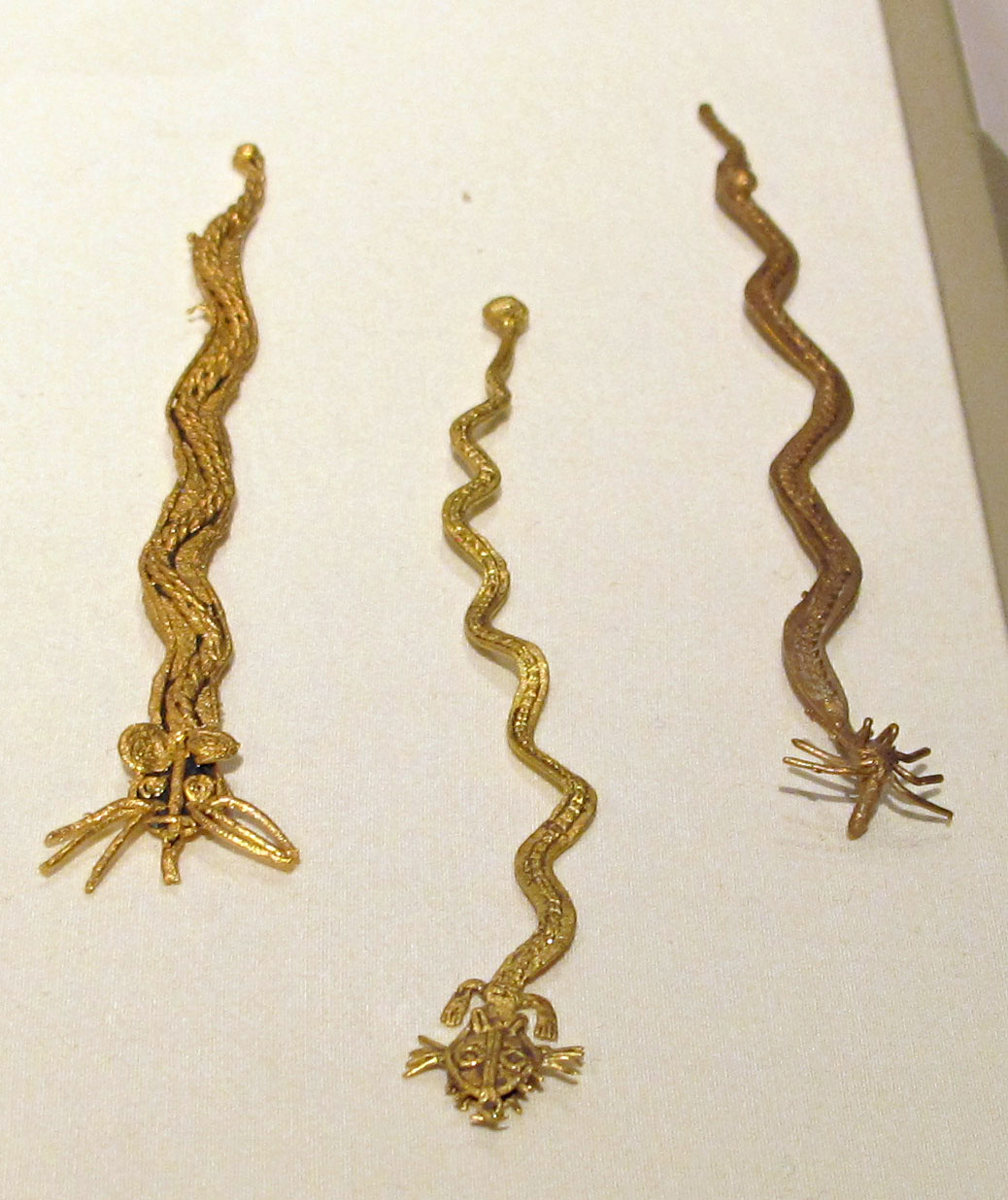
Tunjos muiscas con formas de serpientes.

Cerraba la procesión el cacique, ataviado con los mejores adornos, el poder se escenifica: «El último lugar llevaba el rey o cacique con el más costoso adorno y majestad que le era posible, y aunque era crecidísimo el número de gentes que le seguían y la diferencia de los trajes en que iban, denotaba ser parcialidades distintas (…) y lo que no parecerá creíble (…) era la gran cantidad de oro que iba en ellas en tan distintas joyas, como eran máscaras, mitras, patenas, medias lunas, brazaletes, ajorcas y figuras de varias sabandijas (…) por muy de mañana que se diese principio a esta fiesta no se hacía poco en volver a la noche con la procesión a palacio, donde se gastaba de su chicha». Termina su relato el cronista consignando la dificultad que tuvieron para acabar con esta popular fiesta muisca: «Estas procesiones se continuaron por muchos años después de conquistado el reino, y ninguna ceremonia se desarraigó de sus naturales con tanta dificultad como ella».
- Fiestas de los caciques:

En los meses correspondientes (según el calendario occidental) a enero, febrero y parte de marzo, tenían lugar unas festividades en las que se convidaban alternativamente unos caciques a otros. En dichas festividades, según cuenta Pedro Simón: «Asíanse de la mano hombres y mujeres haciendo corro y cantando canciones, ya alegres ya tristes, al son de flautas y fotutos; tenían en medio las múcuras de chicha de donde iban esforzando, duraba esto hasta que caían embriagados y tan excitados de la lujuria del calor del vino, que cada hombre y mujer se juntaban con el primero o primera que se encontraba porque para esto había general licencia en estas fiestas, aún con las mujeres de los caciques y nobles (…) así pues por virtud de la unión real de los seres humanos las plantaciones crecerían y fructificarían mejor».
- Fiestas de la construcción de cercados:

Igual de festivo era el transporte de las piedras y de los grandes postes necesarios para construir los cercados, donde tampoco faltaba la chicha, los cantos, los adornos y la pintura corporal, como relata Piedrahíta: «juntando a un tiempo la voz, los píes y las manos al compás de la voz de uno que les sirve de guía, a la manera que saloman los marineros en los navíos, y es para ellos este ejercicio de tanto gusto que lo tienen por fiesta, y para entonces se ponen penachos de plumas y medias lunas; píntanse y arréanse, y llevan mucha cantidad del chicha que beben».
- Fiestas de la inauguración de cercados:

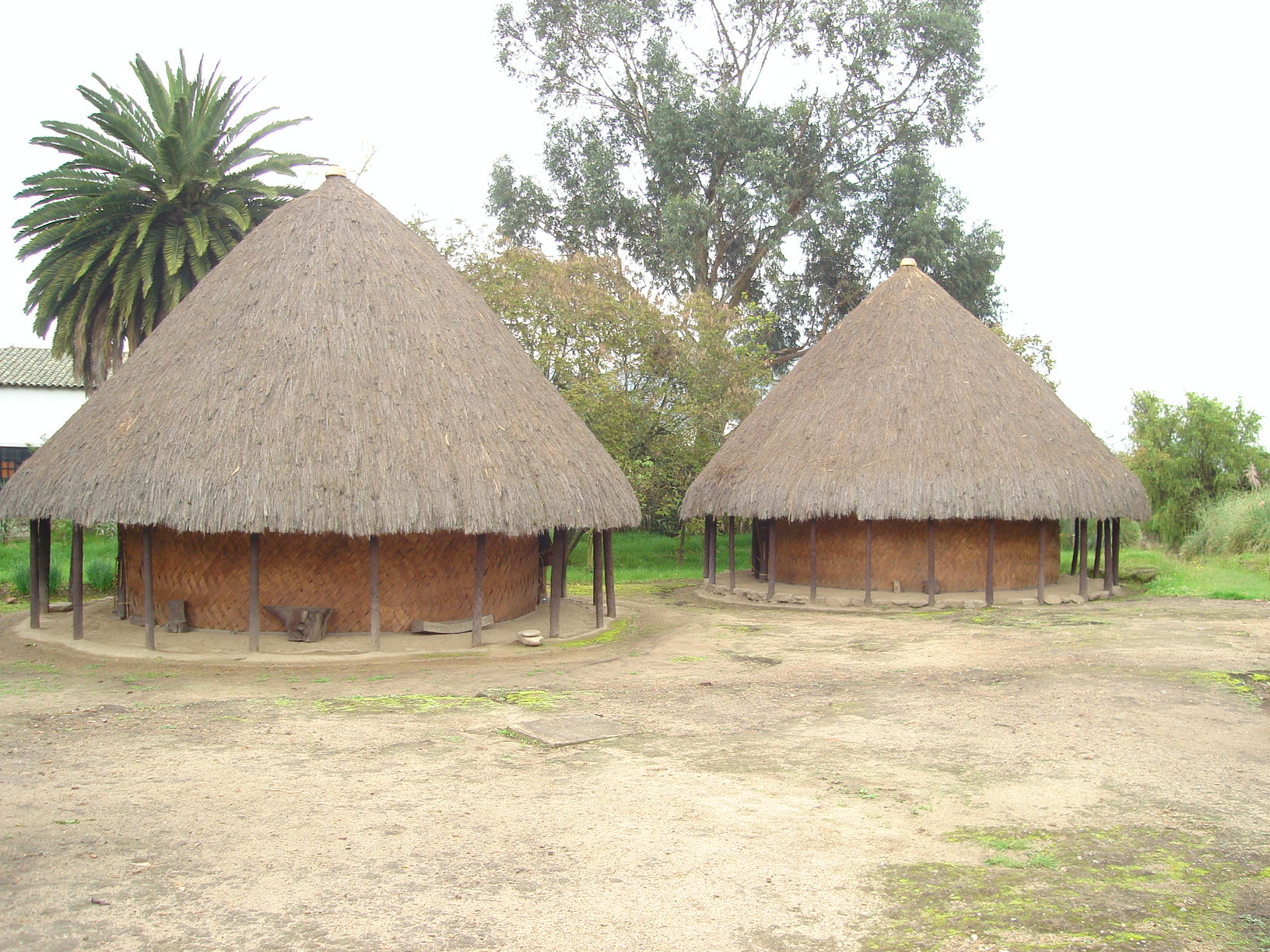
Reconstrucción de un cercado muisca en el Parque Arqueológico de Sogamoso.

Pedro Simón relata que: «Después de acabado el cercado, convidaba el cacique a todo el pueblo para una gran borrachera que duraba muchos días, en que había muchos juegos, bailes y entretenimientos». Mientras dura la fiesta, y continuando con la mezcla de tristezas y alegrías, de celebración de la vida y de la muerte entre los muiscas, dos hombres mayores permanecían en la entrada, desnudos, cubiertos por una red, ayunando y tocando una música melancólica que recordaba la inevitable realidad de la muerte a los alegres festejantes: «estaban a la puerta del cercado, desde la mañana hasta la noche, sin comer ni beber, dos indios, ya en edad mayores, desnudos todo el cuerpo, en pie, cubiertos con una red grande de coger pájaros, tañendo con unas flautas y haciendo una música melancólica y triste para significar con aquello más al vivo lo que representaban estando allí con aquella postura, que era la muerte. Porque decían que la red era instrumento suyo, pues mataban con ella las aves; el estar desnudos representaba, cómo deja a los hombres cuando los acomete, pues quedan desnudos de todas sus cosas de esta vida; y a lo mismo aludía el no comer ni beber en todo el día, pues también los privan de eso. De lo que era bien se acordasen en todos los juegos, fiestas y entretenimientos, y por eso estaban a la puerta de la fiesta para que antes de ella, se le representasen a todos los que se hallaban en ellas, que habían de morir». Risas y llantos siempre estaban juntas alternándose en las ceremonias: «Y aun entre los regocijos de dentro había indios con instrumentos que hacían músicas tan tristes, que incitaban a llorar a todos, de rato en rato, en medio de los regocijos y bailes. Usaban todos los indios estas fiestas siempre que estrenaban casas nuevas». De estas fiestas hacían parte integral las carreras por avenidas que salían del cercado: «Para más solemnizar estas fiestas de la dedicación de sus casas, los caciques ordenaban que algunos mozos de buena disposición corriesen cierta distancia (…) algunas veces de más de cuatro leguas (…) yéndose aventajando a los demás los más valientes, volvían más presto a la casa de donde habían salido, donde les iba premiando el cacique su valentía como iban llegando”.

## Ceremonia de El Dorado

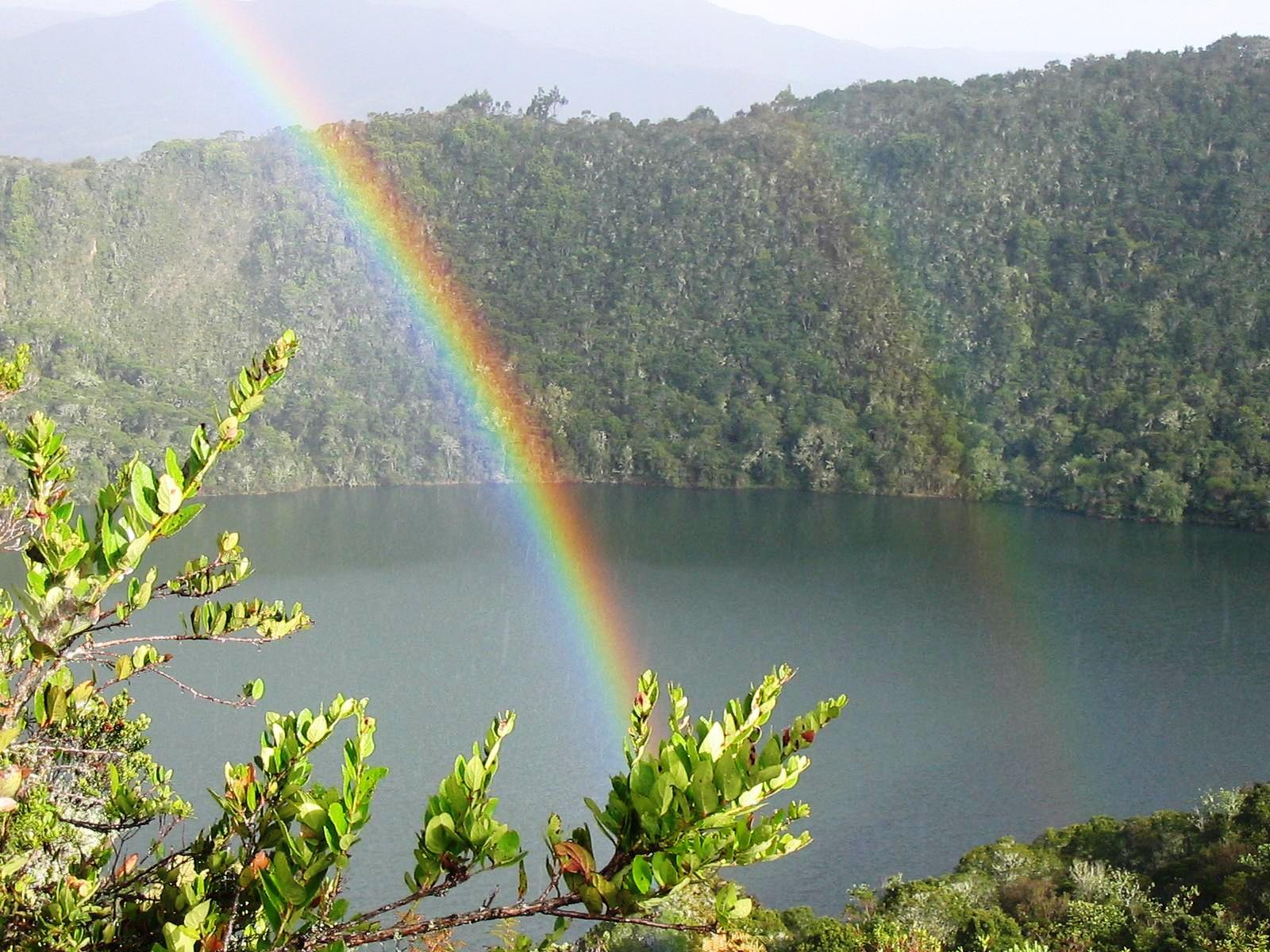
Laguna de Guatavita.

La ceremonia muisca de El Dorado, o Eldorado, tenía lugar en la Laguna Sagrada de Guatavita. En dicha ceremonia, el Psihipqua (heredero del trono) tomaba posesión del trono del Zipazgo, con lo que adquiría la dignidad de Zipa. La descripción que en 1636 hizo el cronista Juan Rodríguez Freyle en su libro Conquista y Descubrimiento del Nuevo Reino de Granada, más conocido como El carnero, recoge el testimonio de algunos muiscas que habían vivido antes de la llegada de los españoles.
Después del proceso previo por el que tenía que pasar el Psihipqua, heredero del trono del Zipazgo, este debía ir a la Laguna Sagrada de Guatavita a ofrendar a los dioses. En la orilla de la laguna estaba preparada una balsa de juncos, aderezada y adornada de manera vistosa. En la balsa había cuatro braseros encendidos en los que se quemaba mucho moque, que era el sahumerio de los muiscas, y trementina, con otros muchos y diversos perfumes. Alrededor de la laguna permanecían, como espectadores, toda la nobleza, los principales gobernantes y muchos vasallos, así como los güechas (guerreros) y los chyquy (sacerdotes), adornados cada uno con sus mejores galas y con muchas antorchas encendidas a la redonda. Cuando llegaba el Psihipqua, lo desnudaban completamente, le untaban en todo el cuerpo aceite de trementina y lo espolvoreaban con oro en polvo, de tal manera que su cuerpo quedaba totalmente dorado. Luego se subía en la balsa, en la cual iba de pie, y a sus pies ponían un gran montón de tunjos de oro (figurillas que representaban a los dioses) y esmeraldas, como ofrendas para los dioses. En la balsa entraban los cuatro principales Uzaques (nobles de sangre pura), también desnudos, y cada cual llevaba su ofrecimiento. Una vez que partía la balsa, muchos hombres que estaban en la orilla comenzaban a tocar instrumentos musicales: cornetas, fotutos, entre otros, y todos los asistentes aclamaban al Psihipqua hasta que la balsa llegaba al centro de la laguna. En ese momento, se alzaba una bandera, que hacía la señal para el silencio. Entonces el Psihipqua hacía su ofrecimiento a los dioses, arrojando todo el oro y las esmeraldas a la laguna, y los Uzaques que iban con él hacían lo mismo con sus ofrecimientos. Después, el Psihipqua se sumergía en el agua para que el oro en polvo se desprendiera también como ofrecimiento a los dioses. Cuando acababan, se bajaba la bandera, que durante el ofrecimiento había permanecido alzada, y partiendo la balsa de nuevo hacia la orilla, se alzaba un griterío con música y danzas alrededor de la laguna, con lo que quedaba investido el nuevo Zipa.

## Conquista española
Gonzalo Jiménez de Quesada partió de Santa Marta el 6 de abril de 1536, a la cabeza de quinientos infantes, entre ellos Gonzalo Suárez Rendón, fundador de la ciudad de Tunja, y con ochenta caballos, con el fin de explorar las montañas de las riberas del río Magdalena.
El primer asentamiento al que llegaron fue a Tora de las Barrancas Bermejas, actual Barrancabermeja, en donde tuvieron noticias de una civilización que les llamó la atención debido al hallazgo de vasijas con sal y mantas de algodón.
Después de un año llegaron los conquistadores a tierras habitadas por el pueblo muisca. Solamente ciento sesenta y seis hombres y unos pocos caballos habían coronado la cumbre de los Andes colombianos; el resto de la expedición había perecido a causa de las enfermedades.

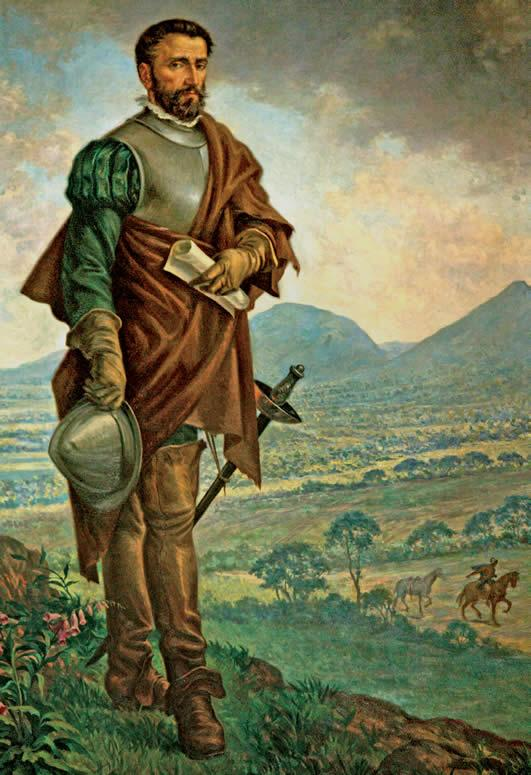
Gonzalo Jiménez de Quesada a su llegada a la Sabana de Bogotá.

En febrero de 1537 salieron los españoles de las inmediaciones de Vélez, y marcharon al sur, pasando por los poblados muiscas de Ubazá, Turca o Pueblohondo, Sorocotá, Moniquirá, Susa, Tinjacá y Guachetá, adonde llegaron el 12 de marzo de 1537. Luego pasaron por Lenguazaque, Cucunubá, Suesuca, Nemocón y Busongote. donde se libraría el primer encuentro armado entre las tropas peninsulares y los guerreros del zipa Tisquesusa. Resultado de ella hubo algunos muertos y pánico por el desconocimiento absoluto de los muiscas sobre la naturaleza de las armas de fuego y los caballos, también se sabe de los primeros intercambios de oro y cuentas de vidrio registrado en las crónicas y confirmado por la arqueología. El 5 de abril llegaron a Chía, y acamparon en los cerros de Suba, desde donde vieron numerosos bohíos y columnas de humo. Aquella sabana que divisaron desde Suba fue llamada por Quesada el Valle de los Alcázares.
Dos comisiones fueron enviadas a buscar un lugar donde asentar la tropa.
Mientras la primera tomó rumbo hacia el occidente de Bacatá, en un principio llamada "Facatá", sede real del zipazgo; la segunda se dirigió hacia el oriente, comandada por Pedro Fernández de Valenzuela, quien encontró un caserío llamado Teusaquillo, por donde pasaba una quebrada que luego se llamaría San Bruno, afluente del río Vicachá, llamado San Francisco por los españoles.
Existen tres momentos en la fundación de Santafé de Bogotá.
El primero sucedió cuando se creó el primer asentamiento español en la región de Bacatá, en la actual carrera Segunda con calle Trece, no lejos del Chorro de Quevedo, que posteriormente se llamó Pueblo Viejo, entonces conocido como Teusaquillo.
El historiador fray Pedro Pablo Villamor, escribió en 1723, refiriéndose al origen de Santafé: «Su primera fundación fue con nombre de villa y hecha en los alcázares donde estaba fundado el lugar deleitoso recreo de los Reyes de Bogotá, llamado Thybzaquillo.»
Por su parte, el 6 de agosto de 1538, Jiménez de Quesada realizó una ceremonia donde escogió el nombre y el lugar donde se desarrollaría la ciudad, proceso que se desarrolló en la plaza de las Yerbas, actual parque Santander. La primera misa, según versión de Juan de Castellanos, fue oficiada ese mismo día por fray Domingo de las Casas.
En marzo de 1539, Quesada tuvo noticias de tropas españolas provenientes de Venezuela comandadas por Nicolás de Federmán y del sur por Sebastián de Belalcázar, quienes acamparon en el valle de los Alcázares. El recibimiento por parte de Quesada fue la organización de un festejo para los recién llegados. Este encuentro entre conquistadores fue crucial para que se llevaran a cabo las ceremonias oficiales de fundación. Así, se realizó la "fundación jurídica" el 27 de abril de 1539 junto con Nicolás Federmann y Sebastián de Belalcázar en la actual plaza de Bolívar y se designaron los lugares para la iglesia principal, la casa de gobierno, la cárcel, así como los solares para los primeros vecinos.
Esta situación implicó una fuerte bipolaridad durante los primeros años de la ciudad, que se desarrolló en torno al eje definido por esos dos extremos.
Los primeros expedicionarios que llegaron a la sabana de Bogotá no iban acompañados de ninguna mujer española. Quesada trajo los caballos, Federmann las gallinas y Belalcázar los cerdos.
Por otra parte, fray Pedro Simón, en la Segunda Noticia Historial, capítulo 36, después de referir cómo fueron construidos los doce bohíos o cabañas, dice:

«No se olvidaron los españoles de señalar solar y sitio el más principal entre los bohíos para que se edificara iglesia, y fue en la misma parte de como está ahora, porque no habiéndose mudado la ciudad de como se fundó con los doce bohíos, sino que allí mismo ha ido teniendo su extensión y crecimiento hasta el que tiene ahora, tampoco se ha mudado esa iglesia a otra parte del pueblo de como se edificó al principio, en la mejor de todo él, como hoy se ve.»

Aunque el plano fundacional se ha perdido, se sabe que la división de los predios se hizo mediante la asignación de solares de diferentes tamaños: los de 800 pasos de frente y 1600 de fondo se llamaban caballerías mayores, los de 600 pasos de frente y 1200 de fondo eran conocidos como caballerías menores, y las unidades más pequeñas como peonías.
Muertos los últimos soberanos muiscas, (Zaquesazipa y Aquiminzaque), los caciques y el pueblo se alzaron tardíamente contra los nuevos dominadores hasta 1542, cuando el conquistador Gonzalo Suárez Rendón finalmente sofocó los últimos movimientos de resistencia. Inicialmente la confederación fue repartida por Bel-alcázar, Federmann y Quesada hasta que la corona designó a este último como «adelantado de los cabildos de Santa Fe (sic) y Tunja».

## Nuevo Reino de Granada

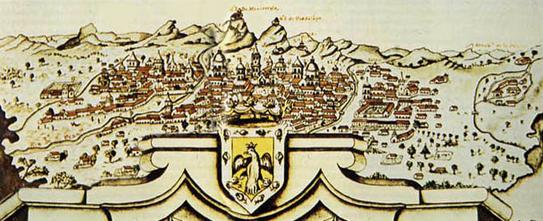
Vista de Santafé de Bogotá (detalle), por José Aparicio Morato en 1772. El original se destruyó en un incendio del 9 de abril de 1948, durante El Bogotazo. Esta reproducción es obra de Daniel Ortega Ricaurte. Desde el la traza varió poco. La ciudad de Bogotá, capital de Colombia, fue construida cerca del territorio muisca del Zybyn (Clan) de Muyquytá, cuya capital, Funza, era a la vez la capital del Zipazgo.

### SigloXVII
Desaparecida la estructura de la Confederación Muisca, el territorio fue dividido por los españoles en las Provincias de Tunja, Santafé y Vélez, entrando así a formar parte de las colonias españolas en América. El territorio de la confederación muisca, ubicado en una de las regiones más fértiles de los Andes colombianos, el Altiplano Cundiboyacense y que había dado como resultado una de las civilizaciones más avanzadas de la actual Colombia, fue escogido por los españoles como cabeza administrativa de una región mucho más grande a la que llamaron Nuevo Reino de Granada. Ese hecho ocasionó que la clase alta, la nobleza y la casta sacerdotal muisca fueran eliminados y solo quedaran las capitanías. También posibilitó que los españoles más intelectuales se interesaran por la civilización y registraran mucha información. Los mejores terrenos en cambio fueron para los conquistadores y se constituyeron los resguardos indígenas para albergar a la población muisca sobreviviente, que al mismo tiempo fue sometida a encomiendas o sea a la obligación de trabajar en las haciendas apropiadas por los jefes españoles. La época colonial contribuiría a dar una importancia creciente a Santafé, la antigua Bacatá, que jugaría un papel primordial en las luchas de independencia y de consolidación republicana. La guerra de independencia que implicó la unidad de propósito político de los que serían tres naciones (Colombia con Panamá, Venezuela y Ecuador), fue liderada por los criollos, es decir, los descendientes de los conquistadores. En tal caso la participación de los afroamericanos, indoamericanos y mestizos fue más bien como soldadesca, no menos importante porque fueron los que pusieron el pecho a los poderosos ejércitos realistas mejor preparados.

### SigloXVIII

El padre José Domingo Duquesne fue un pionero en la reivindicación del pasado indígena. Aprendió muysccubun y fue el primero en realizar investigaciones sobre el calendario muisca.

A finales del siglo XVIII comenzó un proceso de reivindicación del pasado indígena que continuaría en el siglo XIX. Dicho proceso empezó a surgir a partir de la publicación, en 1793, de una serie de artículos en el periódico capitalino Papel Periódico de Santafé, dirigido por Manuel del Socorro Rodríguez, quien es considerado como el padre del periodismo colombiano. En el Número 86 del periódico, correspondiente al 19 de abril de 1793, se publicó una descripción de tipo científico del Salto del Tequendama, lugar sagrado para los muiscas. En los Números posteriores se continuó con varios estudios sobre la quina y elogios literarios al Salto del Tequendama. Estos artículos condujeron a unos informes históricos en los Números 91, 92 y 93, correspondientes a mayo del mismo año, en los que se elogiaba a Sugamuxi, quien fuera el último Sumo Sacerdote muisca de Suamox (Sogamoso), de quien se destacaban sus altos valores morales.
Meses después, en el Número 121 del Papel Periódico de Santafé, correspondiente al 20 de diciembre de 1793, se publica otro artículo de elogio al pasado muisca, específicamente dedicado al Zipa Nemequene, cuyo código jurídico (el Código de Nemequene) es comparado al de las grandes civilizaciones de la Antigüedad. Dicho análisis continúa en los Números 122 y 123 del periódico.
En 1795, el padre José Domingo Duquesne, cura de la iglesia de Gachancipá, escribió un ensayo titulado Disertación sobre el calendario de los muyscas, dirigido a José Celestino Mutis, en donde le informaba sobre el hallazgo que había hecho de una antigua piedra tallada en la que había logrado descifrar, gracias a la ayuda de algunos ancianos indígenas, los símbolos del calendario muisca. Para completar su investigación, el padre Duquesne aprendió muysccubun estudiando las antiguas gramáticas del siglo XVII y practicando su vocabulario con los pocos ancianos que aún hablaban la lengua, lo que lo llevó a escribir su propia Gramática Chibcha, libro que se encuentra extraviado hasta la actualidad. Posteriormente, José Celestino Mutis le comunicó al barón Alexander von Humboldt los resultados de la investigación del padre Duquesne, material que le sirvió a Humboldt para sus propias investigaciones sobre los muiscas. La labor del padre Duquesne es considerada como de vital importancia para la historia de Colombia, pues constituyó el primer intento de análisis científico sobre el pasado histórico y arqueológico de los muiscas. El padre Duquesne sabía cinco idiomas, fue inicialmente realista, aunque los españoles lo despreciaron por ser criollo y lo encerraron en una mazmorra durante el proceso de Independencia; posteriormente se hizo independentista, aunque siempre predicó en sus sermones a favor de la paz y la tranquilidad. Por su labor científica, es considerado el padre de la arqueología y de la antropología en Colombia.

## SigloXIX
Durante el siglo XIX, luego del proceso independentista que llevó a la constitución de la República de la Nueva Granada, los círculos intelectuales del país comenzaron a pensar en los elementos que consolidarían la identidad nacional. Uno de esos elementos era el factor indígena, al que se comenzó a considerar como equivalente con la lucha que los criollos ejercieron contra la Corona española. Desde ese momento se habló de recuperar el pasado indígena. Sin embargo, este tipo de discursos fueron exclusivamente retóricos e intelectuales, encaminados sobre todo a justificar el nuevo Estado republicano. Así pues, aunque se llegó a glorificar el pasado indígena, de forma paradójica no se incluyeron a los descendientes indígenas en los proyectos de la nueva Nación. En 1850, el escritor Manuel Ancízar postulaba que la conquista española no había traído para los muiscas más que humillación y embrutecimiento, pues comparaba la amplitud de espíritu de los antiguos muiscas, con el estado deplorable de sus descendientes.

### Teoría del influjo del clima
En 1808 se inicia la publicación del Semanario de la Nueva Granada, periódico dirigido por Francisco José de Caldas. En un ensayo publicado en el Semanario, titulado «Del influjo del clima sobre los seres organizados», Caldas pretendió demostrar que los pueblos indígenas que se desarrollaron entre los 1.500 y los 2.600 m s. n. m., es decir, en climas fríos, alcanzaron el umbral de la civilización, mientras que los pueblos de climas cálidos, desarrollados por debajo de esa altitud, estuvieron condenados a la barbarie y el atraso. Otros intelectuales de la época, como Francisco Antonio Zea y Jorge Tadeo Lozano, expusieron argumentos similares.

### Teoría sobre la influencia del Tíbet

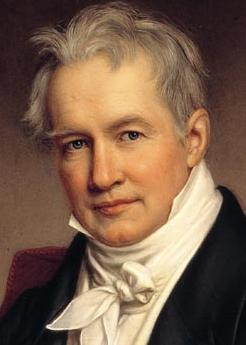
El científico y explorador alemán Alexander von Humboldt afirmó que Bochica era el Buda de los muiscas, y que sus enseñanzas tenían asombrosas similitudes con la cultura del Tíbet.

En 1810, el científico y explorador alemán Alexander von Humboldt publicó un libro titulado Sitios de las cordilleras y monumentos de los pueblos indígenas de América, en el que sintetizaba los resultados de sus investigaciones luego de recorrer gran parte de América Latina.
Humboldt afirmó que el origen de los visitantes blancos que llegaron a América antes que Colón, había que buscarlo más en el Asia oriental que en el Norte de Europa, a pesar de que reconocía la presencia de asentamientos vikingos en América. Además, para Humboldt, Bochica fue el Buda de los muiscas, y las enseñanzas que dejó entre este pueblo indígena tenían asombrosas similitudes con la cultura del Tíbet. Esta teoría ha tenido algunos seguidores, para quienes las similitudes son las siguientes:
- Así como los tibetanos creen que el dalái lama es la reencarnación de Avalokiteshvara sobre la tierra, los muiscas creían que el Iraca (chyquy de Sogamoso) era la encarnación viviente de Bochica, de quien heredaban su santidad, virtudes y atribuciones.[138]

- Así como Lhasa se convirtió en una ciudad sagrada y centro de peregrinación, también Sogamoso era considerada una tierra santa a la que los muiscas acudían masivamente en peregrinación, e incluso en medio de una guerra era permitido que cualquier persona transitara por los caminos sin ningún impedimento siempre que fuera a Sogamoso.[138]

- Del mismo modo en que los monjes del Tíbet deben ingresar a los monasterios desde niños, los chyquy (sacerdotes) muiscas debían ingresar a unas casas ceremoniales apartadas llamadas cuca, donde eran bajo la tutela de un anciano chyquy. El aprendizaje, al igual que para los monjes tibetanos, duraba muchos años, incluía diversos niveles y especialidades, y estaba marcado por fuertes prácticas de austeridad, abstinencias, ayunos y celibato.[139]

- Así como en el Tíbet la primera autoridad religiosa era el dalái lama y la segunda el panche lama, en la Confederación Muisca la primera autoridad era el Iraca (chyquy de Sogamoso), y la segunda, el Tundama (chyquy de Duitama). Incluso el Zipa y el Zaque debían obedecer al Iraca.

- Uno de los aspectos que más se han relacionado estas dos culturas es el hecho de que había lamas que para meditar se retiraban nueve años al interior de una gruta, así como el heredero al trono del Zipa debía permanecer seis años al interior de una caverna, sometido a un riguroso régimen de austeridades.

### Primera síntesis histórica
En 1848 se publica en París el Compendio histórico del descubrimiento y colonización de la Nueva Granada en el siglo décimo sexto, escrito por Joaquín Acosta. Esta obra es el primer intento de síntesis sobre la historia de los muiscas, debido a que el autor se basó en la recopilación y comparación de las distintas crónicas de la conquista. En este texto, el autor quiso llenar el vacío que existía en la historia nacional sobre este pueblo indígena, y buscó situar a los muiscas al nivel de los pueblos civilizados de América. Analizó sobre todo las características políticas del gobierno civil de los muiscas, el sistema de control territorial y su código penal (Código de Nemequene), además de estudiar a fondo el panteón de los dioses muiscas. La obra de Acosta ejerció una importancia fundamental durante décadas, debido a la eficacia del método comparativo que empleó. Muchos de los trabajos posteriores sobre la historia de los muiscas, se basaron en la obra de Acosta.

## sigloXX

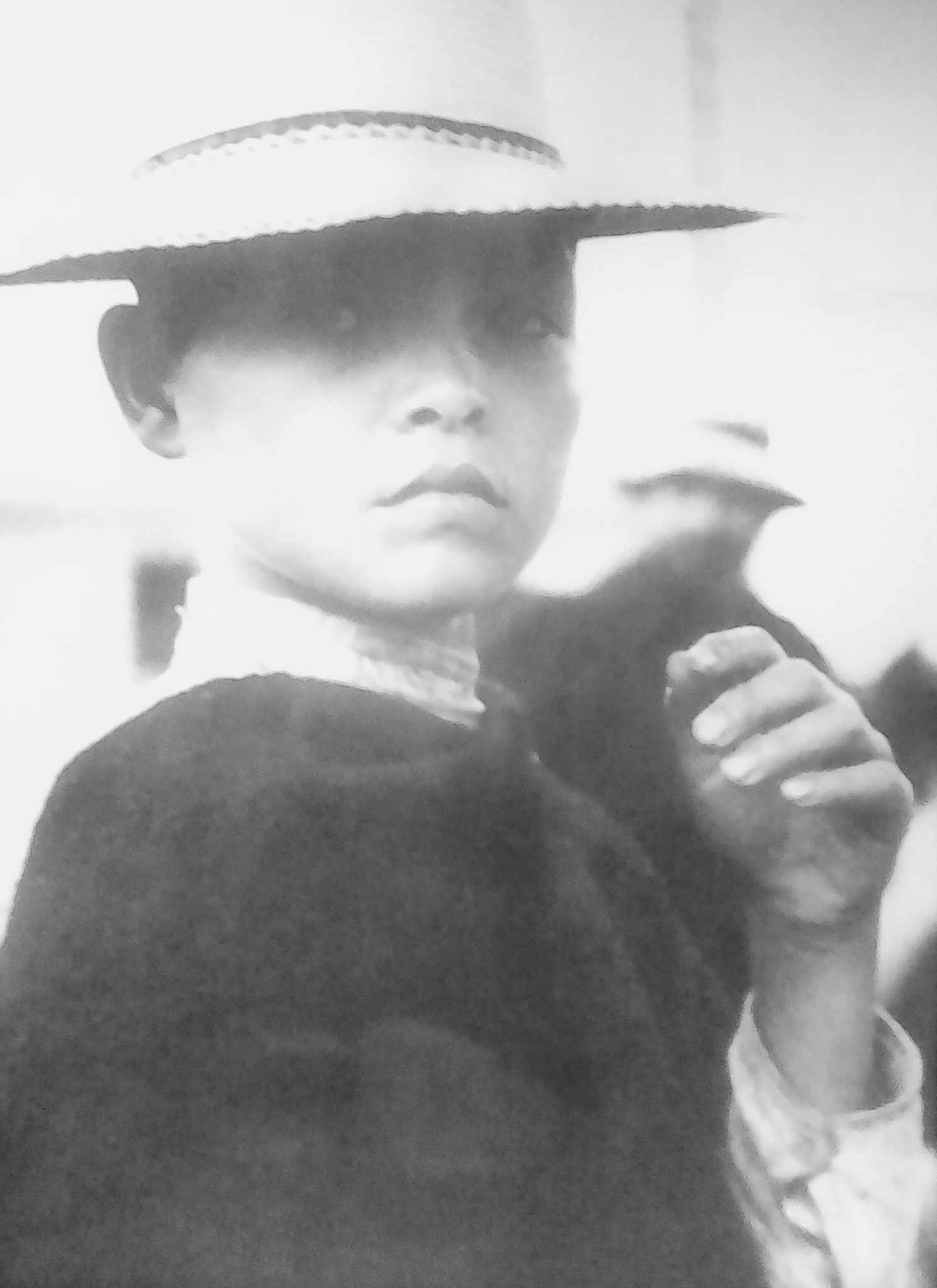
Niño muisca fotografiado por Luis Benito Ramos en 1935.

El nuevo Estado propició la disolución de los resguardos indígenas.  El resguardo de Cota fue reconstituido con un lote de tierra comprado por la comunidad en 1916, reconocido entre 1991 y 1998, cuando fue retirado el reconocimiento a la comunidad, que lo recuperó en 2006. El de Tenjo, después de 1934, fue reducido a 54 hectáreas. En 1940 fue repartido el cabildo de Tocancipá. El de Sesquilé fue recortado por el concejo municipal, hasta quedar solamente el 10 por ciento de su tamaño original. 
En 1948 el gobierno nacional prohíbe la venta, producción y consumo de la chicha, bebida sagrada de los muiscas, a menos que estuviera pasteurizada y embotellada en envases de vidrio herméticamente sellados. Este fue un duro golpe cultural para los indígenas y para el consumo de la bebida tradicional y sagrada de los muiscas, que disminuyó los ingresos de muchas familias de origen indígena y se sumó a la pérdida de las tierras de los resguardos. La prohibición rigió hasta 1991. El Festival de la chicha, el maíz, la vida y la dicha se celebra actualmente en el barrio bogotano de "La Perseverancia" (principal centro de producción de chicha en la ciudad) como una reivindicación de la prohibición que rigió por tantos años.
En 1968 el Estado colombiano le retira el reconocimiento legal al resguardo indígena de Sesquilé, pero en 1999 la comunidad logra la fundación del "Cabildo Muisca de Sesquilé" con el objetivo de recuperar la memoria ancestral.

### El Movimiento Bachué

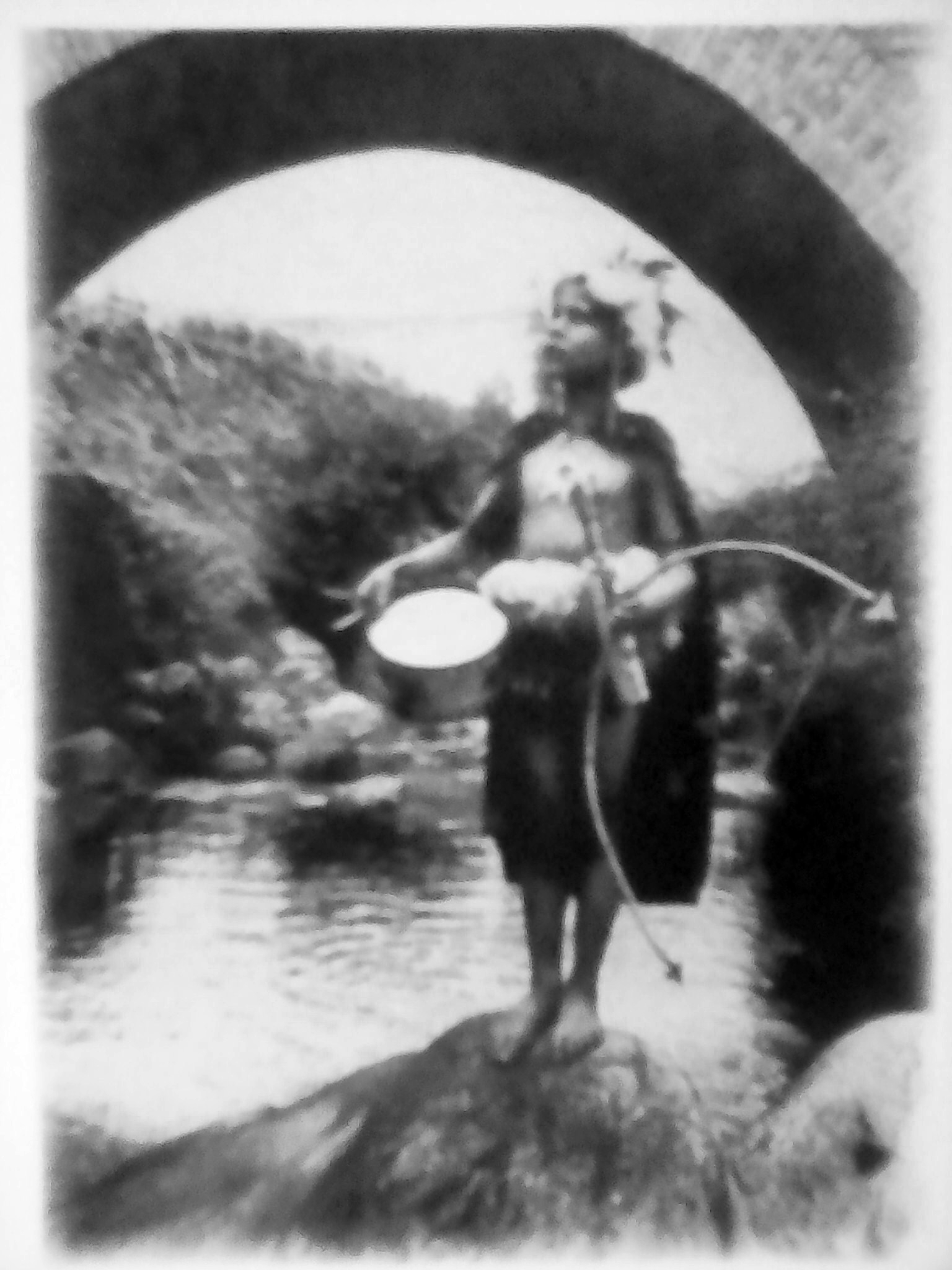
Niño muisca con el atuendo indígena fotografiado por Luis Benito Ramos en 1935. Esta fotografía estuvo influenciada por los ideales del movimiento nacionalista colombiano conocido como "Los Bachués", o "Los Hijos de Bachué".

El "Movimiento Bachué", conocido también como "Los Bachués", "Grupo Bachué" o "Los Hijos de Bachué", fue una organización cultural de carácter nacionalista integrada por intelectuales y artistas entre los años 1922 y 1940. Este grupo se opuso a las corrientes de quienes pretendían establecer una idea de nación fundada exclusivamente en el legado de España. "Los Bachués", por el contrario, defendían que la expresión de la nacionalidad debía basarse fundamentalmente en el pasado indígena. Cuestionaban la propiedad territorial en el campo por parte de los terratenientes capitalistas y defendían que la propiedad debía basarse en el trabajo, y no en la especulación económica. Promulgaron que la verdadera educación radicaba en el contacto con la naturaleza, por lo que organizaban excursiones a bosques, montañas, lagunas y lugares sagrados para los muiscas. Algunos de sus integrantes fueron los artistas plásticos Luis Alberto Acuña Tapias y Rómulo Rozo, el fotógrafo Luis Benito Ramos, y el escritor Armando Solano, quien fue el mayor defensor de un nacionalismo colombiano basado en la exaltación del pasado indígena y de los campesinos como máximos representantes de la patria. Algunos científicos colombianos se mostraron afines al "Movimiento Bachué"; entre ellos, Juan Friede, Guillermo Hernández Rodríguez, Antonio García y Gregorio Hernández de Alba. También influenciaron la creación del Instituto Etnológico Nacional, en 1941.
Como reacción a los ideales del "Movimiento Bachué" surgió el "Grupo Albatroz", de ideas totalmente opuestas, que abogaba por el anti-nacionalismo, la defensa del capitalismo extremo y la sub-valoración de lo indígena. En 1948, cuando el gobierno nacional prohíbe la venta, producción y consumo de chicha (bebida sagrada de los muiscas), los antiguos miembros del "Movimiento Bachué" alzaron su voz de protesta. El artista Rómulo Rozo hizo un grabado titulado «El descubrimiento de la chicha», en el que exaltaba la tradición de la bebida ritual y recreativa de indígenas, campesinos y obreros, en contra de los argumentos capitalistas que se excusaban en que había que introducir bebidas "más modernas".
Otros temas por los que se interesó el "Movimiento Bachué" fueron la música campesina, las creencias populares, el fenotipo racial muisca, la fotografía de los descendientes campesinos de los muiscas y la mitología muisca. A través de las fotografías, quisieron capturar "el alma del pueblo"; definieron su propuesta artística como el esfuerzo por mantener el vínculo con la tierra. Produjeron muchas pinturas, esculturas, fotografías y murales, de los cuales los más afamados son los que se encuentran en el Hotel Tequendama, realizados por Luis Alberto Acuña. También produjeron algunos documentos como la Monografía Bachué (1930), el cuaderno programático titulado Cuaderno Bachué (1930-1931) y una publicación colectiva titulada Los últimos caciques (1934), que fue su última producción escrita, debido a que no contaron con apoyo institucional, aunque siguieron activos hasta 1940.

### Chigys Mie

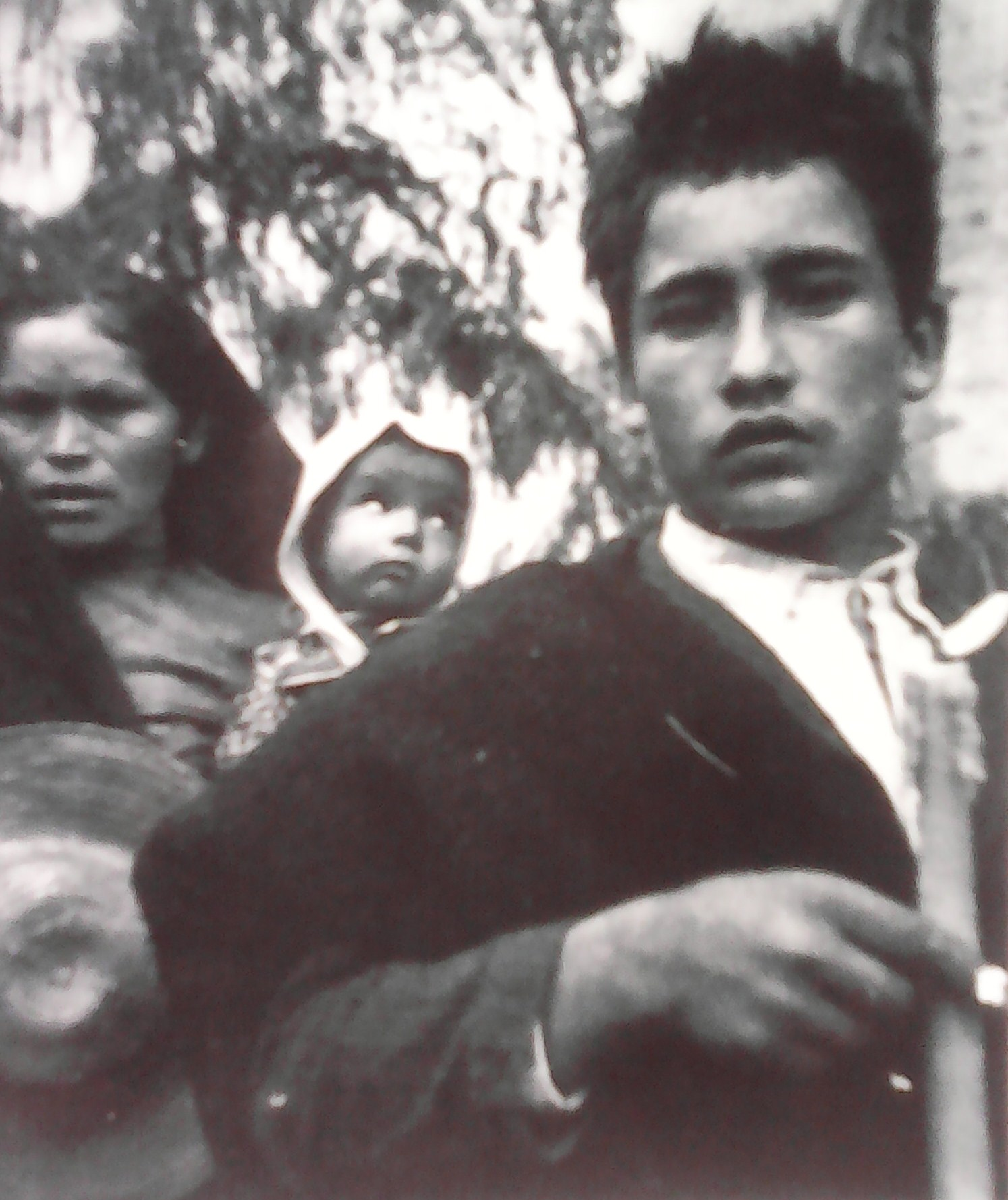
Familia muisca de Boyacá en 1935.

En 1930, la condesa y exploradora alemana Gertrud von Podewils Dürniz publica en la ciudad de Stuttgart, Alemania, un libro sobre la mitología muisca titulado Chigys Mie, que en muysccubun significa "cosas pasadas". En 1922, la condesa había estado en la tumba de Tutankamón, que acababa de ser descubierta en Egipto. En 1928 llega a Colombia y de inmediato se pone en contacto con los miembros de la organización nacionalista conocida como "Los Bachués", y con Gerardo Arrubla, director del Museo Nacional de Colombia y miembro de la Academia Colombiana de Historia, quien prologaría el libro producto de la investigación de la condesa. Además, muy pronto fue nombrada Socio Correspondiente de la Academia Colombiana de Historia.
La condesa fue asesorada también por el célebre historiador, y experto en la cultura muisca, Miguel Triana. Para la portada de Chigys Mie se usó la fotografía de un tunjo hallado en Boza. También se incorporaron pictogramas y petroglifos muiscas con los que Triana había ilustrado, en 1922, su libro Civilización Chibcha. Además, se encargó a la artista bogotana María Antonia Cuervo de Yepes la realización de dibujos que complementaran las ilustraciones del libro. En cierto modo, Chigys Mie, de la condesa Gertrud, es una continuación de Civilización Chibcha, de Miguel Triana.
En el libro se abordan los mitos muiscas de la creación, los dioses, los sacerdotes y las fiestas, los mitos de las serpientes y la leyenda de El Dorado, entre otros. También se hace una diferenciación entre los mitos de las tierras cálidas (caribes) y los de las tierras frías (muiscas). Entre las múltiples historias que cuenta el libro, es de resaltar la de la doncella de larga cabellera oscura de la corte del Zipa que se desposó con un joven orfebre de Guatavita. También se esforzó la condesa por reivindicar el elevado grado cultural de los muiscas.
Para escribir el libro, la condesa no solo contó con la colaboración de "Los Bochicas",  la Academia Colombiana de Historia, Gerardo Arrubla y Miguel Triana, sino que además visitó personalmente todos los lugares mencionados en las leyendas. También se interesó por el estudio de los pictogramas y petroglifos, temas en los que fue asesorada por el profesor Triana, quien fue un experto conocedor de la materia.

## sigloXXI

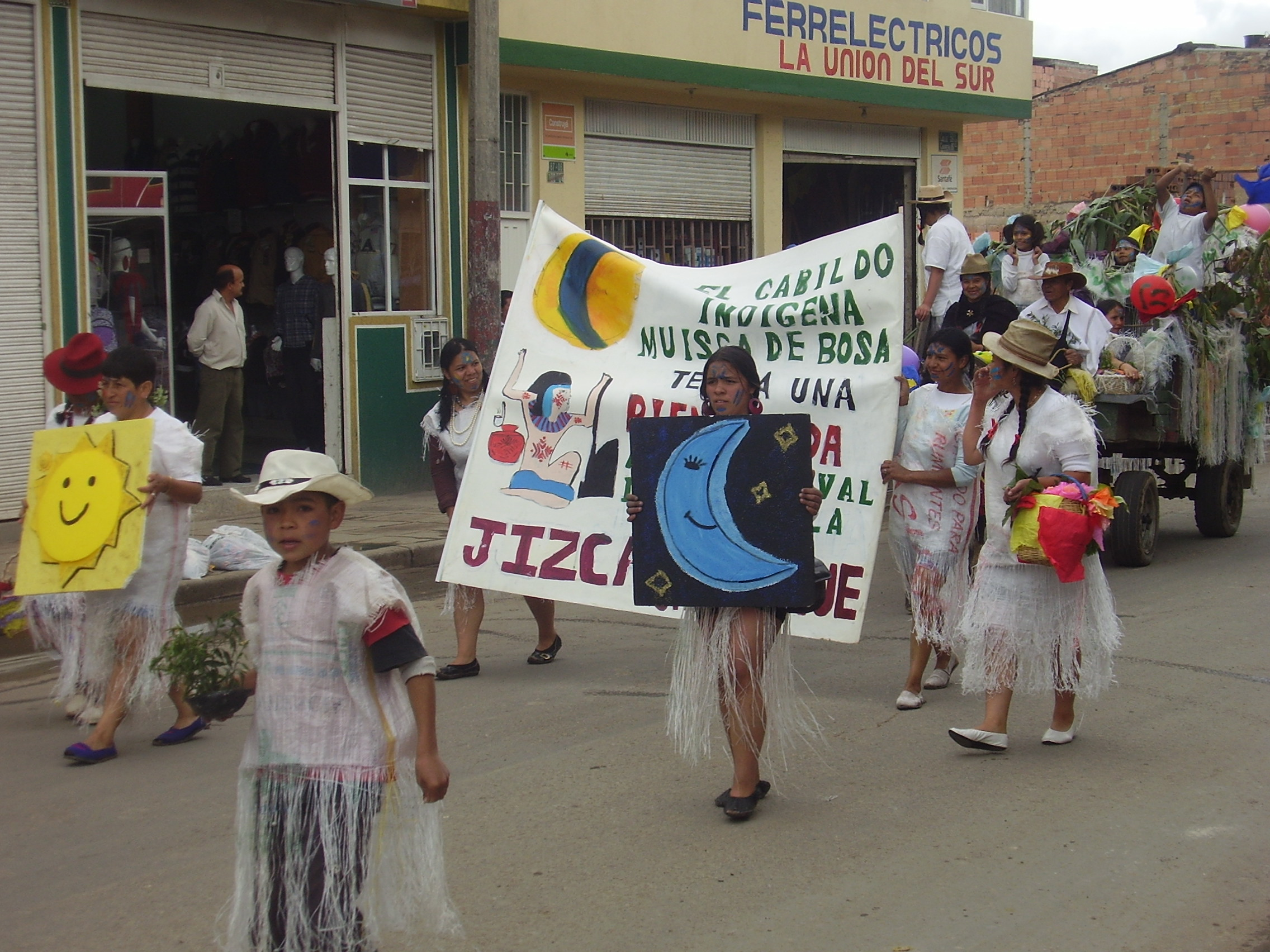
Marcha del Cabildo Muisca de Bosa.

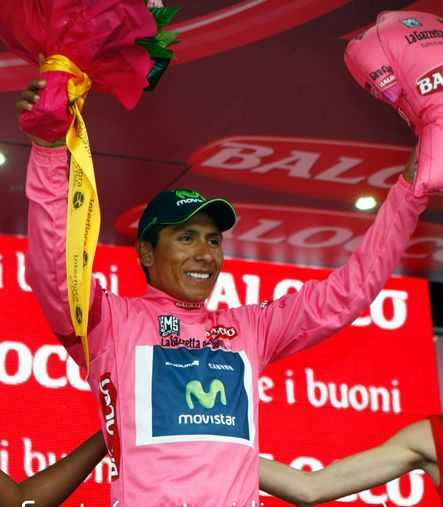
El ciclista colombiano Nairo Quintana, descendiente mestizo de indígenas muiscas, fue campeón del Giro de Italia 2014, subcampeón del Tour de Francia 2013, 2015, campeón de la Vuelta a España 2016, y campeón de la Tirreno-Adriático 2017. Nairo nació en la ciudad de Tunja y vivió su infancia en el municipio de Cómbita (Boyacá), que en idioma muisca significa «fuerza de la cumbre».

Desde 1989 se ha dado un proceso de reconstrucción de los cabildos indígenas por las comunidades muiscas sobrevivientes. Actualmente cuentan con Cabildo en funcionamiento las comunidades muiscas de Suba, Bosa, Cota, Chía y Sesquilé. Los diferentes cabildos se reunieron del 20 al 22 de septiembre de 2002 en Bosa en el "I Congreso General del Pueblo Muisca" y constituyeron el Cabildo Mayor del Pueblo Muisca, que se afilió a la Organización Nacional Indígena de Colombia, ONIC. Se propusieron la recuperación lingüística y cultural y la defensa del territorio actualmente ocupado, frente al ordenamiento territorial que se quiere imponer para planes urbanísticos y de turismo. También apoya a las comunidades muiscas de Ubaté, Tocancipá, Soacha, Ráquira y Tenjo, para que defiendan su identidad y recuperen su organización y derechos específicos.
Los muiscas de Suba se opusieron con éxito a la desecación del Humedal Tibabuyes y lograron la recuperación del Humedal Juan Amarillo. También han defendido la reserva natural del cerro de La Conejera, que el acta de disolución del resguardo considera tierra comunal y por lo tanto inalienable. La revista Suati (‘canción del sol’) divulga poesía y otros trabajos literarios y de investigación de autores muiscas. La comunidad de Bosa ha logrado desarrollar con éxito un proyecto de recuperación y ejercicio de la medicina tradicional, en conjunto con el Hospital Pablo VI y con la Secretaría de Salud Distrital de Bogotá. la comunidad de Cota adelanta un programa de soberanía alimentaria, ha reintroducido el cultivo de la quinua y realiza periódicamente eventos de trueque de sus productos agrícolas, pecuarios y artesanales, y participa de los mercados campesinos que en Bogotá organiza el "Comité de Interlocución Campesino y Comunal".
Hacia finales del año 2006, este es el informe de la población muisca contemporánea:
- Tres cabildos muiscas: Cota, Chía y Sesquilé con una población de 2.318 personas.
- En el Distrito Capital están censadas 5.186 personas pertenecientes a la etnia muisca, principalmente en las localidades de Suba y Bosa, con sus respectivos cabildos formalmente reconocidos.
- En el informe no se tuvo en cuenta el mestizaje, es decir, a las personas que tienen ancestros muiscas.

Desde algunas perspectivas políticas, la cultura muisca desapareció con el fin de la estructura político-organizativa de las confederaciones de Hunza y Bacatá durante el siglo XVI. Incluso se dice que el idioma muisca murió definitivamente hacia finales del siglo XVIII. Pero dicha percepción es un desacierto histórico y una negación cultural. Por el contrario, la cultura muisca vive, está presente en la cultura nacional colombiana y en muchas comunidades campesinas.
El 27 de agosto de 2010 se fundó en Bogotá el jardín infantil "Uba Rhua" (Espíritu de la Semilla), para los niños del Cabildo Muisca de Bosa, entre otros tres jardines infantiles de los pueblos ingas, pijaos y huitotos. En los cuatro jardines están presentes los usos, las costumbres y el pensamiento de los pueblos indígenas, a través de la enseñanza de la agricultura, el tejido, la cerámica, la orfebrería, la música, la danza, la medicina tradicional y la lengua muisca, entre otros saberes y artes.
El Incoder constituyó por resolución 316 de 12 de noviembre de 2013 el Resguardo Muisca de Chía "Fonquetá y Puente Piedra".
En noviembre de 2015 el alcalde de Chía, Guillermo Varela, anunció que la plaza principal del municipio sería remodelada para proteger la estatua de Chie (la diosa muisca de la Luna). Sin embargo, el monumento, inaugurado el 12 de octubre de 1935, y declarado patrimonio cultural de la Nación, sufrió severos daños cuando fue manipulado por una grúa, que mutiló varios elementos de la estatua. El líder espiritual muisca José Manuel Socha afirmó que la diosa se vengaría del alcalde municipal por estos hechos.
La Agencia Nacional de Tierras constituyó el Resguardo Muisca de Cota por acuerdo número 50 de 2018. Este había sido desconocido en 1998 y aunque en 2006 la comunidad fue reconocida, no así el resguardo, que sólo fue restablecido el 18 de abril de 2018. Además, por acuerdo número 247 del 12 de diciembre de 2022 constituyó el Resguardo Mhuysqa Chuta Fa Aba, de Sesquilé.

### El conflicto intra-étnico
Entre los años 2011 y 2012, un grupo de investigadores sociales de la Universidad Santo Tomás de Colombia fue asignado para apoyar el proceso de investigación del conflicto intra-étnico entre dos grupos sociales auto-denominados muiscas: Por una parte, el "Pueblo Nación Muisca Chibcha", y por otra, el "Cabildo Muisca de Suba". Los dos grupos han experimentado fuertes roces y enfrentamientos por la disputa de espacios de participación en las políticas públicas del distrito de Bogotá. Al mismo tiempo, ambos grupos difieren en puntos sustanciales sobre aspectos como el modo de la reconstrucción de la historia muisca, usos y costumbres, formas de organización, entre otros.
En el momento de la investigación, el líder del "Pueblo Nación Muisca Chibcha" era el abuelo Suaga Gua, y la gobernadora del "Cabildo Muisca de Suba" era Miriam Martínez. Uno de los motivos por los que los investigadores encontraron diferencias entre los dos grupos en conflicto, fue el hecho de que el "Pueblo Nación Muisca Chibcha" argumentó conservar prácticas ancestrales como la conservación del tabaco, el hayo y los poporos en sus prácticas rituales, así como la aspiración de rape en la medicina tradicional, mientras que el "Cabildo Muisca de Suba" permite, según sus contradictores, prácticas que nada tienen que ver con "lo muisca", como la pertenecía a tribus urbanas entre sus jóvenes. Sin embargo, los integrantes del "Cabildo Muisca de Suba" argumentaban estar reconocidos por el Ministerio del Interior de Colombia y contar con más de 5000 miembros. Otro de los aspectos estudiados por el grupo de investigación fue el constante ataque que por medio de redes sociales como Facebook se hacían entre los grupos en conflicto, de modo que lo que publicaban unos era inmediatamente desvirtuado por los otros.
Al inicio del año 2012 el abuelo Suaga Gua fue elegido gobernador del "Pueblo Nación Muisca Chibcha" para adelantar el proceso de reconocimiento jurídico de su Cabildo, mientras que en el "Cabildo Muisca de Suba" fue elegida Claudia Yopasá como nueva gobernadora, en reemplazo de Miriam Martínez, lo que implicó el reinicio de los diálogos que los investigadores buscaban propiciar.
De acuerdo con los resultados de la investigación, el conflicto comenzó aproximadamente en el año 2006. El "Pueblo Nación Muisca Chibcha de Bacatá", liderado por Suaga Gua y Xieguazinsa, había surgido en la década de los setenta con el fin de propiciar la unión del pueblo ancestral. Sin embargo, los líderes del "Cabildo Muisca de Suba" afirmaron que los integrantes del "Pueblo Nación Muisca Chibcha" no eran muiscas, y por tanto no eran aptos para hacer parte del proceso de recomposición ancestral.
Por otra parte, Hessen Yopasá, miembro del "Cabildo Muisca de Suba" e integrante de un grupo musical de metal, afirmó que las personas del "Pueblo Nación Muisca Chibcha" no son más que mestizos que usan la fachada muisca para lucrarse económicamente. Esta actitud fue confirmada por los investigadores, quienes atestiguaron la baja aceptación que hay en el "Cabildo Muisca de Suba" hacia estos mestizos. De otro lado, en una entrevista realizada por los investigadores a Suaga Gua, el 11 de septiembre de 2012, el líder afirmó que es inaceptable que un muisca sea cristiano, católico, musulmán ni de ninguna otra religión, ya que un verdadero muisca no puede ni debe asumir creencias sincréticas, y además criticó duramente el hecho de que el "Cabildo Muisca de Suba" use la figura jurídica del "cabildo", pues considera el cabildo es una institución española que nada tiene que ver con lo verdaderamente muisca.
Otro de los puntos de conflicto es el hecho de que en el "Pueblo Nación Muisca Chibcha" se use la palabra chyquy para designar a sus autoridades espirituales, lo que los miembros del "Cabildo Muisca de Suba" han criticado como un atrevimiento y falta de respeto. Además, Miriam Martínez calificó al "Pueblo Nación Muisca Chibcha" como una organización indigenista que nada tiene que ver con los pueblos ancestrales. Para el "Pueblo Nación Muisca Chibcha", todo aquel que se auto-reconozca como muisca, puede llegar a serlo, luego de un trabajo espiritual previo, y sin importar que sea blanco o mestizo, postura con la que está en total desacuerdo el "Cabildo Muisca de Suba",  para quienes el muisca nace, no se hace, y afirman que sus contrincantes son simplemente mestizos que quieren ser muiscas por moda.
Finalmente, Miriam Martínez, del "Cabildo Muisca de Suba", dijo tener información (aunque no pruebas) de que Suaga Gua, líder del "Pueblo Nación Muisca Chibcha", había estado involucrado en la violación de una menor de edad en el municipio de Soacha.

## Escudos de armas con simbología muisca
Algunos de los escudos de armas de varios municipios de los departamentos de Cundinamarca y Boyacá tienen simbología alusiva a los muiscas, como por ejemplo los siguientes:

Chía (Cundinamarca)
Funza (Cundinamarca)
Facatativá (Cundinamarca)
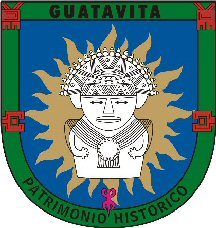
Guatavita (Cundinamarca)
Sesquilé (Cundinamarca)
Soacha (Cundinamarca)
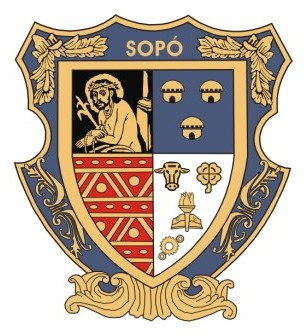
Sopó (Cundinamarca)
Duitama (Boyacá)

## Estudios muiscas

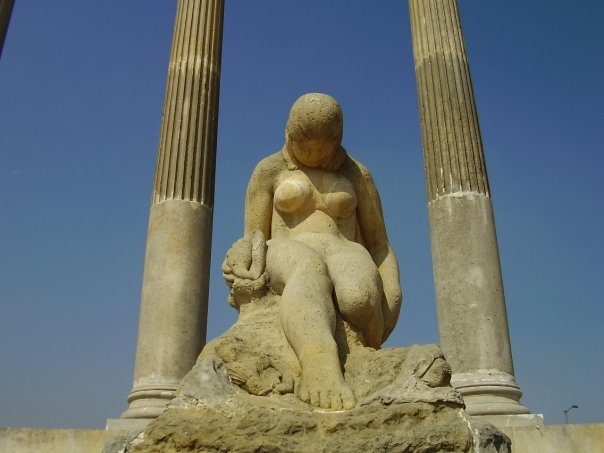
Sie, la Diosa del Agua, tallada en piedra por la escultora bogotana María Teresa Zerda, ubicada en la Estación Marsella de Transmilenio.

Los estudios acerca de la cultura muisca son abundantes y tienen una larga tradición. Las primeras fuentes históricas acerca de la existencia de este pueblo están en los llamados Cronistas de Indias cuya labor duró los tres siglos de la existencia de la Colonia Nuevo Reino de Granada. Después de las gestas de la independencia (1810), se presentó un fenómeno que fue útil a los estudios sobre los muiscas: los criollos establecieron como capital la que fuera la capital colonial, Santafé y la que a su vez fuera la capital del zipazgo, Bacatá. Se dio pues un interés por documentar la idea de que el territorio del Altiplano Cundiboyacense había sido en realidad la cuna de una civilización avanzada cuyo proceso de esplendor fue bruscamente detenido por la conquista.
Este fenómeno social de búsqueda de la identidad que benefició a los muiscas, hizo que el resto de las culturas que habitaron el territorio de lo que hoy es Colombia fueran vistas como salvajes. Otro problema fue la creencia inicial de que los muiscas habían poblado un territorio inhabitado, porque todos los hallazgos arqueológicos en la zona que habitaron fueron atribuidos a los muiscas. El presidente Tomás Cipriano de Mosquera invitó en 1849 al cartógrafo italiano Agustín Codazzi, quien dirigió la Comisión Corográfica con Manuel Ancízar. Hicieron estudios descriptivos del territorio nacional en el que contaban hallazgos arqueológicos. Los resultados de dicha expedición fueron publicados en 1889 en Peregrinación Alfa.
Argüello García señala que el objetivo de dichas expediciones dado el contexto reciente de la constitución de la nueva nación, era el de resaltar la civilización de la época precolombina y en tal sentido se centran en la Cultura Muysca como parangón cultural. Esta percepción tuvo otros representantes como Ezequiel Uricoechea en su obra Memorias sobre las Antigüedades Neogranadinas.
La contestación vendría de Vicente Restrepo que toma una vía opuesta: si los primeros quisieron ver en los muiscas un elemento de civilización superior, Restrepo en su obra Los chibchas antes de la conquista española los muestra en cambio como bárbaros. Pero Miguel Triana en su obra La civilización chibcha abre las puertas a un nuevo interés y de nuevo se ven centradas las investigaciones alrededor de los muiscas. Triana llegó a sugerir incluso que los numerosos símbolos de arte rupestre no eran otra cosa que escritura, teoría está bastante contestada. Otro autor de destacar en esta época fue el arqueólogo colombiano Wenceslao Cabrera Ortiz, el cual propuso proyectos de una profunda investigación para la interpretación de todo el material existente, especialmente aquel del arte rupestre. Cabrera replantearía la teoría de la procedencia migratoria de los muiscas. Su importancia radica en su intención de registrar y hacer de la arqueología de Colombia una materia de estudio en las escuelas y en cada región. En 1969 se publica Monumentos rupestres de Colombia e informes de las excavaciones de El Abra lo que, según Argüello, abre una verdadera época de la investigación científica en Colombia.